# デジモン一覧 (あ-さ)
デジモン一覧（デジモンいちらん）では、架空の生命体・デジタルモンスター（通称：デジモン）のうち、あ行からさ行に属するものについて解説する。

## あ

### アイギオテュースモン
- 英名:Aegiochusmon / 世代:完全体 / タイプ(種族):神人型 / 属性:ワクチン
- 必殺技:ボルトブレイクノックダウン、ライトニングパイル / 得意技:チャージングストライク

ゲーム『デジモンクルセイダー』で初登場。
アイギオモンが進化した姿でロン毛の青年を思わせる神人型デジモン。子供のようだった頭身が大きく伸び、上半身の胸から頭部にかけて真紅の装甲のようなものがその身体を覆っている。究極を目指して様々な種族の能力が合成されており、それにより環境に合わせてその姿を大きく変化させる能力を獲得、胸部のクリスタルから竜族系デジモンのデータを引き出し、それを体表面に定着させて鎧として纏っている。この生体装甲は身体の防御性だけでなく筋力にさえも作用し、アイギオテュースモンの攻撃力を飛躍的に強化させている。

#### アイギオテュースモン：グリーン
- 英名:Aegiochusmon: Green / 世代:完全体 / タイプ(種族):神人型 / 属性:ワクチン
- 必殺技:ブランブルバイト、プラントゾーンクレイドル / 得意技:チャージングストライク

ゲーム『デジモンクルセイダー』で初登場。
様々なデジモンの属性を組み込まれたアイギオテュースモンのもう一つの姿。この形態は植物型デジモンの特性が色濃く現れたスピードに特化した姿であり、それに合わせて身体の体重も軽くなってより素早い身のこなしが可能となっている。両腕からイバラの蔦のような触手を伸ばして敵を攻撃したり、それをロープ代わりに利用してのアクロバティックな動きで相手を翻弄することもできる。

#### アイギオテュースモン：ブルー
- 英名:Aegiochusmon: Blue / 世代:完全体 / タイプ(種族):神人型 / 属性:ワクチン
- 必殺技:ペネトレイザー、ウイングカッター、パワードイグニッション / 得意技:

ゲーム『デジモンクルセイダー』で初登場。
様々なデジモンの属性を組み込まれたアイギオテュースモンのもう一つの姿。この姿はサイボーグ型デジモンのデータが色濃く反映された姿で、上半身を青い機械的な装甲で覆い、左腕には着脱可能な「メカニゼィションパワードアーム」と呼ばれる巨大なアームが装着される。この形態ではサイボーグ型デジモンならではの極めて高い出力を発揮し、さらに極めて正確なロックオン機能によって腕から分離した「メカニゼィションパワードアーム」はその標的を自動的に追尾して攻撃を加えることも可能となっている。

#### アイギオテュースモン：ダーク
- 英名:Aegiochusmon: Dark / 世代:完全体 / タイプ(種族):神人型 / 属性:ワクチン
- 必殺技:トライアングラー、プラズマッドネス、デスディナー / 得意技:

ゲーム『デジモンクルセイダー』で初登場。
様々なデジモンの属性を組み込まれたアイギオテュースモンのもう一つの姿。この姿は邪悪なデータを複数組込んで変化したもので、両腕や背中から長い鎌のようなものが突き出した悪魔の如き禍々しい身体となっている。性格さえも凶暴な目に映る者が全て敵に見えるほど凶暴化しており、ワクチン種でありながら鎌から放つウィルスを含んだ赤い電撃で相手を攻撃する。

#### アイギオテュースモン：ホーリー
- 英名:Aegiochusmon: Holly / 世代:完全体 / タイプ(種族):神人型 / 属性:ワクチン
- 必殺技:ライトニングシャワー、サンダースラッシュ、サークレットディフェンス / 得意技:

ゲーム『デジモンクルセイダー』で初登場。
様々なデジモンの属性を組み込まれたアイギオテュースモンのもう一つの姿。胸のクリスタルに組み込まれた天使系デジモンのデータを基に身体を構成しており、美しい姿と明鏡止水の如き澄み切った心を備えている。両手には身体から溢れるワクチンのエネルギーを変換する盾を装備し、それを通してそのエネルギーを短剣などの武器や防護壁を作り出すことができる。

### アイギオモン
- 英名:Aegiomon / 世代:成熟期 / タイプ(種族):神人型 / 属性:ワクチン
- 必殺技:アイアントラスト、スタンビートブロウ / 得意技:アトラクトエコー

ゲーム『デジモンクルセイダー』で初登場。
人間の少年のような上半身にヤギの下半身を持った半人半獣の少年の姿をした神人型デジモン。セイレーンモンと同じ楽団に所属しており、戦いを好まない平和的な性格でいつも「シュリンクス」という笛を吹いて音楽を奏でている。しかし、彼自身に秘められた力はいまだ未知数で、彼が何かを護るために戦う時には想像以上の戦闘の才能を発揮するという。

### アイスデビモン
- 英名:IceDevimon / 世代:成熟期 / タイプ(種族):堕天使型 / 属性:ウィルス
- 必殺技:フロストクロー / 得意技:アイシーシャワー、コールドブラッド、ゼロフリーズ、レザーウィング

ゲーム『デジモンワールド』で初登場。
冷気の属性を持つデビモンの亜種。デビモンの中でも特に残忍な心を持つ個体が進化した姿といわれ、巧みな話術で敵を騙すのが得意とされている。
アニメ『デジモンテイマーズ』と『デジモンフロンティア』と『デジモンクロスウォーズ』に登場。

### アイスモン
- 英名:Icemon / 世代:成熟期 / タイプ(種族):氷雪型 / 属性:データ
- 必殺技:アイスボールボム / 得意技:アイスストライク、オンザロック、ソリッドステート

ゲーム『デジモンワールド』で初登場。
冷気の属性を持つゴツモンの亜種。ゲームでは基本的にゴツモンが進化した状態として登場する。
アニメ『デジモンクロスウォーズ』に登場。

### アイズモン
- 英名:Eyesmon / 世代:成熟期 / タイプ(種族):魔竜型 / 属性:ウィルス
- 必殺技:邪念眼（じゃねんがん）、愚幻（ぐげん） / 得意技:

アニメ『デジモンアドベンチャー:』で初登場。
無数の眼が寄り集まっている影のような姿をし、影の中に潜むことができる魔竜型デジモン。他者の影の中に潜んでデータを吸収し、データを蓄えた分だけ強大化できるため、貯蔵量次第では完全体も超える力を持つ。多くの目を持ち、敵のどんな動きも見逃さなさい。
2020年9月23日にデジモンウェブのデジモン図鑑に追加され、詳細設定が判明した。
アニメ『デジモンゴーストゲーム』では第43話で登場。声は中尾隆聖。

#### アイズモン：スキャッターモード
- 英名:Eyesmon: Scatter Mode / 世代:成熟期 / タイプ(種族):魔竜型 / 属性:ウィルス
- 必殺技:邪念眼（じゃねんがん）、影縛り（かげしばり） / 得意技:

アニメ『デジモンアドベンチャー:』で初登場。
アイズモンが分散した姿。データが多く流れるSNSなどのサイトを監視し、そこでより大きいデータを食べて力を蓄えている。この状態での力は強くないが、身の危険を感じると1つに集まって元の姿に戻って逆襲する。
2020年9月23日にデジモンウェブのデジモン図鑑に追加され、詳細設定が判明した。
アニメ『デジモンゴーストゲーム』では第37話で登場。

### アヴェンジキッドモン
- 英名:AvengeKidmon / 世代:究極体 / タイプ(種族):竜人型 / 属性:ウィルス
- 必殺技:デストラクショントリッガー、ミザリーバレットレイン / 得意技:

マグナキッドモンとほぼ同じ姿をした竜人型デジモン。以前にマグナキッドモンに倒されたデジモンがその復讐心からくる負のデータを過剰にデジコアに流し続けた結果突然変異を起こして誕生した。
よりにもよって憎むべき相手に近い姿になってしまったことによってその怒りは留まることを知らず、打倒マグナキッドモンという本来の目的を忘れてただ無意味な破壊活動を繰り返すようになってしまった。

### アウルモン
- 英名:Owlmon / 世代:アーマー体（カードゲームでは成熟期、ゲーム『デジモンストーリー サンバースト&ムーンライト』では完全体） / タイプ(種族):鳥型 / 属性:フリー
- 必殺技:ミッドナイトクラッチ / 得意技:インフラレッドレイ

『D-3』で初登場。
ワームモンが愛情のデジメンタルで進化したアーマー体。その名の通りフクロウのような姿をした鳥型デジモン。偵察能力に長けており夜間活動をもっとも得意とする。暗視スコープの目は闇の中でも1km先の相手を発見できる能力をもっており、夜間・暗闇で相手の背後に近づき奇襲をかける。基本的にアウルモンの特性は戦闘よりも偵察にあるため、攻撃力は高くないが、闇を利用した忍者のような攻撃を得意としている。

### アカトリモン
- 英名:Akatorimon / 世代:成熟期 / タイプ(種族):巨鳥型 / 属性:データ
- 必殺技:スカーレッドアイ / 得意技:アカトリアタック、アカトリキック、ターボルースター、メルティンオーラ

ゲーム『デジモンワールド』で初登場。
全身に赤みを帯びたコカトリモンの亜種。大きな体を動かすには見た目以上にエネルギーを消費するため、激しい戦闘は苦手であるといわれている。

### アキレウスモン
- 英名:Achillesmon / 世代:究極体 / タイプ(種族):獣人型 / 属性:ウィルス
- 必殺技:アネモダルメノス、アステロイディス、ロンヒ・アディスタクト / 得意技:

『バイタルブレス デジタルモンスター』のDimカード「インパルスシティ」で初登場。
古今東西のあらゆる競技を極めることで進化した究極体デジモンで、古代ギリシャの戦士の甲冑を纏った黒豹に似た姿を持つ。
心技体全てを備えた無欠の戦士ながらその力に驕ることはなく、常にトレーニングを欠かさない求道者であり、度を超えて鍛え抜かれた肉体を誇る。
その身体能力は純粋なスポーツだけでなく戦いにおいても存分に発揮され、一分の隙も見せることなく勝利を収める。
脚部に着いているホイールのような盾はブースターでもあり、残像を残すほどの高速移動で相手を翻弄しつつ、手に持った槍を投擲して敵のデジコアを貫く。
2021年3月5日にデジモンウェブのデジモン図鑑に追加され、詳細設定が判明した。

### アクィラモン
- 英名:Aquilamon / 世代:成熟期 / タイプ(種族):巨鳥型 / 属性:フリー
- 必殺技:グライドホーン、ブラストレーザー、マッハインパルス / 得意技:ペネトレイター、ステルスクォーレル、ウィンドプレス

『D-3』で初登場。
「砂漠の巨鷲」と呼ばれる頭部に二本の角を生やした巨鳥型デジモン。主人と認めた者には、忠誠を誓う。
アニメ『デジモンアドベンチャー02』では井ノ上京のパートナーデジモンであるホークモンの成熟期として登場。
アニメ『デジモンテイマーズ』では第6話で他のデジモンと混じって牧野留姫を自分のテイマーにしようとし、デジモンクィーンに異名を取る彼女の前に現れたデジモンの群れとしてシルエットとして登場（右側のビジョンにおり、他にはギザモン、タスクモン、デスメラモン、アポカリモンが映っていた）。
アニメ『デジモンセイバーズ』では大門知香のパートナーデジモンであるピヨモンの成熟期として登場し、完全体はガルダモンに進化する。

### アグニモン
- 英名:Agunimon / 世代:ハイブリッド体（『デジモンペンデュラムZ』では成長期、ゲーム『デジモンストーリー サイバースルゥース ハッカーズメモリー』では成熟期、ゲーム『デジモンワールド -next 0rder-』では完全体） / タイプ(種族):魔人型 / 属性:ヴァリアブル
- 必殺技:バーニングサラマンダー、サラマンダーブレイク / 得意技:ファイアダーツ

『ディースキャナ』で初登場。
火のヒューマンスピリットから誕生した闘士でインドの火の神“アグニ”の姿をした炎の能力を持つ魔人型デジモン。「烈火の超闘士」の異名を持ち、「スピリチュアルファイアー」と呼ばれる聖なる炎を自在に操作する能力と東洋武術を用いて戦う。
アニメ『デジモンフロンティア』では神原拓也がヒューマンスピリットを使って進化するデジモンとして登場。声は竹内順子。
アニメ『デジモンクロスウォーズ』では第1話冒頭で一部登場した。
漫画『デジモンクロスウォーズ』ではレインゾーンでの戦いの後に経緯は不明ながらクロスハートに加わったデジモンの1体として第11話から登場。

### アサルトモン
- 英名:Armormon / 世代:完全体 / タイプ(種族):サイボーグ型 / 属性:ウィルス
- 必殺技:ジャスティスマサカー、サプライズアタック / 得意技:

ゲーム『デジモンワールド3』で初登場。
全身を装甲で覆い、腕にはガトリング砲、腹部に機銃を装備したサイボーグ型デジモン。その体型からケンタルモン族の特殊部隊と言われているが、確認した者はいない。
2021年6月25日にデジモンウェブのデジモン図鑑に追加され、詳細設定が判明した。

### アシュラモン
- 英名:Asuramon / 世代:完全体 / タイプ(種族):魔人型 / 属性:ワクチン
- 必殺技:阿修羅神拳（あしゅらしんけん）、阿修羅炎滅拳（あしゅらえんめつけん）、阿修羅爆炎拳（あしゅらばくえんけん）（アニメ『デジモンフロンティア』のみ） / 得意技:喜怒哀楽（きどあいらく）

『デジタルモンスターVer.WS』で初登場。
怒り、悲しみ、祝福の3つの顔を持つ三面四臂の魔人型デジモン。恐ろしい外観だが、外見とは裏腹に正義の心を持っており、不正を見ると徹底的に攻撃するという、まさに光明神の化身と言えるような性格である。
アニメ『デジモンフロンティア』では第25話で登場。声は梁田清之。
アニメ『デジモンクロスウォーズ』では第24話で登場。
漫画『デジモンクロスウォーズ』ではWeb漫画で登場（その時はアニメ『デジモンセイバーズ』の主人公である大門大に殴られていた）。
アニメ『デジモンゴーストゲーム』では第28話で登場。声は関俊彦（祝福）、山崎たくみ（慈悲）、玄田哲章（怒り）。また、EDテロップやテレビ字幕の名前では「アシュラモン祝福」、「アシュラモン慈悲」、「アシュラモン怒り」という形で表記されている。
必殺技
阿修羅炎滅拳（あしゅらえんめつけん）
アニメ『デジモンフロンティア』オリジナル。火炎弾を放つ。

### アスタモン
- 英名:Astamon / 世代:完全体 / タイプ(種族):魔人型 / 属性:ウィルス
- 必殺技:ヘルファイア / 得意技:マーヴェリック

『デジモンカードゲーム』シリーズで初登場。
ファスコモンの完全体で、マシンガンを手にした魔獣の毛皮をかぶった貴公子の姿をした魔人型デジモン。「オーロサルモン」というマシンガンを武器にしている。敵に対しては非常に冷酷かつ残虐だが、味方には慈愛をもって接する性格で、多くの悪魔を従えるカリスマ性を持ったダークエリアの貴公子である。オーロサルモンから放たれる弾丸は意思をもっており、まさに「地獄の果て」まで敵を追尾する。
アニメ『デジモンクロスウォーズ～時を駆ける少年ハンターたち～』では最上リョウマのパートナーデジモンであるサイケモンが超進化した姿として登場。声は櫻井孝宏。

### アタマデカチモン
- 英名:Atamadekachimon / 世代:成熟期 / タイプ(種族):恐竜型 / 属性:データ
- 必殺技:鼓・爆砕、頭つぶし、ミニデカフレイム / 得意技:

『デジウィンドウ』で初登場。
頭が大きい恐竜型デジモン。その大きすぎる頭部のため体のバランスが悪く、歩き辛さからたとえ悪気は無くても目の前の物に頭をぶつけては壊してしまう。
戦うことを好まない母性に満ち溢れたデジモンで、口の中にはミニデカチモンというデジモンを入れて彼を守りながら育てている。そのミニデカチモンを常に気遣っており、ミニデカチモンが危険な目に遭った時は生き延びるために戦いを選ぶ。一方で、ミニデカチモンですら耳をふさぐほどの大声で喋り、しかも語尾に「でかー」をつけるとさらに大声になるという。
『Vジャンプ』読者の応募作品から選ばれたデジモンである。
2021年5月10日にデジモンウェブのデジモン図鑑に追加され、詳細設定が判明した。
アニメ『デジモンアドベンチャー:』では第47話、第64話、第67話（最終話）で登場。声は水田わさび。

### アトラーバリスタモン
- 英名:Atlur Ballistamon / 世代:完全体（クロスウォーズ） / タイプ(種族):マシーン型 / 属性:ワクチン
- 必殺技:プラズマクラック、ロケットバンカー / 得意技:

漫画『デジモンクロスウォーズ』で初登場。
バリスタモンが進化した姿。頭身が伸び、背中にはもう一本の角が生えてヘラクレスオオカブトに似た形態になっている。メタル質の身体は電磁装甲が取り入れられてさらに厚みを増しており、磁気によるダメージを低減させたり、逆に放電による攻撃が可能となっている。心優しい性格で敵から味方を守る盾として活躍するという。
2017年12月26日にデジモンウェブのデジモン図鑑に追加され、詳細設定が判明し、さらに2020年10月2日に世代・属性が判明した。

### アヌビモン
- 英名:Anubismon / 世代:究極体 / タイプ(種族):神人型 / 属性:ワクチン
- 必殺技:アメミット / 得意技:ピラミッドパワー

『ディーアーク』で初登場。
ダークエリアに送られたデジモンの監督役であり、デジモンを転生させるか否かの審判を下す。悪しきデータであれば永遠の闇に閉じ込め、良きデータであれば再度デジタマへと還元する能力を持っている。デジモンの生死を決められるだけの強大なパワーをもち、さらにはデジタルワールドの裁判官の役割も持っている。
エジプト神話のアヌビス神をモデルにしている。
アニメ『デジモンクロスウォーズ～悪のデスジェネラルと七つの王国～』ではデスジェネラルの一人であるグラビモンの配下デジモンとして複数体が登場。

### アノマロカリモン
- 英名:Scorpiomon / 世代:完全体 / タイプ(種族):古代甲殻類型 / 属性:データ
- 必殺技:スティンガーサプライズ / 得意技:テイルブレード、砂シャワー

『デジモンペンデュラム2』で初登場。
古代生物研究所のデータバンクにウイルスが感染して生まれたアノマロカリスをモデルにしたデジモン。食欲旺盛で、エサをよく溜め込む性質を持つ。頭部から生えた触手を器用に使って敵を捕まえ、尻尾から生えた鋭いブレードで仕留める。戦況が不利になると、鋭い触手で海底の土を巻上げて身を隠す。頭部から突き出ているレーダーアイは暗視装置のように敵を捕捉し、逆転の機会を狙う。
アニメ『デジモンアドベンチャー』、『デジモンアドベンチャー02』に悪役として登場しており、いずれも第41話での登場となった。
アニメ『デジモンクロスウォーズ～悪のデスジェネラルと七つの王国～』では元デスジェネラルの一人であったオレーグモン率いる金賊団の一員として複数体が登場。声は橋詰知久（日本語版）。

#### アノマロカリモン（X抗体）
- 英名:Scorpiomon X / 世代:完全体 / タイプ(種族):古代甲殻類型 / 属性:データ
- 必殺技:スティンガーサプライズ / 得意技:テイルブレード

アノマロカリモンがX-進化した姿。身体の色は極彩色に変化し、前脚もより巨大なものとなっている。
甲殻に海中のあらゆる成分を取り込んでおり、その結果海中では光学迷彩のように姿を消せる「ゴーストサプライズ」という能力を身に付けている。陸上ではその能力は失われるが、海中のアノマロカリモンを視認することは容易ではなく、他のデジモンにとっては見えないものに襲われるという恐ろしい能力を持つに至った。

### アバドモン
- 英名:Abbadomon / 世代:究極体 / タイプ(種族):種族不明 / 属性:不明
- 必殺技:ゲーズイレイザー、ガーライトネス、ホワイトライナー / 得意技:

アニメ『デジモンアドベンチャー:』で初登場。
ネットワークに溢れる負のデータを極限以上に吸収したことで進化、誕生した正体不明のデジモン。その存在目的は善悪に関係なく、デジタルワールドとそこに住むデジモンの全てを無に帰することにある。球体状の本体の大きな口および無数の触手に付いている口で他のデジモンを食らうだけでなく、デジタルワールドそのものも喰らい尽くし、その後には空白のブランクデータを残すのみである。これまでにも別次元のデジタルワールドをいくつか消滅させたのではないかとも推測されている。
放つ技はどれも受けた瞬間消去されてしまう。
2021年9月21日にデジモンウェブのデジモン図鑑に追加され、詳細設定が判明した。
アニメ『デジモンアドベンチャー:』ではラスボスとして登場。

#### アバドモンコア
- 英名:AbbadomonCore / 世代:究極体 / タイプ(種族):種族不明 / 属性:不明
- 必殺技:エクリプスノーン、ビンジェラード、デスチャージ、ゲーズイレイザー / 得意技:

アニメ『デジモンアドベンチャー:』で初登場。
アバドモンの内部に潜む真の本体で、どこかオメガモンを彷彿とさせる姿をしているのが特徴。ただひたすら虚無のみを求めており、全てを無に帰した後には自らも消え去ることで自身の存在意義は果たされる。
撃ちだしたエネルギーは相手に接触するとそのまま対象を侵食して食らい尽くし、またマント状のような膜にある全ての目から放たれる呪いはアバドモン時以上に純度が増している。他にも右腕が変化した鋭利な槍、左腕が変化した巨大な砲身など、両腕の武装もオメガモンに類似している。
2021年9月27日にデジモンウェブのデジモン図鑑に追加され、詳細設定が判明した。
アニメ『デジモンアドベンチャー:』ではラスボスとして登場。声は松山鷹志。

### アポロモン
- 英名:Apollomon / 世代:究極体 / タイプ(種族):神人型 / 属性:ワクチン
- 必殺技:ソルブラスター、フォイボス・ブロウ / 得意技:アロー・オブ・アポロ

ゲーム『デジモンストーリー サンバースト』で初登場。
コロナモンの究極体で、フレアモンが進化した姿。光明神アポロンの名を冠する神人型デジモン。オリンポス十二神族の一体であり、獅子を模した姿をしている。太陽級の火炎エネルギーを秘めており、その力はあらゆる物質を溶かし浄化する恐るべき力であり、非情なまでの熱い血潮とプライドで辛うじて抑制している。
両手の光玉から灼熱の矢を連続して放つ攻撃で牽制し、背中の火炎球より灼熱の太陽球を発生させて放つ攻撃や秘めたる力を込めた一撃必殺の拳を放つ。
姿はレオモンとよく似ている。
2014年7月25日にデジモンウェブのデジモン図鑑に追加され、詳細設定が判明した。
ゲーム『デジモンストーリー サンバースト』では主人公のパートナーデジモンであるコロナモンの究極体として登場。
アニメ『デジモンクロスウォーズ～悪のデスジェネラルと七つの王国～』ではバグラ軍の新幹部であるデスジェネラルの一人として登場。声は田中秀幸（日本語版）、カーク・ソーントン（英語版）。本作品では右腕は傷つき動かない状態を披露しているが、復活後は修復している。また、もう一つの人格でありオリジナルキャラクターでもあるウィスパードを持っている。後に2回復活し、復活後はバグラ軍およびデスジェネラルを離反し主人公である工藤タイキ達の味方になっている。
漫画『デジモンクロスウォーズ』本編では登場しなかったが、単行本第3巻のカバー裏に収録されているオマケ漫画「ばぐら家の横顔 第0回」で登場し、「録画将軍・深夜アニメのアポロモン」になった（単行本第2巻のカバー裏では未登場）。
アニメ『クロスウォーズ』では口を閉じた姿が見られるが、他のメディアでは口が空いていることが多く、発光している。
得意技
アロー・オブ・アポロ
アポロモン・ウィスパードの得意技である「アロー・オブ・ウィスパード」と対をなす存在。
アニメ『デジモンクロスウォーズ～悪のデスジェネラルと七つの王国～』では第20話（通算第50話）で使用。劇中テロップでは「アロー オブ アポロ」と表記された（この時は心を失った状態で使用した）。その後第24話（通算第50話、第2期最終話）でも使用（ただし、技の表記は無い）。その時は左腕から炎の矢を連続して放っている。
英語版での名称はSun Punch Arrow（サンパンチアロー）。
必殺技
ソルブラスター
アポロモン・ウィスパードの必殺技である「嘆きの太陽」と対をなす存在。
アニメ『デジモンクロスウォーズ～悪のデスジェネラルと七つの王国～』では第21話（通算第51話）で使用（ただし、技の表記は無い）。その時は合掌して精製した火球にタイキ達を取り込んで発射し、次元を超えさせる技として使用した。詠唱は「星を渡り、次元を超えよ！」となっている。
英語版での名称はSun Ball Blast（サンボールブラスト）。
フォイボス・ブロウ
「フォイボス（Phoibos）」とはアポロンの別名、あるいは称号のこと。
アニメ『デジモンクロスウォーズ～悪のデスジェネラルと七つの王国～』では第21話（通算第51話）で使用。その時は右腕から放っている。本編および劇中テロップでは「ファイボスブロウ」と誤植された。
英語版での名称はSunfire Punch（サンファイアパンチ）。

#### アポロモン・ウィスパード
- 英名:Apollomon Whispered / 世代: / タイプ(種族): / 属性:
- 必殺技:嘆きの太陽 / 得意技:アロー・オブ・ウィスパード

アニメ『デジモンクロスウォーズ～悪のデスジェネラルと七つの王国～』に登場したオリジナルキャラクター。
アポロモンのもう一つの人格で、光り輝く太陽の中にある暗黒の黒点のごとき闇の人格であり、「ウィスパード」とも呼ばれる。アポロモンとは違い、青と黒を基調としたカラーリングになる。
名前の由来は英語で囁き声を意味する「Whispered（ウィスパード）」から。
アニメ『デジモンクロスウォーズ～悪のデスジェネラルと七つの王国～』で登場。声は田中秀幸（日本語版）、キース・シルバースタイン（英語版）。
得意技
アロー・オブ・ウィスパード
左腕から闇の波動を放つ。アポロモンの得意技である「アロー・オブ・アポロ」と対をなす存在。
アニメ『デジモンクロスウォーズ～悪のデスジェネラルと七つの王国～』では第17話（通算第47話）、第19話（通算第49話）、第21話（通算第51話）で使用。劇中テロップでは「アローオブウィスパード」と表記された。
英語版での名称はWhispering Arrow（ウィスパーニングアロー）。
必殺技
嘆きの太陽
左腕から自身の数十倍以上ある超巨大な黒きエネルギー球を発生させる究極の奥義。完成までに多少時間が掛かる。アポロモンの必殺技である「ソルブラスター」と対をなす存在。
アニメ『デジモンクロスウォーズ～悪のデスジェネラルと七つの王国～』では第19話（通算第49話）で使用。
英語版での名称はRising Sun of All Sorrows（ライジングサン オブ オールソローズ）で、直訳すると「全ての悲しみの太陽」となる。

### アモン
- 英名:Amon(Digimon) / 世代: / タイプ(種族): / 属性:
- 必殺技: / 得意技:

ゴッドドラモンが使役する小型の竜デジモン。破壊を司る“紅炎のアモン” と呼ばれている。

### アヤタラモン
- 英名:Ajatarmon / 世代:完全体 / タイプ(種族):植物型 / 属性:ワクチン
- 必殺技:アサルトハチェット、タイドアップアイビー、ショットガンモス / 得意技:

『バイタルブレス デジタルモンスター』のDimカード「ハーミットインザジャングル」で初登場。
茨の蔓が寄り集まったような人に近い体型の身体、そして仮面のようなものを被った頭を持つ植物型デジモン。基本的に無口な性格のデジモンで、短気で気性が荒いところもあるが、狩人としての誇りを抱く純真な精神の持ち主であるとされる。
民族的な集団を形成してジャングルの奥地に小規模の文明を築いてそこで生活しており、集団で狩りを行う際にはハンドサインで仲間とコンタクトを取りながら優れた連携で獲物を仕留める。
得物として大木も切り裂くほどの鉈を持ち、他にも後頭部から生えた伸縮自在の触手や頭部から飛ばす毒草の針を武器とする。
『バイタルブレス デジタルモンスター』の専用アプリ『デジタルモンスター バイタルブレスラボ』にてデータおよび詳細設定が判明し、2021年7月21日にデジモンウェブのデジモン図鑑に追加された。
アニメ『デジモンゴーストゲーム』では第24話で登場。声は本田貴子。公式イラストでは男性寄りだったが、本作品では女性型になっている。

### アルクトゥルスモン
- 英名:Arcturusmon / 世代:究極体 / タイプ(種族):竜人型 / 属性:ウィルス
- 必殺技:ブラックデス、ブラックコンフェッション / 得意技:

『VITAL BRACELET BE』のDimカード「BEMEMORY ガンマモンDim」で初登場。
黒き邪悪なエネルギーが極限まで濃縮されたことで進化するとされている幻のデジモン。GRB（Gulus Realm Burst）因子と呼ばれる分泌物を生成する特定のデジモンの研究において、生成するデジモン自身に大量のGRB因子を限界まで注入させるシミュレーションを行った際に「理論上」進化することが判明した。数百回ものシミュレーションを重ねたが、すべての模擬結果はこのデジモンへと進化することが確認できたため、条件さえ整えば現実のデジタルワールド内でも発現するデジモンであると論文には記されている。どのような生態を持つのかは不明だが、シミュレーションで計測されたダークエネルギーの数値は現在発見されているデジモンの中でも群を抜いて高いため、このデジモンが発現した際にはデジタルワールドの環境が大きく変質するデジタルハザードが発生されると推測されている。
腕のドリルを相手に突き刺しGRB因子を注入させ浸食させる技や、両腕のドリルに大量のGRB因子をまとわせ高速回転させることで極限まで圧縮し射出する技が予測されている。
『バイタルブレス デジタルモンスター』の専用アプリ『デジタルモンスター バイタルブレスラボ』にてデータおよび詳細設定が判明した。

### アルケニモン
- 英名:Archnemon / 世代:完全体 / タイプ(種族):魔獣型 / 属性:ウィルス
- 必殺技:スパイダースレッド、プレテーションスパイダー / 得意技:アシッドミスト、ハンジャーステア（アニメ『デジモンアドベンチャー02』のみ）

旧名はサソリベラモン。ギリシャ神話に登場する「蜘蛛の女王」と呼ばれる下半身が蜘蛛になった不気味な女性の姿をした魔獣型デジモン。ドクグモンの女王的存在で、知性が高く非常に狡猾な性格を持つ。人間に化けることも可能で、気を許して近付くとアルケニモンの餌食となってしまう。また、非常に短気で凶暴な性格もあり、多くのデジモンたちから恐れられている。
手の甲から発射する切れ味の鋭いワイヤーで敵を切り刻んだり、腹部に隠れている無数の肉食のドクグモンで敵を襲う技で相手に恐怖を与える。
アニメ『デジモンアドベンチャー02』ではマミーモンと共に及川悠紀夫の部下として登場。声は山崎和佳奈（日本語版）。劇中では前述の通り人間態（赤い服と帽子、紫のサングラスを掛けた姿）となって暗躍していた。
アニメ『デジモンフロンティア』では第11話にて占い師の村の住民、第17話にてアキバマーケットの客として『アドベンチャー02』で見せた人間態の姿で同作で共演したマミーモン（人間態の姿）と共に登場（後ろ姿のみ）。この作品のみ本来のデジモンとしての姿は見せておらず、悪意も無い。
アニメ『デジモンゴーストゲーム』では第21話で登場（本編との繋がりは無いが、OP映像では彼女らしき腕と蜘蛛の巣が映る場面が存在する）。声は『アドベンチャー02』と同じく山崎和佳奈。また、人間態の姿を見せた際に『アドベンチャー02』では設定資料でしか見せていなかったサングラスや帽子を外した姿を見せている。ただし、デジモンとしての正体を見せた際は『アドベンチャー02』とは違いコミカルな性格は見せず、残酷非道な性格になっている。
ゲーム『デジモンサヴァイブ』ではピエモンの配下デジモンとして登場。『アドベンチャー02』および『ゴーストゲーム』と同様に人間の女性に化ける能力で油断させた所へドクグモン軍団やサイクロモンを差し向けたり、シードラモンと組んで地下水道で子供たちに幻覚を見せて精神的に追い込むなど幾度となく挑戦してきた極めて執念深く狡猾な性格。声は『アドベンチャー02』および『ゴーストゲーム』と同じく山崎和佳奈。
アニメ『アドベンチャー02』および『ゴーストゲーム』、ゲーム『サヴァイブ』では最後は倒されているが、『フロンティア』では前述の通り住民として登場しているため、唯一生存している。
得意技
全てアニメ『デジモンアドベンチャー02』オリジナル。
アシッドミスト
口から緑色の酸の霧を吐き出す。
ハンジャーステア
髪の毛を針のように飛ばす技で、人間態でのみ使用できる。この技で百本のダークタワーに毛を挿入し、ブラックウォーグレイモンを生み出した。
必殺技
スパイダースレッド
アニメ『デジモンアドベンチャー02』では敵を絡めて捕らえ、さらに動きを封じる効果を見せた。
プレテーションスパイダー
設定のみで、登場作品内では未使用（アニメ『デジモンゴーストゲーム』では第21話のデジモン紹介で表記されている）。

### アルゴモン

#### アルゴモン（幼年期I）
- 英名:Argomon / 世代:幼年期I / タイプ(種族):突然変異型 / 属性:
- 必殺技:酸のアワ / 得意技:

アニメ『デジモンアドベンチャー:』で初登場。
アルゴリズムのバグによって誕生したアルゴモンの生まれたての姿。大容量のデータが流れているところに集まる性質を持ち、大群となってそこを覆い尽くす。
2020年6月22日にデジモンウェブのデジモン図鑑に追加され、詳細設定が判明した。

#### アルゴモン（幼年期II）
- 英名:Argomon / 世代:幼年期II / タイプ(種族):突然変異型 / 属性:
- 必殺技:酸のアワ / 得意技:

アニメ『デジモンアドベンチャー:』で初登場。
誕生したばかりのアルゴモンが成長した姿。メンダコに似た形態で、大容量のデータが流通している部分に取り付いて体の下の方に付いている底面の口でそのデータを摂取する。敵が近づくと、大きな目のような模様から「酸のアワ」を吹いてくる。
2020年4月6日にデジモンウェブのデジモン図鑑に追加され、詳細設定が判明した。

#### アルゴモン（成長期）
- 英名:Argomon / 世代:成長期 / タイプ(種族):突然変異型 / 属性:ウィルス
- 必殺技:ブルートナックル、インプリズメント / 得意技:

アニメ『デジモンアドベンチャー:』で初登場。
さらにある程度成長したアルゴモン。まだ幼年期の同族を見守ろうとする性質があり、彼らに外敵が近づくと迎撃に当たる。
2020年4月13日にデジモンウェブのデジモン図鑑に追加され、詳細設定が判明した。

#### アルゴモン（成熟期）
- 英名:Argomon / 世代:成熟期 / タイプ(種族):突然変異型 / 属性:ウィルス
- 必殺技:ボルトライン、インプリズメント / 得意技:

アニメ『デジモンアドベンチャー:』で初登場。
成熟期まで成長したアルゴモン。情報処理能力が以上に高まっただけでなく、体のパワーも向上し、工業用マニピュレーターのような腕で自身よりも大きな敵を持ち上げられる。
2020年4月17日にデジモンウェブのデジモン図鑑に追加され、詳細設定が判明した。

#### アルゴモン（完全体）
- 英名:Argomon(Ultimate) / 世代:完全体 / タイプ(種族):突然変異型 / 属性:ウィルス
- 必殺技:インプリズメント、エリミネイションライン、ワームフェイズ / 得意技:ヒュプノスクロー

映画『デジモンセイバーズ THE MOVIE 究極パワー! バーストモード発動!!』で初登場。
演算プログラム＝アルゴリズムのバグから発生した強い暗黒の力が封じ込められた突然変異型デジモン。体に無数の目が付いており、腕を触手や翼に変形でき、その触手と高い演算能力で広範囲のエリアを瞬く間に制圧してしまう。
映画『デジモンセイバーズ』で登場。声ははなわ。
アニメ『デジモンアドベンチャー:』で登場。声は松山鷹志。

#### アルゴモン（究極体）
- 英名:Argomon(Mega) / 世代:究極体 / タイプ(種族):突然変異型 / 属性:ウィルス
- 必殺技:テラバイトディザスター、ディストーションライン、ブルートフォース / 得意技:

映画『デジモンセイバーズ』で初登場。
アルゴモンの究極体。体格が巨大化し格闘能力が強化されている。
映画『デジモンセイバーズ』で登場。声ははなわ。
漫画『デジモンクロスウォーズ』ではラスボスとして登場。
アニメ『デジモンアドベンチャー:』で登場。声は松山鷹志。

### アルダモン
- 英名:Aldamon / 世代:ハイブリッド体（『デジモンペンデュラムZ』では完全体、カードゲームでは究極体） / タイプ(種族):魔人型 / 属性:ヴァリアブル
- 必殺技:ブラフマシル、ブラフマストラ / 得意技:

『ディースキャナ』で初登場。
アグニモンの知性とヴリトラモンの野性を兼ね備えた炎の融合形態。「爆炎の超獣戦士」の異名を持ち、両腕にはヴリトラモンの「ルードリー・タルパナ」を装備しており、格闘戦に用いて戦うことも可能であり、接近戦も得意とする。
アニメ『デジモンフロンティア』では神原拓也がヒューマンスピリットとビーストスピリットを使って進化するデジモンとして登場。声は竹内順子。

### アルティメットカオスモン
- 英名:UltimateChaosmon / 世代:究極体 / タイプ(種族):特異型 / 属性:不明
- 必殺技:ブロウクンデストロイ、ウルティマバースト / 得意技:

『デジモンアクセル』シリーズで初登場。
バンチョーレオモン、ダークドラモン、ヴァロドゥルモン、スレイプモンの4体が融合した姿。4体のデジモンが融合しているため、身体のパワーバランスが取れず崩れており、力のほとんどが両腕に集約したため異常に肥大化している。また、デジコアを身体の中に収めることができず、両肩に2つ剥き出しの状態で現れている。抑えこむことの出来ない力は全身から漏れるように流れ出ており、力が常に外に溢れ出ていることから成長期以下のデジモンはその力だけで近づくことさえ出来ないという。
カオスモンと同様、アルティメットカオスモンもデジモンの名称ではない。
最低体重は50グラム。
2019年5月24日にデジモンウェブのデジモン図鑑に追加され、詳細設定が判明した。
漫画『デジモンクロスウォーズ』ではラスボスとして登場したが、終始動くことは無く一撃で倒された。

### アルティメットブラキモン
- 英名:UltimateBrachiomon / 世代:究極体 / タイプ(種族):サイボーグ型 / 属性:データ
- 必殺技:アルティメットブラスト / 得意技:アルティメットクエイク

『デジモンペンデュラムエックス』で初登場。
ブラキモンが改造され機械化された姿。非常に高重量の改造が施されており、背部に装備されたブースターを下方噴射してその超巨大な体躯の重量を支えつつ身体を浮かして移動する。それでも移動速度は決して速くは無いが、そもそもぶ厚い装甲は敵の攻撃を避ける必要が無いほどの防御力を有している。

### アルボルモン
- 英名:Arbormon / 世代:ハイブリッド体（『バイタルブレス デジタルモンスター』では成熟期） / タイプ(種族):サイボーグ型 / 属性:ヴァリアブル
- 必殺技:マシンガン・ダンス（機銃の踊り） / 得意技:ブロッケイドシード（封じ込めの種）

『ディースキャナ』で初登場。
木のヒューマンスピリットから誕生した闘士。「怪木の奇闘士」の異名を持ち、中世の木製からくり人形の設計図がデータから生まれたと言われているサイボーグ型デジモンで、そのギミックは意外に古風。表情が顔に出ず無口なため何を考えているか分からず、普段は仲間から文字通り木偶の坊扱いされているが、一度、戦闘が開始されると、俊敏でトリッキーな動きで敵を翻弄する。背中の筒からは強力なツタを発射し相手をマリオネットのように操ることができる。表皮は防火処理をしてあるが、内部と関節は火に弱い。
「アルボル」はスペイン語で木を意味する。
アニメ『デジモンフロンティア』では悪の五闘士の一人として登場。声は乃村健次。
アニメ『デジモンアドベンチャー:』では第67話（最終話）で登場。

### アルラウモン
- 英名:Aruraumon / 世代:成長期 / タイプ(種族):植物型 / 属性:データ
- 必殺技:ネメシスアイビー / 得意技:グルームダスト、ハングリーハンド

『デジモンワールド』で初登場。
パルモンの亜種で頭の花は臭い。お昼には、頭と腕の花を開いて光合成をしているらしい。

### アレスタードラモン
- 英名:Arresterdramon / 世代:成熟期（クロスウォーズ） / タイプ(種族):竜型 / 属性:ワクチン
- 必殺技:マッハフリッカー、フロッグショット、スピンカリバー、スパイラルシュレッダー、プリズムギャレット / 得意技:

アニメ『デジモンクロスウォーズ～時を駆ける少年ハンターたち～』で初登場。
緊箍児を解かれたガムドラモンが進化を遂げた姿。特殊なラバー装甲のバトルアーマーが装着され、ガムドラモンの持つ柔軟性を最大限に活かし、なおかつ防御面も強化されている。尻尾の先端にある刃もより鋭利なテイルアンカーに変化し、さらに翼が大型化したことで高速での飛行も可能となっている。
アニメ『デジモンクロスウォーズ～時を駆ける少年ハンターたち～』にて明石タギルのパートナーデジモンであるガムドラモンが超進化した姿として登場。声は渡辺久美子。

#### アレスタードラモン：スペリオルモード
- 英名:Arresterdramon Superior Mode / 世代:完全体（クロスウォーズ） / タイプ(種族):竜型 / 属性:ワクチン
- 必殺技:ブレイズスパイカー、プリズムギャレット、スパイラルシュレッダー / 得意技:スピンカリバー、フロッグショット、マッハフリッカー

アニメ『デジモンクロスウォーズ～時を駆ける少年ハンターたち～』で初登場。
より強くなりたいと願ったアレスタードラモンが正しいことに力を使うことを認められ、現れた緊箍児から力を与えられてパワーアップしたモード。身体と翼が一回り大きくなったことでその飛翔能力とテイルアンカーによる切れ味は飛躍的に上昇しており、さらにバグラモンのものとされる巨大な右腕を身に纏い、より強大な破壊力を有している。
2020年5月29日にデジモンウェブのデジモン図鑑に追加され、詳細設定が判明した。

### アロモン
- 英名:Allomon / 世代:アーマー体（カードゲームでは成熟期、ゲーム『デジモンストーリー サンバースト&ムーンライト』では完全体） / タイプ(種族):恐竜型 / 属性:フリー
- 必殺技:ディノバースト / 得意技:ダイナマイトヘッド

『D-3』で初登場。
ホークモンが勇気のデジメンタルで進化した姿でアロサウルスをモデルにする恐竜型デジモン。恐竜型デジモンの中でもとりわけ凶暴で、同じ恐竜型のティラノモンとは敵対関係にあり、ティラノモンとは対照的に気性が荒い。
強靭な脚力を持っており、頭部を前に倒して水平の姿勢をとることで、猛スピードで走り抜けることができるのも特徴である。

#### アロモン（X抗体）
- 英名:Allomon X / 世代:成熟期 / タイプ(種族):恐竜型 / 属性:データ
- 必殺技:ディノフラッシュ、ディノバースト / 得意技:ダイナマイトヘッド

アロモンがX-進化した姿。脚力が大幅にアップしており、大型のデジモンではあるが、小型デジモン並の俊敏性を発揮するようになった。ジャンプ力にも優れ、走るスピードも増したが、狩りの際には飛翔するように飛び掛かり、敵を捕らえる姿を見たデジモンも多いと言われている。

### アンキロモン
- 英名:Ankylomon / 世代:成熟期 / タイプ(種族):鎧竜型 / 属性:フリー
- 必殺技:テイルハンマー、メガトンプレス / 得意技:アーマースタンピート、リズミカルノック

『D-3』で初登場。
アルマジモンの成熟期で、アンキロサウルスをモデルにした鎧竜型デジモン。硬質化した表皮に全身を覆われており、表皮は硬質化しているだけでなく、あらゆる場所から硬質の突起物が出ており、その突進攻撃は破壊力抜群である。基本的には草食系のデジモンであるため獰猛ではないが、決して臆病ではなく勇敢な性格の持ち主である。尻尾が鉄球になっており、その威力は敵の全身の骨格（ワイヤーフレーム）を歪めるほどである。
アニメ『デジモンアドベンチャー02』にて登場し、アルマジモンがデジメンタルの力を使わず本来の姿で進化した。声は浦和めぐみ

### アンゴラモン
- 英名:Angoramon / 世代:成長期[2] / タイプ(種族):獣型 / 属性:ワクチン
- 必殺技:ダブルラリアット、プチトルネード、ピョンダンプ / 得意技:

『バイタルブレス デジタルモンスター』のDimカード「アンゴラモン」で初登場。
大きな熊のような体に長い耳と全身を覆う体毛が特徴の獣型デジモン。巨体に似合わず戦いを好まない穏やかな性格の持ち主で、その長い耳で遠方から敵の接近を察知することで戦闘を回避する。大きな体を維持するために食欲は旺盛であり、空腹でお腹の音が鳴る瞬間はその超聴覚が失われてしまう。また、長い耳は回転させることができ、それで竜巻を発生させたり、自分自身を浮かせてゆっくりと飛翔することも可能。
2021年9月21日にデジモンウェブのデジモン図鑑に追加され、詳細設定が判明した。
アニメ『デジモンゴーストゲーム』では月夜野瑠璃のパートナーデジモンとして登場。声は中井和哉。

### アンティラモン
- 英名:Antylamon / 世代:完全体 / タイプ(種族):聖獣型 / 属性:ウィルス
- 必殺技:マントラチャント / 得意技:メデュケーションキュア

東洋の伝承に登場する、12体の聖獣の中の兎の姿をした完全体の聖獣型デジモン。体内に流れる「気」の力を自在に使い操ることができ、時には流れるようにしなやかな動き、時には鉄のように重い一撃を繰出すなど柔にも剛にも対応できる。また、いかなるダメージも瞬時に回復したり、体内の全エネルギーを解放することによって、体組織をクロンデジゾイド並みに硬質化させ、強力な一撃を繰り出す。
映画『デジモンアドベンチャー02』に登場。下記の十二神将（デーヴァ）のアンティラモンとは無関係である。

### アンティラモン（デーヴァ）
- 英名:Antylamon(Deva) / 世代:完全体 / タイプ(種族):聖獣型 / 属性:データ
- 必殺技:アシパトラヴァナ / 得意技:宝斧（パオフー）

チンロンモンに仕える十二神将で卯にあたる。弱い者を守るとても優しい性格と言われている。小さな物が好きで、深い優しさをもって接しているため、それらを踏み躙ろうとする物が現われると性格は一変し、両手を切れ味鋭い斧に変化させた「宝斧（パオフー）」で戦う。一度切れると周りに敵の姿が無くなるまでは納まらない。
なお、上記のアンティラモンとは別種で使う技が違う。
アニメ『デジモンテイマーズ』では李小春のパートナーデジモンであるロップモンの完全体として登場。本来はこの姿であったが、十二神将を抜けたためロップモンに退化した。

### アンフィモン
- 英名:Amphimon / 世代:究極体 / タイプ(種族):サイボーグ型 / 属性:データ
- 必殺技:クリスタルフリーザー、アクアザンバー、ライバーンブレイク、アンブレディフェンダー / 得意技:

『VITAL BRACELET BE』のDimカード「BEMEMORY ジェリーモンDim」で初登場。
ジェリーモンの究極体で、テティスモンが進化した姿。
広大な“ネットの海”のどこにでも回遊し、様々な海生デジモンと縁を結ぶサイボーグ型デジモン。全身を覆うボディースーツにより超高圧層への潜水を可能とし、超深海に建つ「アビスサンクチュアリ（深海神殿）」にも入城を果たした。天使型デジモンや神人型デジモンより、ネットの海における悪と判断した者を断罪することを許されている。戦いが始まれば普段の陽気さは荒れ狂う海のように一変し、罪人へ裁きの一撃をお見舞いする。
拳から凍気を撃ち出し相手を凍結させる技や、水平に振るった手から飛び出す超高圧水のカッター、足に電撃を纏わせてキックを叩き込む技の他、数体のクラゲユニットを展開して電磁シールドを形成し、自分や仲間を守ることができる。
モチーフはギリシャ神話に登場する女神アンピトリテの別名であるアンフィトルテ。
2023年1月22日にデジモンウェブのデジモン図鑑に追加され、詳細設定が判明した。
アニメ『デジモンゴーストゲーム』では東御手洗清司郎のパートナーデジモンであるジェリーモンの究極体として第60話から登場。声は嶋村侑。テティスモンとは異なり、ハイテンションな英語交じりの口調で話す。

### アーケロモン
- 英名:Archelomon / 世代:アーマー体（カードゲームでは成熟期） / タイプ(種族):爬虫類型 / 属性:フリー（カードゲームではデータ種）
- 必殺技:オーシャンストローム / 得意技:フィンカッター

『D-3』で初登場。
ワームモンが誠実のデジメンタルで進化した姿で、アーマー体の爬虫類型デジモン。大海亀の姿をしており、両腕はナイフのように鋭利になっている。水中でも特に素早く動き回ることはなく、穏やかでのんびりとした性格だが、その強靭な甲羅と鋭利な前足を持っているため、敵に襲われることは少なく、ネットの海を優雅に泳ぐ。攻撃・防御ともにかなり高い。
古代の海亀“アーケロン”をモデルとしており、その甲羅はズドモンが背負っているモノに似ている。
アニメ『デジモンクロスウォーズ』に登場。

### アーマゲモン
- 英名:Armageddemon / 世代:究極体（超究極体とも） / タイプ(種族):種族不明 / 属性:不明
- 必殺技:アルティメットフレア、ブラックレイン / 得意技:

大量のクラモンが合体してできたデジタマから生まれた究極体のデジモン。ディアボロモンは自らを大量にコピーする能力を持っていたが、それでは本来持っている能力を下げてしまう特性があった。しかし、クラモンを大量に発生させ融合させることで、能力を分散させるのではなく、1個体に凝縮させることでディアボロモン以上のパワーを得ることができた。
また、ディアボロモン系デジモンは光にも闇にも属さない特殊なデジモンである。
映画『デジモンアドベンチャー02』ではオメガモンやインペリアルドラモンを圧倒するほどの力を見せた。

## い

### イェーガードルルモン
- 英名:Jäger Dorulumon / 世代:完全体(クロスウォーズ) / タイプ(種族):獣人型 / 属性:ウィルス
- 必殺技:ヴァイスシュペラーレ、シュバルツナーゲル / 得意技:

漫画『デジモンクロスウォーズ』で初登場。
ドルルモンが進化した姿で、2足歩行が可能になった。巨大なドリル状のスピア「シュツルムスティンガー」と、斬撃と防御を両用する「ザッシュシールド」を装備した騎士の姿となった。一点突破の威力は随一であり、その持ち味より単機吶喊（とっかん）し後続の仲間が続くための活路を貫き開く。
2018年4月24日にデジモンウェブのデジモン図鑑に追加され、詳細設定が判明し、さらに2020年10月2日に世代・属性が判明した。
表記は『Vジャンプ』掲載時の第17話では「イエーガー」と表記されていたが、続く第18話では「イェーガー」と表記された。単行本第4巻では「イエーガー」で統一されている（漫画『デジモンクロスウォーズ』）。デジモンウェブのデジモン図鑑では「イェーガー」と表記されている。

### イグドラシル_7D6
- 英名:Yggdrasill_7D6 / 世代:究極体 / タイプ(種族):9000型 / 属性:不明
- 必殺技:巨大なクリスタル / 得意技:クリスタルの破片、自己修復

アニメ『デジモンセイバーズ』でラスボスとして初登場。
デジタルワールドの全てを司る謎のホストコンピュータ「イグドラシル」が創造した化身体。

### イグニートモン
- 英名:Ignitemon / 世代:成長期(クロスウォーズ) / タイプ(種族):爬人型 / 属性:ウィルス
- 必殺技:ファイナルトラベラー / 得意技:ガラパゴスフィールド、ティモニナイザー

アニメ『デジモンクロスウォーズ～悪のデスジェネラルと七つの王国～』で初登場。
特殊部隊の兵装で身を包み、頭に竜の頭骨のようなものを被った爬人型デジモン。右手に「ガラパゴス（ネイビー）」、左手に「ガラパゴス（アーミー）」という巨大な手裏剣を持ち、頭部からは伸縮自在の刃「ガンソード」が伸びている。胸にはマクフィルド社製の「フェルナンディーナ」と呼ばれる強力な手榴弾をぶら下げている。その物々しい見た目によらず割りと平和的な、というよりは自分にとって楽しいこと以外には興味を持たないものぐさな性格で、普段はモニタモンが映すバラエティ番組を見ながらのんびり過ごしており、近くで戦闘が発生しても自分はさっさと隠れてしまうなどとにかく争い事は避けたがる傾向にあるが、自分の楽しみであるテレビ視聴を邪魔されると激しく憤るとされる。
2016年7月1日にデジモンウェブのデジモン図鑑に追加され、詳細設定が判明し、さらに2020年10月2日に世代・属性が判明した。
アニメ『デジモンクロスウォーズ～悪のデスジェネラルと七つの王国～』ではメルヴァモンの弟として登場（当初は強い者に従わなければならないと考え、ハニーランドのデスジェネラルであるザミエールモンの配下デジモンになっていた）。声優は阪口大助（日本語版）、ブライアン・シッダール（英語版）。なお、声優は日本語版では男性が担当していたが、英語版では女性が担当している。
得意技
ガラパゴスフィールド
アニメ『デジモンクロスウォーズ～悪のデスジェネラルと七つの王国～』では第5話（通算第35話）で使用（ただし、技の表記は無い）。
英語版での名称はCrushing Sound Waves（クラッシングサウンドウェーブズ）。

### イッカクモン
- 英名:Ikkakumon / 世代:成熟期 / タイプ(種族):海獣型 / 属性:ワクチン
- 必殺技:ハープーンバルカン / 得意技:ヒートトップ、ノーザンライツ、アイシクルコート、ホーンアタック

『デジモンペンデュラム2』で初登場。
北極探査基地のコンピュータで発見された海獣型デジモン。角の生えた毛むくじゃらのセイウチのような姿をしている。分厚い毛皮と頑丈な体は、極寒の地でも耐えられるような構造をしている。鋭い角はレアメタルの一つ「ミスリル」でできており、毛皮の下の体皮も同等の硬度を持っている。足先の爪にあたる部分は、自分の意思で高熱を発することのできるヒートトップ。そのため氷上では、足場を確保し氷の上を滑らずに移動できるが、あまり素早く動くことはできない。戦闘時はライオンに似た堂々とした吠え声で相手を威嚇する。
アニメ『デジモンアドベンチャー』および『デジモンアドベンチャー tri.』および『デジモンアドベンチャー:』では城戸丈のパートナーデジモンであるゴマモンの成熟期として登場。声は竹内順子。

### イビルモン
- 英名:Vilemon / 世代:成熟期 / タイプ(種族):小悪魔型 / 属性:ウィルス
- 必殺技:ナイトメアショック / 得意技:スクラッチビート

セガサターン版デジモンである『デジタルモンスターVer.S ～デジモンテイマーズ～』で初登場。
気が強く負けずぎらいの小悪魔型デジモン。そのため直接戦わず、チクチクと弱い者をいたぶる。ダークエリアに住む暗黒系デジモンの源とされているらしいが、まだ謎は多い。ピコデビモンとは友好関係にある。
アニメ『デジモンアドベンチャー』では第52話でピエモンの配下デジモンとして複数体が登場。
アニメ『デジモンアドベンチャー02』ではフランスの選ばれし子供のパートナーデジモンとして登場。
アニメ『デジモンテイマーズ』でも登場。
アニメ『デジモンセイバーズ』では第11話で登場。声は鶴岡聡（日本語版）。
アニメ『デジモンクロスウォーズ』ではブラストモンの配下デジモンとして3体が登場。声は赤羽根健治、橋詰知久、砥出恵太（日本語版）。
アニメ『デジモンアドベンチャー:』では第33話で登場。

### インセキモン
- 英名:Meteormon / 世代:完全体 / タイプ(種族):鉱石型 / 属性:データ
- 必殺技:コズモフラッシュ / 得意技:ビッグバンブロウ、フォーリンスター、ガードロック

ゲーム『デジモンワールド』シリーズで初登場。
ゴツモンが持つ鉱石データの中にある体に隕石のデータが何らかの原因で表面にあらわれた姿。宇宙にしか存在しない硬い物質でできており、強力な防御力を持ち、体はとても硬い。
アニメ『デジモンフロンティア』では第39話、第44話で登場。
アニメ『デジモンセイバーズ』第23話でゴツモンが進化した姿として登場。声は前田健（日本語版）。

### インダラモン
- 英名:Indramon / 世代:完全体 / タイプ(種族):聖獣型 / 属性:ウィルス
- 必殺技:アドームクハ / 得意技:宝貝（パオペイ）

スーツェーモンに仕える十二神将の一体で午にあたる。馬に似た姿をしており、高慢で鼻持ちならない性格を持つ自信家で、同じ十二神将のヴァジラモンとは仲が悪いと言われている。口を開けると出てくるのは自慢話ばかりで、髪と尻尾のつやには気を使っている。自分の才能に溺れ、努力する者を笑う。身だしなみに気を使う割には戦闘は荒削りで、巨大なほら貝に似た「宝貝（パオペイ）」を腕にはめ、棍棒のように振り回して敵を薙ぎ倒す。
アニメ『デジモンテイマーズ』に登場。

### インフェルモン
- 英名:Infermon / 世代:完全体 / タイプ(種族):種族不明 / 属性:不明
- 必殺技:ヘルズグレネード、コクーンアタック / 得意技:ウイルススケーター

旧名はクモモン。手足の長い蜘蛛のような姿をした完全体のデジモン。足のような触手で動き回りコンピュータ内のデータを食い荒らす。手足を引っ込めることで直線的に高速移動することができる。頭や手足を伸ばした状態の通常形態と、手足を本体にしまいこんだ繭形態をとることができる。繭形態になるとあらゆる攻撃を跳ね返すほど防御力が上がるが、一直線にしか進めず、軌道を変えられないのが欠点である。
強固なセキュリティーを物ともせずあらゆるネットワークに侵入することができる。インフェルモンがネットワークに放たれたら最後、世界中が混乱に陥るだろうといわれている。
アニメ『デジモンアドベンチャー ぼくらのウォーゲーム!』に登場した際はアメリカや日本を大混乱に陥らせ、核ミサイルまで発射してしまう。過去どの敵役デジモンもしなかった進化中に攻撃するというタブー技で太一・アグモンと光子郎・テントモンを圧倒した。
アニメ『デジモンテイマーズ』にも登場。

### イージスドラモン
- 英名:Aegisdramon / 世代:究極体 / タイプ(種族):サイボーグ型 / 属性:ワクチン
- 必殺技:パワーウォーター、ブレイズパワー、テラハイドロブレス、シャインブレイカー / 得意技:

プレシオモンにシードラモン系統のデータが融合して生まれたサイボーグ型デジモン。ゴールドデジゾイドでできた光り輝く装甲は、あらゆる邪悪を祓うといわれている。クラックチームに所属しており、主に敵の情報分析および索敵を担当し、分析した情報は周囲に展開するクラックチームへと素早く送られ、戦況を優位に進め後方支援を務めていることから、クラックチームの頭脳とも呼ばれている。
その体内に多数のミサイルを搭載しており、単独行動においても一個大隊級の殲滅戦を可能とするほどの火力を秘めている。

### イーバモン
- 英名:Ebemon / 世代:究極体 / タイプ(種族):サイボーグ型 / 属性:ウィルス
- 必殺技:ブレインラプチュアー、プラネットデストロイヤー / 得意技:

『D-3』で初登場。
旧名はベーダモン改。某国の「エリア51」という研究施設にてベーダモンを捕獲し、体を構成するデータを解析・改良して人工的に生み出された究極体のサイボーグ型デジモン。地球外のテクノロジーを使って作られたと言われているが真相は謎に包まれている。
某国はデジタルワールドを手中に収めるべく秘密裏にデジモンの研究開発を行っているとも言われている。
「デジモンウェブドット絵コンテスト」で入賞し、採用されたデジモンである。

#### イーバモン（X抗体）
- 英名:Ebemon X / 世代:究極体 / タイプ(種族):サイボーグ型 / 属性:ウィルス
- 必殺技:ブレインラプチュアー、プラネットデストロイヤーJ（ジャスティス） / 得意技:

イーバモンが「X抗体」を取り込んでX-進化を遂げた姿。某国の「エリア51」にてその後も改良に改良を重ねられて得た能力が発揮されており、特に右手の銃は第二の頭脳とも言えるほど高性能になっている。その銃のコンピュータはいかなる場所およびターゲットに対しても瞬時に状況を計算し、多少強引でも必ず100%の命中率という計算結果を弾き出すが、たとえ誤射と考えられる一撃も計算通りという結果を表示して正当化する仕様となっている。

## う

### ヴァイクモン
- 英名:Vikemon / 世代:究極体 / タイプ(種族):獣人型 / 属性:フリー
- 必殺技:アークティックブリザード / 得意技:ヴァイキングアックス

『D-3』で初登場。
北欧の海賊であるヴァイキングのような姿をしており、イッカクモンやズドモンの軍団を率いる獣人型デジモン。決して溶けることのない、永久凍土の極寒の地を統治する存在で、全身の体毛は氷の結晶のように硬質化し、クロンデジゾイド並みの硬度を持つと言われている。背中に背負っているモーニングスター「ミョルニル」をは一振りで山を消滅させることができ、空間を歪めるほどの威力を持つ。戦闘時には鬼神の如き非情さを発揮するが、配下への情は厚く思いやりのある一面も見せるという。
初登場時はアルマジモンの究極体となっていたが、メディアではゴマモンの究極体の一つとして扱われることが多くなっている。
アニメ『デジモンアドベンチャー』のPSP版では城戸丈のパートナーデジモンであるゴマモンの究極体として登場し（アニメ本編では未登場）、同作品のアニメの6年後が舞台である『デジモンアドベンチャー tri.』で本格的に登場し（第2章から登場）、リブート版の『デジモンアドベンチャー:』では第60話から登場。声は竹内順子（『アドベンチャー:』では声が低く加工されている）。

### ヴァジラモン
- 英名:Vajramon / 世代:完全体 / タイプ(種族):聖獣型 / 属性:ワクチン
- 必殺技:ローダ / 得意技:宝剣（パオチェン）

シェンウーモンに仕える十二神将で丑にあたる。巨大な牛に似た姿のデジモンで、肉体的にも精神的にも高みを目指している求道家のような性格とされている。その性格は侍的で義を重んじ、卑怯なこと、女々しいことを嫌う。鍛え上げられた腕力はデーヴァ一で腰に携えた巨大な「宝剣（パオチェン）」二振りを軽々と振り回す。
アニメ『デジモンテイマーズ』に登場。

### ヴァルキリモン
- 英名:Valkyrimon / 世代:究極体 / タイプ(種族):戦士型 / 属性:ワクチン
- 必殺技:フェンリルソード、アウルヴァンディルの矢 / 得意技:

『D-3』で初登場。
ホークモンが進化した究極体で、北欧神話にも登場する戦士型デジモン。非常に高い素早さと剣の実力を誇っているとされ、疾風のように現れて、目にも止まらぬ速さで敵を斬りつけるスピードの持ち主でもある。さらに鎧から発するオーロラで戦いに敗れた勇者のデータを再生し、新しいデジタマへと還元する能力を持っていると伝えられている。
黄金の鳥「フレイア」をいつも連れており、これで危機を察知し、身に危険が迫ると知らせてくれる。
「デジモンウェブドット絵コンテスト」で入賞し採用されたデジモンである。
アニメ『デジモンアドベンチャー:』では第63話で登場。声は夏樹リオ。

### ヴァロドゥルモン
- 英名:Varodurumon / 世代:究極体 / タイプ(種族):聖鳥型 / 属性:ワクチン
- 必殺技:オーロラーアンジュレーション / 得意技:パージシャイン

『デジモンアクセル』シリーズで初登場。
デジタルワールドの創成期から存在すると言われる古代種の聖鳥型デジモン。上空40,000mの成層圏に生息しているとされ、6枚の巨大な翼を持ち、一番大きな翼を広げた時の翼開張は最大で30mに達する。天空の守護者として伝承されており、デジタルワールド創世のころから存在していた古代種デジモンであると伝えられている。ヴァロドゥルモンの羽毛は聖なる光「パージシャイン」を常時発しており、邪悪な思念を持つ攻撃を100%無効化してしまうバリアとして身にまとっている。
ファルコモンの究極体として初登場したが、アニメ『デジモンセイバーズ』でのファルコモンの究極体はレイヴモンになった。
アニメ『デジモンアドベンチャー:』で登場。声は風間勇刀、前田愛。

### ヴァーミリモン
- 英名:Vermilimon / 世代:完全体 / タイプ(種族):鎧竜型 / 属性:データ
- 必殺技:ヴォルケーノストライクS、ハードタックル / 得意技:ヴァームブレイズ

ゲーム『デジモンワールド』で初登場。
巨大な角を生やした鎧竜型デジモン。火山地帯に生息するモノクロモンが進化した姿だと考えられており、ダイアモンド並みに硬い鎧のような皮膚は、火山の熱さにも強くなっている。
2021年6月25日にデジモンウェブのデジモン図鑑に追加され、詳細設定が判明した。

### ヴィカラーラモン
- 英名:Vikaralamon / 世代:完全体 / タイプ(種族):聖獣型 / 属性:ワクチン
- 必殺技:スーカラ / 得意技:宝輪（バオラン）

シェンウーモンに仕える十二神将で亥にあたる。巨大な猪に似た姿のデジモンで、常にニヤニヤ笑いを絶やさずに物事を外から眺めている傍観者で、自分では何もしない怠惰な性格とされる。目を開いたまま眠るのが特技だが、強烈ないびきと歯ぎしりで、眠っているのがすぐばれてしまう。口から吐く光の輪は「宝輪（パオラン）」と呼ばれ、その色によって効能が違い、青の宝輪は敵を捕らえる、黄の宝輪は円盤状になって物を乗せることができる、緑の宝輪をくぐると一瞬にして傷を癒すなど、様々なバリエーションがある。
アニメ『デジモンテイマーズ』に登場した。

### ウィッチモン
- 英名:Witchmon / 世代:成熟期 / タイプ(種族):魔人型 / 属性:データ
- 必殺技:アクエリープレッシャー / 得意技:バルルーナゲイル

『デジモンペンデュラムプログレス』で初登場。
風と水の魔術を操り、箒に乗って空を飛ぶ魔女のようなデジモン。ウィザーモンの亜種的な存在で、ウィザーモンとはライバル関係であるとされている。
ウィザーモンの後を追って別次元のデジタルワールド「ウィッチェルニー」からやって来た。故郷のウィッチェルニーでは風と水の魔術（高級プログラム言語）をマスターしたが、大魔道士を目指すウィザーモンを出し抜くために、後を追ってこのデジタルワールドで修行に励んでいる。少々残酷な一面もあり、プライドも高く、しきたりや決まり事を嫌う。
アニメ『デジモンクロスウォーズ～時を駆ける少年ハンターたち～』ではハルキのパートナーデジモンとして登場。
アニメ『デジモンゴーストゲーム』では第49話で登場。声は潘めぐみ。

### ウイングドラモン
- 英名:Wingdramon / 世代:完全体 / タイプ(種族):天竜型 / 属性:ワクチン
- 必殺技:ブレイスソニックブレス、エクスプロードソニックランス / 得意技:ソニックランスウイングブラスト

『バトルターミナル』で初登場。
大きく発達した翼を持ち、自由自在に空を飛ぶことの出来る天竜型デジモン。翼の鱗は重力を遮断することが出来るため、羽ばたくことなく飛翔することが可能である。反面、地上に降りてくることは稀であると言われており、生きている時間のほとんどを空中で過ごす。飛行速度は最高マッハ20を超える超高速で空を飛び、ウイングドラモンと空中戦を行って生き残れるデジモンは少ないという。
高速移動するだけで速度が音速を超えてしまうため衝撃波「ウイングブラスト」が発生する。そのため、ウイングドラモンの必殺技をかわしたとしても無傷ではいられない。

### ウェズンガンマモン
- 英名:Wezengammamon / 世代:成熟期[4] / タイプ(種族):角竜型 / 属性:ワクチン
- 必殺技:セドナ、アルビオン / 得意技:

『バイタルブレス デジタルモンスター』のDimカード「ガンマモン」で初登場。
角が砲塔になっている四足歩行の角竜のような姿のガンマモンの成熟期の一つ。どっしりとした心構えのおおらかな心を持っている。体のあちこちに火器を搭載しており、3本の角のうち襟巻にある2本は長射程の大砲、鼻先の角は高射砲、さらに足先は小型の機関砲になっている。それぞれの砲から高威力の弾を発射できるが、機動力も高くはなく、普段の行動速度は遅い。尻尾を地面に刺してエネルギーを取り込み、そして長砲身から放たれる陽電子砲が最大の必殺技だが、撃つたびに排気口を開いて放熱する必要があるため連射はできない。
『バイタルブレス デジタルモンスター』の専用アプリ『デジタルモンスター バイタルブレスラボ』にてデータおよび詳細設定が判明し、2021年10月10日にデジモンウェブのデジモン図鑑に追加された。
アニメ『デジモンゴーストゲーム』では天ノ河宙のパートナーデジモンであるガンマモンの成熟期の一つとして第12話から登場。声は沢城みゆき。

### ウェディンモン
- 英名:Weddinmon / 世代:完全体 / タイプ(種族):妖精型 / 属性:ワクチン
- 必殺技:ホイップデコレーション、ケーキカッティング、ハピネスフォール / 得意技:

漫画『デジモンクロスウォーズ』で初登場。
ケーキを象った派手なドレスを身に纏った貴婦人のような姿をした妖精型デジモン。他者の幸福こそ自身の幸せと考えており、仲の良いデジモン同士を見つけると勝手に記念イベントを開催し、ショートモンと協力して作り上げた特大ケーキをそのデジモンたちに振る舞う。それに巻き込まれたデジモンたちも最初は驚くものの、美味しいケーキを前に彼女の厚意を受け入れ、その空間は幸福な空気に包まれる。
一方で、その幸せを壊そうとするデジモンには容赦せず、扇子の先から発射した生クリームで動きを封じ、切れ味の鋭いケーキナイフで真っ二つにする。
2021年10月13日にデジモンウェブのデジモン図鑑に追加され、詳細設定が判明した。

### ウェヌスモン
- 英名:Venusmon / 世代:究極体 / タイプ(種族):神人型 / 属性:ワクチン
- 必殺技:ヒーリングセラピー、LOVE YOU（ラブユー） / 得意技:ピースファンタジア

ゲーム『デジモンクルセイダー』で初登場。
薄い布をまとった女神のようなデジモン。オリンポス十二神族の一人で、ギリシア神話のアプロディーテおよびローマ神話のウェヌスがモチーフ。
深き慈愛を司るデジモンで、敵に対してもむしろ相手を優しく宥めるような戦い方をし、降り立つだけで大地を蘇らせ荒野を一面の花畑に変えることができるとされている。
常に目を布で隠しているが、これは溢れる魅力でデジモンを魅了しないようにという配慮と、心眼で世界を正しく捉えるためと言われている。
友達として鳥の「オリーブ」と貝の「ホタン」を連れており、彼女が気兼ねなく接し合える話相手となっている。

### ヴェノムヴァンデモン
- 英名:VenomMyotismon / 世代:究極体 / タイプ(種族):魔獣型 / 属性:ウィルス
- 必殺技:ヴェノムインフューズ / 得意技:カオスフレイム、タイラントサベージ、インフェルノ

『デジモンペンデュラム』シリーズで初登場。
ヴァンデモンが進化した真の姿である魔獣型デジモン。上半身は甲虫のような硬い殻で覆われ、下半身は獣のように毛に包まれているのが特徴。なお、本体は頭ではなく下半身に潜んでいる。元々ヴァンデモンが持ち合わせていた紳士的な理性や知性は失われており、ただ破壊衝動のままに破壊活動を行う。そのため、ヴァンデモンはこの姿になることを嫌っている。
アニメでは『デジモンアドベンチャー』、漫画では『デジモンアドベンチャー Vテイマー01』に登場。

### ウェンディモン
- 英名:Wendigomon / 世代:成熟期 / タイプ(種族):獣人型 / 属性:ウィルス
- 必殺技:デストロイドボイス、クラブアーム / 得意技:

ロップモンの成熟期の一つで、怒りや憎しみによって「暗黒進化」した凶暴な獣人型デジモン。完全なる悪ではなく、ロップモンのころに持っていた優しい部分を心の奥底に持っている。しかし、怒りのパワーによって優しさを押し込め、破壊の限りを尽くす。時間や空間を操る能力を持っており、別次元を通ってワープをしたり、特殊空間を作り出すことができる。
アニメ『デジモンアドベンチャー02』に登場。
アニメ『デジモンクロスウォーズ～悪のデスジェネラルと七つの王国～』ではデスジェネラルの一人であるグラビモンの配下デジモンとして500体もの個体が登場。
ゲーム『デジモンサヴァイブ』では第5章で登場。ロップモンが様々な重圧やストレスに追い詰められ、アルケニモンに幻覚を見せられた加山シュウジに無理矢理進化させようとしたことで、暗黒進化した姿。ロップモンのせいにしたシュウジの暴行がどんどんエスカレートして役に立たなかったロップモンが八つ当たりされて暴走する。アルケニモンの部下であるメガシードラモンを一撃を倒す計り知れない力を持つ。メガシードラモンを倒した後、今度はシュウジに近づき、有頂天になったシュウジを食ってしまう。さらに悲痛の叫びを上げながらタクマたちに襲い掛かる。タクマたちに襲った後、ロップモンの悲しみと取り込まれたシュウジが居なくなる理由を聞くようなる。二人を救うためにアグモンは完全体にワープ進化し、倒された。戦闘後は相手を狙う霧に飲み込まれて二人は死亡した。ちなみに、条件を満たさないと発生する出来事で、逆に条件を満たした場合はトゥルイエモンに進化する。

### ヴォルクドラモン
- 英名:Volcdramon / 世代:完全体 / タイプ(種族):竜型 / 属性:データ
- 必殺技:ヴォルカニックフォーン、サークルオブデス / 得意技:

『デジモンアクセル』シリーズで初登場。
全身が溶岩のように燃えている竜型のデジモン。デジタルワールドに点在する活火山のマグマ層に生息している。しかし活動パターンが火山の噴火周期と重なり活動により火山の噴火が起きるといわれていることからデジタルワールドの火山研究者は常に監視し、火山活動を調べるのではなく、ヴォルクドラモンの活動を調べて火山の動きを調べている。
見た目は恐ろしい姿をしているが性格は極めて穏やかで、争いを好むタイプではない。しかし、一度機嫌を損ねてしまうと、まさしく「烈火」のごとく灼熱攻撃を受けることになる。

### ヴォルケニックドラモン
- 英名:Volcanicdramon / 世代:究極体 / タイプ(種族):地竜型 / 属性:ウィルス
- 必殺技:ヴォルケニック・フレア、グライドブレイズ / 得意技:

ラヴォガリータモンがさらなる進化を遂げた燃え盛る炎が吹き出す巨大な翼を持った飛竜に似た姿をした地竜型デジモン。生息域は地中を移動するデジモンも辿り着けないほどの地下深き場所にいるとされ、地底奥深くにあるマグマ溜まりであり、そのマグマの中を泳ぐようにして移動できる。
一部の研究者によれば、デジタルワールド誕生以来、地下深くより世界を支えてきた存在ではないかと説く者もいる。このヴォルケニックドラモンが地上に上がってきたとなれば、デジタルワールドに何らかの危機的な異変が起きている時とも考えられている。

### ヴォルフモン
- 英名:Lobomon / 世代:ハイブリッド体（『デジモンペンデュラムZII』では成長期、ゲーム『デジモンストーリー サイバースルゥース ハッカーズメモリー』では成熟期） / タイプ(種族):戦士型 / 属性:ヴァリアブル
- 必殺技:リヒト・ズィーガー、ツヴァイ・ズィーガー / 得意技:リヒト・クーゲル、シュトラール

『ディースキャナ』で初登場。
光のヒューマンスピリットで誕生した闘士。スター・ウォーズ・シリーズに登場するライトセーバーに酷似する剣「リヒト・シュベーアト」を二本装備する。「閃光の聖闘士」の異名を持ち、身体の各部にある薄紫のパーツは、聖なる光が封じ込められているセントアメジスト（聖紫水晶）がはめ込まれた鎧は聖なる光によってアメジストの硬度は正義に目覚め正しい心の時に非常な硬度を保持し強度が増すが、反対に悪に染まり負の心が生じると途端に脆くなる特性を持つ。
自分の信じる物のためには命を賭けられる騎士道精神の持ち主で、非道を嫌う。ヴォルフモン自身は口数少なく他人とはあまり関わりたがらないため、冷たい印象を持たれることが多いが、実際は心優しい戦士である。
アニメ『デジモンフロンティア』では源輝二がヒューマンスピリットを使って進化するデジモンとして登場。声は神谷浩史。

### ウォーボモン
- 英名:Vorvomon / 世代:成長期 / タイプ(種族):岩竜型 / 属性:ウィルス
- 必殺技:プチフレイム / 得意技:

全身が硬く熱い鉱石でできている小型の飛竜のような岩竜型デジモン。両腕に翼があり数秒ほどなら飛ぶことはできるが、まだ力が弱くすぐにヘトヘトになってしまう。とても情熱的な性格をしており、興奮すればするほど角や爪の温度が上がる。

### ウッドモン
- 英名:Woodmon / 世代:成熟期 / タイプ(種族):植物型 / 属性:ウィルス
- 必殺技:ブランチドレイン / 得意技:ウッディスマッシュ

『デジモンペンデュラム』シリーズで初登場。
枯れ果てた大木の姿をした植物型デジモン。普段は普通の木に擬態し、そばを通りかかるデジモンを捕まえてはエネルギーを吸収して生きている。また、木の根のような足で移動することもできる。性格は狂暴で、怒らせると攻撃の手を休めることは無い。硬い木の幹を持つため防御力は高いが火に弱く、メラモンやバードラモンなどの火炎系デジモンが非常に苦手であり、敵対視している。
アニメ『デジモンフロンティア』では第4話で登場。

### ウパモン
- 英名:Upamon / 世代:幼年期II / タイプ(種族):両生類型 / 属性:
- 必殺技:ショックシャウト / 得意技:

体の両側から、耳のようなエラを生やした幼年期の両生類型デジモン。陸上、水中のどちらでも生活することができるが、どちらかというと陸上の生活の方が向いているらしい。のん気な性格のため他のデジモンからはいじめられやすい。しかし、その性格のため、自分がいじめられているというよりは、遊んでもらえると勘違いしている節がある。
ウーパールーパーをモデルにしている。
アニメ『デジモンアドベンチャー02』では火田伊織のパートナーデジモンであるアルマジモンの幼年期として登場。声は浦和めぐみ。

### ウモン
- 英名:Umon(Digimon) / 世代: / タイプ(種族): / 属性:
- 必殺技: / 得意技:

ゴッドドラモンが使役する小竜型デジモン。再生を司る“蒼雷のウモン”と呼ばれている。

### ヴリトラモン
- 英名:BurningGreymon / 世代:ハイブリッド体（『デジモンペンデュラムZ』では成熟期、ゲーム『デジモンストーリー サイバースルゥース ハッカーズメモリー』では完全体） / タイプ(種族):魔竜型 / 属性:ヴァリアブル
- 必殺技:コロナブラスター / 得意技:フレイムストーム

『ディースキャナ』で初登場。
火のビーストスピリットから誕生した闘士で炎を纏った翼を持つサラマンダーのような姿をした魔竜型デジモン。高熱に耐える表皮を持ち、溶岩の中でも行動可能で、炎を一瞬の爆発的な火炎で打ち消すファイアーファイター。活火山研究用データから誕生したと言われており、測定不可能な未知のエネルギーを内包していると思われる。「ルードリー・タルパナ」という武器を装備する。戦法は豪快で相手が強大であればあるほど闘志を燃やす。不利な戦いでも引くことを知らない無謀な一面もある。
インド神話に登場する巨龍ヴリトラがモデルで、雷神インドラの仇敵とされる火龍の呼び名は、その猛々しい性格に表れている。
アニメ『デジモンフロンティア』では神原拓也がビーストスピリットを使って進化するデジモンとして登場。声は竹内順子。

### ウルカヌスモン
- 英名:Vulcanusmon / 世代:究極体 / タイプ(種族):神人型 / 属性:データ
- 必殺技:アプロプリエートワークス / 得意技:ボンバーアート、ピンポイントウェポンワークス

タコのようなヘルメットを被り、八本の腕を持った神人型デジモン。オリンポス十二神族の一人で、ギリシア神話のヘパイストスおよびローマ神話のウルカヌスがモチーフ。
鍛冶を司る神であり、かのベルゼブモンが持つベレンヘーナをはじめデジタルワールドに名だたる武器の大半は彼の作品だが、職人気質で頑固な性格のため、自身がその力量と精神を認めた者の依頼しか受けない。
一応戦闘もこなすことができるが、本人の戦闘能力はあまり高くはないため基本的に裏方に徹している。

## え

### エアロブイドラモン
- 英名:AeroVeedramon / 世代:完全体 / タイプ(種族):聖竜型 / 属性:ワクチン
- 必殺技:Vウィングブレード、ドラゴンインパルス / 得意技:ツイスターセイバー、マグナムクラッシュ

『デジモンペンデュラム4』で初登場。
ブイドラモンがさらに進化した完全体の聖竜型デジモン。攻撃力と防御力が飛躍的にアップし、翼も生えたため空中戦と接近戦のどちらにも対応することが可能となり、空中での移動が行えるようになった。翼を得た進化だけではなく体の各所がより格闘的に進化し、より高い攻撃力と防御力を身につけている。そこに空中からの攻撃を加えれば、もはやエアロブイドラモンにかなう敵はいないであろうと言われている。
希少種であるブイドラモンの中でも、激戦を勝ち抜き数々の戦いをくぐり抜いて来た歴戦の強者のみが進化できると言われ、そのため数が少なく幻とも伝説とも言われるデジモンで、その存在はもはや伝説となっており、その力は究極体にも匹敵するという。
漫画『デジモンアドベンチャー Vテイマー01』では八神太一のパートナーデジモンであるゼロマルの完全体として登場。完全体だが究極体をも倒す働きを見せている。デスモン、ピエモン、ロゼモン、オメガモンなどを太一と共に撃破している。

### エオスモン

#### エオスモン（成熟期）
- 英名:EOSMON / 世代:成熟期 / タイプ(種族):不明 / 属性:不明
- 必殺技:ミラーガード、ミラーダスト、ボールトリプ / 得意技:

映画『デジモンアドベンチャー LAST EVOLUTION 絆』で初登場。
あるデジモンを基にして人工的に産み出されたデジモン。これまで人工デジモンの最終形態は成長期までが限界というのが通説だったが、技術の進歩と研究者の熱意によって成熟期にまで進化したデジモンとして誕生した。エオスモン自身には感情も善悪の概念もなく、ただ己の生み出した研究者の指示のままに行動するため、善悪の行いは研究者に委ねられる。
2020年2月21日にデジモンウェブのデジモン図鑑に追加され、詳細設定が判明した。

#### エオスモン（完全体）
- 英名:EOSMON(Ultimate) / 世代:完全体 / タイプ(種族):不明 / 属性:不明
- 必殺技:ビートプレス、ヘクサンダー、カッティングエッジ / 得意技:

映画『デジモンアドベンチャー LAST EVOLUTION 絆』で初登場。
成熟期のエオスモンがミッション遂行時において何らかの支障が生じた際にそれを排除するため完全体に進化した姿。体からハニカム構造風の透明なパネルを多数展開し、そのパネルを翼代わりにして高速で移動が可能となり、さらにそれらが巨大な腕となったことで直接的な攻撃力も高まっている。このパネルの表面は特殊な鏡にもなり、これで敵を惑わす幻影を映しだすこともできる。これらのパネルはそれ以外にも自在に変形させることが可能で、そのパネルを組み替えることでビースト形態に変化して敵を攻撃する。
2020年2月25日にデジモンウェブのデジモン図鑑に追加され、詳細設定が判明した。

#### エオスモン（究極体）
- 英名:EOSMON(Mega) / 世代:究極体 / タイプ(種族):不明 / 属性:不明
- 必殺技:オーロラストリーム、カッティングエッジ、クルーティレイン / 得意技:

映画『デジモンアドベンチャー LAST EVOLUTION 絆』で初登場。
自分が生み出したエオスモンが思い通りにならないことで暴走した研究者の手で多数のエオスモンが1つの集合体としての進化を遂げた究極体。電球のような形状の膨らんだ腹部からは多数の新たな完全体エオスモンを産み出してそれを尖兵として使役する。やはり意思は存在せず、主人の指示だけで活動し、自身にとって障害となるものを破壊するために暴れ続ける。
2020年3月6日にデジモンウェブのデジモン図鑑に追加され、詳細設定が判明した。

### エカキモン
- 英名:Ekakimon / 世代:成長期８クロスウォーズ） / タイプ(種族):突然変異型 / 属性:データ
- 必殺技:ミニミニエカキモン、カラフルチェンジ / 得意技:

カラフルな色鉛筆のような身体を持つデジタルワールドでもっとも絵心が溢れているデジモン。その身体を使っていつでもどこでも好きな絵を描いて遊んでいる。また、どんな色でも出すことができる。
デジモンクロスウォーズ オリジナルデジモンコンテスト受賞作品。
アニメ『デジモンクロスウォーズ～時を駆ける少年ハンターたち～』に登場。声は山口勝平。
アニメ『デジモンアドベンチャー:』では第51話で登場。
アニメ『デジモンゴーストゲーム』では第4話で登場。声は田邊幸輔、田中啓太郎。

### エキサモン
- 英名:Exermon / 世代:成熟期 / タイプ(種族):昆虫型 / 属性:データ
- 必殺技:インセクマインド、デフィブレイショック / 得意技:

『バイタルブレス デジタルモンスター』のDimカード「インパルスシティ」で初登場。
ヨガの教則データから誕生したアリに似た昆虫型デジモン。主に山岳地帯に生息しており、触覚から太陽光を吸収してそれを体内で電気エネルギーに変換する。お尻の針だけで自重を支えることのできる優れたバランス感覚の持ち主であり、どんな無理な体勢でも決して体幹がブレることはない。
軟体動物のような独特の動きを取り入れた我流の武術を使う他、触覚からは相手を幻惑させるテレパス能力、プラスとマイナスの電極の役割を果たす両掌から発生させる電気ショックが武器。
2021年1月15日にデジモンウェブのデジモン図鑑に追加され、詳細設定が判明した。

### エクスティラノモン
- 英名:ExTyrannomon / 世代:完全体 / タイプ(種族):パペット型 / 属性:ワクチン
- 必殺技:プリティアタック、ブラックマター / 得意技:

『デジタルモンスターVer.5』で初登場。
ティラノモンのぬいぐるみに正体不明の何かが入り込んだパペット型デジモン。もんざえモンとライバル関係にある。
アニメ『デジモンゴーストゲーム』では第30話で登場。声は白鳥哲。

### エグゾグリムモン
- 英名:ExoGrimmon / 世代:究極体 / タイプ(種族): / 属性:
- 必殺技:クロノ・ディストラクション、プロミネンス、コールエアゴッド、コールデスゴッド、ムーンティアーズ / 得意技:

ゲーム『デジモンストーリー サンバースト&ムーンライト』で登場。
カオスグリムモンがさらに進化した姿。強化された必殺技の「クロノ・ディストラクション」は全てのデジモンを退化・消滅させる。

### エスピモン
- 英名:Espimon / 世代:成長期[5] / タイプ(種族):サイボーグ型 / 属性:ウィルス
- 必殺技:モットボム / 得意技:

漫画『デジモンドリーマーズ』での初登場を経て、『バイタルブレス デジタルモンスター』のDimカード「エスピモン」でも登場。
熊のような姿をし、背部にジェットアームが付いたサイボーグ型デジモン。デジタルワールドに流れる噂話や疑惑をキャッチすると、すぐさま調査に飛んでいき、たとえ危険なデジモンが生息している場所でも真相を掴むために果敢に潜入する。 眼をサーチモードに切り替えると数キロ先の物体もしっかり視認できる。また腹部のスイッチを押すことで体に光学迷彩を施す「ダイバニッシュ」を発動し、風景と同化することで発見されずに偵察を行うことができる。
自走する時限式爆弾を出し、敵を攻撃したり、囮にするなど状況に合わせて使用する。
噂では、あるクラックチームがエスピモンのコントロールを通してクラッキング技量を測ると言われているが真偽のほどは不明である。
『バイタルブレス デジタルモンスター』の専用アプリ『デジタルモンスター バイタルブレスラボ』にてデータおよび詳細設定が判明し、2022年8月14日にデジモンウェブのデジモン図鑑に追加された。
アニメ『デジモンゴーストゲーム』では第38話から登場。声は小林由美子。

### エビドラモン
- 英名:Ebidramon / 世代:成熟期（初期は完全体） / タイプ(種族):水棲型 / 属性:データ
- 必殺技:ツインネプチューン / 得意技:ロブスターステップ

『デジモンペンデュラム』シリーズやセガサターン専用ソフトの『デジタルモンスターVer.S ～デジモンテイマーズ～』で初登場。
エビのような硬い殻と巨大なはさみを持ったドラモン族の異端児といわれている水棲型デジモンで、その名の通り海老に似た形態を持つ。見かけにだまされてエビドラモンをあなどると、ドラモン系特有の攻撃力の餌食となる。
アニメ『デジモンアドベンチャー02』、『デジモンクロスウォーズ』に登場。

### エビバーガモン
- 英名:EbiBurgamon / 世代:成長期 / タイプ(種族):食物型 / 属性:データ
- 必殺技:フレッシュシュリンプ、ホットカツレツ / 得意技:

『デジモンカードゲーム』で初登場。
美味しい海老を使った「エビバーガー」の姿をした食物型デジモン。バーガモンの派生系で、エビバーガー作りが得意。
アニメ『デジモンフロンティア』に登場。

### エリスモン
- 英名:Herissmon / 世代:成長期 / タイプ(種族):哺乳類型 / 属性:データ
- 必殺技:ライトニングファー、ケンザンダイブ / 得意技:

ゲーム『デジモンリアライズ』で初登場。
ハリネズミのような姿をした成長期のデジモン。好奇心旺盛な性格で、一度熱中しだすと止まらないが、警戒心も強く恐怖を感じると身体の針を逆立てながら丸まって身を護る。
一方で、人懐っこいところもあり、打ち解けた者には対しては針毛の中に隠した自分の宝物を見せてくれたりする。過去にテイルモンには何度かいたずらされたことがあるため、テイルモンを見ると少し身構えてしまう癖が付いている。
ゲーム『デジモンリアライズ』では主人公のパートナーデジモンとして登場。声は種田梨沙。公式設定とは違い、新城ミチのパートナーデジモンであるプロットモンの成熟期であるテイルモンと仲が良い。一人称は「ボク」（ラセンモンの時は「オレ」）。
アニメ『デジモンゴーストゲーム』では第29話で登場。声は宮原弘和。『リアライズ』の時とは違い、一人称は「俺」。

### エルドラディモン
- 英名:Eldradimon / 世代:究極体 / タイプ(種族):突然変異型 / 属性:データ
- 必殺技:ゴールデンロード、メテオアースクエイク、ジャイアントニッパー / 得意技:

『デジウィンドウ』で初登場。
放置されたコンピュータの古代遺跡の研究資料データに迷い込んだデジモンが、長い時を経て研究資料のデータと一体化して生まれた突然変異型デジモン。取り込んだ古代遺跡のデータが極めて膨大であったため、非常に巨大なデジモンとなっている。頭手足を収納すると一見古代遺跡の城砦のようにしか見えない。膨大な研究資料のデータ量によって巨体で鈍重なデジモンとなったが、数十体のデジモンで攻撃しても倒すことは困難であり、まさに難攻不落のデジモンである。
アニメ『デジモンセイバーズ』、『デジモンアドベンチャー:』に登場。

### エレファモン
- 英名:Elephantmon / 世代:アーマー体 / タイプ(種族):サイボーグ型 / 属性:フリー
- 必殺技:ニトロタービンウェーブ / 得意技:弼ミサイル

『D-3』で初登場。
アルマジモンが奇跡のデジメンタルでアーマー進化したサイボーグ型デジモン。その大きな体と、超パワーで他のデジモンを圧倒し、両耳の巨大なタービンにより見た目に反して高速で移動することができる、スーパーデジモンである。耳のタービンを使って空を飛ぶことはできないが、ホバリング機能で風を起こし飛行でき、地面から少し体を浮かして移動するため水上でも移動することが可能である。性格はとても温厚だが、正義感に厚いデジモンであるため邪悪なデジモンにとってエレファモンは恐ろしい存在といえる。

### エンジェウーモン
- 英名:Angewomon / 世代:完全体 / タイプ(種族):大天使型 / 属性:ワクチン
- 必殺技:ホーリーアロー、ヘブンズチャーム、セイントエア（アニメ『デジモンアドベンチャー』のみ） / 得意技:ホーリーキック、ホーリーアタック、ホーリーダッシュ、ホーリーチャージキック、フライングキック、スーパージャンプ、エンジェルウィング、ホーリースラップ

『デジタルモンスターVer.S ～デジモンテイマーズ～』で初登場。
8枚の白い翼を持つ美しい聖天女のような大天使型デジモン。穏やかな性格のデジタルワールドの女神だが、敵に対しては改心するまで攻撃をやめない。腕の飾りは聖なる強力な雷撃の矢「ホーリーアロー」を放つ弓になる。
以前は天使型と分類されていたが、その能力の高さから大天使型と判明した。
アニメ『デジモンアドベンチャー』では八神ヒカリのパートナーデジモンであるテイルモンの完全体として登場。ヒカリとテイルモンをヴァンデモンの攻撃から守ろうとした親友であるウィザーモンの死が進化の契機となる。進化後は作中屈指の実力者であるヴァンデモンを圧倒し、他の選ばれし子供たちとパートナーデジモンから集めた聖なる力を受けた「ホーリーアロー」で撃破した。またヴェノムヴァンデモンが登場した時はエンジェモンと協力し、逆転の切り札となるウォーグレイモンとメタルガルルモンの進化を導いた。後にリブート作品である『デジモンアドベンチャー:』にも登場。
ゲーム『デジモンリアライズ』では新城ミチ（声 - 高橋李依）のパートナーデジモンであるプロットモンの完全体として登場。声は高森奈津美。

#### エンジェウーモン（X抗体）
- 英名:Angewomon X / 世代:完全体 / タイプ(種族):大天使型 / 属性:ワクチン
- 必殺技:グランドホーリーアロー、ヘブンズチャーム / 得意技:

エンジェウーモンが「X抗体」を取り込んで未知なる力を引き出した姿。自身が中にある神聖な力がさらに増幅され、エンジェウーモンが触れた火・地・風・水といったそれぞれのエレメントに清らかな気を宿すことができるようになり、それにより火は邪気を追い払い、大地には芽が出て花が咲き、水は浄化され、そして風は触れたデジモンの心を落ち着かせるといった効果を与えるという。

### エンシェントイリスモン
- 英名:AncientKazemon / 世代:究極体 / タイプ(種族):古代鳥人型 / 属性:ワクチン
- 必殺技:ストームゲイザー、レインボーシンフォニー / 得意技:

『ディースキャナ』で初登場。
かつてルーチェモンを封印した風の属性を持つ十闘士。フェアリモンやシューツモンの元になる「風のスピリット」を遺す。
「超風闘士」の異名を持ち、黄金の翼と虹色の美しい容姿もつ。黄金の翼で広大な空を神速で駈け巡り、虹の橋を掛けることで、大地や水中までをも自由に動き回ることができたといわれる。風のレイピアから超融解レーザーを発する。
エンシェントイリスモンの美しさや能力は、その後鳥人型デジモンや妖精型デジモンなどへ引き継がれていった。

### エンシェントガルルモン
- 英名:AncientGarurumon / 世代:究極体 / タイプ(種族):古代獣型 / 属性:データ
- 必殺技:シャープネスクレイモア、アブソリュート・ゼロ / 得意技:

『ディースキャナ』で初登場。
かつてルーチェモンを封印した光の属性を持つ十闘士。ヴォルフモンやガルムモンの元になる「光のスピリット」を遺す。
「超獣闘士」の異名を持ち、2本の大剣を装備し、それを巨体からは想像も付かないスピードで操る。「光り輝く至高の獣」とも呼ばれていた。
先の聖戦ではエンシェントグレイモンと共に最後まで生き残り、ルーチェモンを封印したと言われている。
エンシェントガルルモンの能力は、その後獣型デジモンに引き継がれていった。

### エンシェントグレイモン
- 英名:AncientGreymon / 世代:究極体 / タイプ(種族):古代獣型 / 属性:ワクチン
- 必殺技:ガイアトルネード、オメガバースト / 得意技:

『ディースキャナ』で初登場。
かつてルーチェモンを封印した炎の属性を持つ十闘士。アグニモンやヴリトラモンの元になる「炎のスピリット」を遺す。
「超竜闘士」の異名を持ち、不滅の炎を身に纏って、天変地異を引き起こすとされる。
先の聖戦ではエンシェントガルルモンと共に最後まで生き残り、ルーチェモンを封印したと言われている。
エンシェントグレイモンの能力は、その後竜型デジモンに引き継がれていった。

### エンシェントスフィンクモン
- 英名:AncientSphinxmon / 世代:究極体 / タイプ(種族):古代幻獣型 / 属性:ウィルス
- 必殺技:ダークブラスト、ネクロエクリプス / 得意技:

『ディースキャナ』で初登場。
かつてルーチェモンを封印した闇の属性を持つ十闘士。レーベモンやカイザーレオモンの元になる「闇のスピリット」を遺す。
「超闇闘士」の異名を持ち、さらに「死を招く闇の獣」とも呼ばれ、その紅き瞳で形あるものや生あるものの破壊と消滅を司るとされ恐れられていた。闇より生まれし存在としてエンシェントガルルモンとは両極に位置する。
エンシェントスフィンクモンの能力は、その後幻獣型デジモンや魔獣型デジモンなどへ引き継がれていった。

### エンシェントトロイアモン
- 英名:AncientTroiamon / 世代:究極体 / タイプ(種族):古代植物型 / 属性:データ
- 必殺技:エペイオスギミック、サプライズキャノン / 得意技:

『ディースキャナ』で初登場。
かつてルーチェモンを封印した木の属性を持つ十闘士。アルボルモンやペタルドラモンの元になる「木のスピリット」を遺す。
十闘士の中でも一番大きい。「超樹闘士」の異名を持ち、全身に搭載した火器とその圧倒的な火力で瞬く間に戦況を覆す。体の中には様々なカラクリが仕掛けられており、トリッキーな攻撃や動きを見せる。
エンシェントトロイアモンの能力は、その後植物型などのデジモンに引き継がれていった。

### エンシェントビートモン
- 英名:AncientBeetlemon / 世代:究極体 / タイプ(種族):古代昆虫型 / 属性:ワクチン
- 必殺技:カラミティサンダー、テラブラスター / 得意技:

『ディースキャナ』で初登場。
かつてルーチェモンを封印した雷の属性を持つ十闘士。ブリッツモンやボルグモンの元になる「雷のスピリット」を遺す。
「超甲闘士」の異名を持ち、カブトムシをイメージした上半身とクワガタムシをイメージした下半身を有しており、見た目以上の超剛力を秘めている。クロンデジゾイドに匹敵する硬度な外殻をもち、鎌状の両腕はあらゆる物を切断し、自らの質量の何百倍の物を軽々と持ち上げるパワーを持つ。
エンシェントビートモンの能力は、その後昆虫型デジモンなどへ引き継がれていった。

### エンシェントボルケーモン
- 英名:AncientVolcamon / 世代:究極体 / タイプ(種族):古代鉱石型 / 属性:ウィルス
- 必殺技:アトミックボンバー、スーパーノヴァ / 得意技:

『ディースキャナ』で初登場。
かつてルーチェモンを封印した土の属性を持つ十闘士。グロットモンやギガスモンの元になる「土のスピリット」を遺す。
「超爆闘士」の異名を持ち、火山をイメージした胴体を有している。その姿と同じく火山の如き爆発力を発揮するとされ、パワーだけなら十闘士最強クラスである。体内では常に高温のマグマが湧きあがり、強力なパワーの源になっている。
エンシェントボルケーモンの能力は、その後鉱石型や鉱物型などの岩石系デジモンに引き継がれていった。
アニメ『デジモンクロスウォーズ』では主人公である工藤タイキたちと敵対するバグラ軍の一人でありマグマゾーンの支配者として登場。声は梁田清之（日本語版）、JB・ブラン（英語版）。最初は倒されたが、後に善良なデジモンとして復活する。また、本作品では伝説の十闘士という設定はなされていない。

### エンシェントマーメイモン
- 英名:AncientMermaidmon / 世代:究極体 / タイプ(種族):古代水棲獣人型 / 属性:データ
- 必殺技:グレイト・メイルストローム、クリスタルビロー / 得意技:

『ディースキャナ』で初登場。
かつてルーチェモンを封印した水の属性を持つ十闘士。ラーナモンやカルマーラモンの元になる「水のスピリット」を遺す。
「超流闘士」の異名を持ち、人魚の如き姿と黄金の三つ又の鉾を持っている。デジモン発祥の地「ネットの海」の守護女神でもある。広大に広がるネットの海全てを支配し、海流や津波などあらゆる水の力を手足のように扱うことが出来る。エンシェントマーメイモンの怒りに触れて消された大陸や島など数知れないと言われている。
エンシェントマーメイモンの能力は、その後水棲型デジモンなどへ引き継がれていった。

### エンシェントメガテリウモン
- 英名:AncientMegatheriummon / 世代:究極体 / タイプ(種族):古代獣型 / 属性:データ
- 必殺技:フリージングブリザード、グレートスノーブロー / 得意技:

『ディースキャナ』で初登場。
かつてルーチェモンを封印した氷の属性を持つ十闘士。チャックモンやブリザーモンの元になる「氷のスピリット」を遺す。
「超冷闘士」の異名を持ち、小さな山ほどもある体躯で絶対零度の厳寒凍土に君臨しているとされている。その操る冷気もまた絶対零度に達するほどである。超低温の極寒凍土でも適応できる力強さと勇敢さを持っていたと言われている。絶対零度の攻撃であらゆる物の原子活動を停止させ、永久氷結した巨大氷山をも軽々と破壊する。
エンシェントメガテリウモンの能力は、その後哺乳類型デジモンや氷雪型デジモンなどに引き継がれていった。

### エンシェントワイズモン
- 英名:AncientWisetmon / 世代:究極体 / タイプ(種族):古代突然変異型 / 属性:ウィルス
- 必殺技:ラプラスの魔、エルダーサイン / 得意技:

『ディースキャナ』で初登場。
かつてルーチェモンを封印した鋼の属性を持つ十闘士。メルキューレモンやセフィロトモンの元になる「鋼のスピリット」を遺す。
「超賢闘士」の異名を持ち、デジタルワールド一の知恵者である。古代の卓越した叡智を全て記録するアカシックレコード的な存在で、エンシェントワイズモンに判らないことは無いと言われる。遥か古代の叡智を持って、遥か未来を見通す賢者でもある。またエンシェントワイズモンの体の鏡は別の宇宙（異界）に繋がっていると言われている。この世の始まりから終わりまで全てが記述されたアカシックレコードにアクセスして、森羅万象を見破る能力を持っている。
エンシェントワイズモンの能力は、その後“突然変異型デジモン”などへ引き継がれていった。

### エントモン
- 英名:Entmon / 世代:完全体 / タイプ(種族):植物型 / 属性:ウィルス
- 必殺技:ドライアドスティンガー、ブラステッドディザスター / 得意技:

『デジモンペンデュラムZII』で初登場。
無数の朽ちた樹木が折り重なって融合したような体を持つドラゴンを彷彿とさせる見た目をした植物型デジモン。その身体は既に腐敗が進み、樹皮が捲れた部分にはカビが繁殖しているという痛ましい姿が特徴で、体内にはデジモンのデータを餌にする無数の虫が詰まっており、それが身体を動かす筋肉の役割を担っているが、身体の虫は枯れ葉の翼で飛翔する度にそれが身体からこぼれ落ちている。
腐っているとはいえ外皮は硬く、身体から伸びている長い牙で敵を貫くことができる他、体内の虫は攻撃も利用され、その虫を瘴気として放って敵の肉体を枯れ果てさせてしまう。
2020年10月5日にデジモンウェブのデジモン図鑑に追加され、詳細設定が判明した。
アニメ『デジモンアドベンチャー:』では第44話で登場。

## お

### オウリアモン
- 英名:Oleamom / 世代:完全体 / タイプ(種族):食虫植物型 / 属性:ウィルス
- 必殺技:ジャミール / 得意技:リーフレッド

アニメ『デジモンゴーストゲーム』で初登場。
デジタルワールドの森林地帯に生息が確認された食虫植物型デジモン。花から発する香りは特に昆虫型デジモンを誘惑する。香りに酔った獲物に舌をからめて味見をして、花弁を大きく拡げた「ジャミール」で捕食する。捕食されたデジモンはゆっくり消化され養分となっていく。他の植物型デジモンに混じり生息するオウリアモンは、同じ地域で共生する昆虫型デジモンにとって、とても恐ろしい存在となっている。
手となっている毒葉を使い、他にも飛ばしたり、束ねると刃となり自在に振るうことができる。
2022年10月9日にデジモンウェブのデジモン図鑑に追加され、詳細設定が判明した。
アニメ『デジモンゴーストゲーム』では第46話で登場。声は池澤春菜。

### オウリュウモン
- 英名:Owryumon / 世代:究極体 / タイプ(種族):獣竜型 / 属性:ワクチン
- 必殺技:永世竜王刃（えいせいりゅうおうじん）、黄鎧（おうがい） / 得意技:

『デジモンペンデュラムエックス』で初登場。
リュウダモンの究極体である獣竜型デジモンで、デジコア（電脳核）の空想が生み出した架空のものである。額のインターフェースによってデジコア自身の創造力までもが奇跡的に解き放たれて進化した姿である。元々デジコア内に日本の神話における竜や武将などの猛々しい戦闘データを持っていたためか、デジコアの創造した姿は、威風堂々とした和風の鎧を身にまとい、両腕に刀を持つ武者竜であった。左手の刀は「鎧龍左大刃（がいりゅうさだいじん）」と鎧龍右大刃、右手の刀は「鎧龍右大刃（がいりゅううだいじん）」をつけた黄鎧（おうがい）を装備する。背部の翼の刃は「鎧馬大名刃（がいばだいめいじん）」と呼ばれる。ファンロンモンともつながりが指摘されている。

### オオクワモン
- 英名:Okuwamon / 世代:完全体 / タイプ(種族):昆虫型 / 属性:ウィルス
- 必殺技:シザーアームズΩ / 得意技:破壊の衝動

『デジモンペンデュラム1』で初登場。
クワガーモンが規則的な進化をした姿で、カブテリモン系デジモンより凶々しく進化している。クワガーモンの劣っていた防御面が特に重点的に強化されている。攻撃面では触角の索敵能力が向上し、鋏の攻撃精度が増強された。なお、大きな特徴として生存本能だけでなく、破壊衝動も持っていることが判明した。より攻撃的な進化形態と言える。ライバルのアトラーカブテリモンが騎士道精神を身につけたのに対し、破壊衝動が強化されている。
オオクワガタをモデルにしている。
アニメ『デジモンアドベンチャー02』、『デジモンセイバーズ』にも登場。

#### オオクワモン（X抗体）
- 英名:Okuwamon X / 世代:完全体 / タイプ(種族):昆虫型 / 属性:ウィルス
- 必殺技:シザーアームズΩ3^3｛3の3乗｝ / 得意技:

オオクワモンが「X抗体」を取り込み、未知の力を引き出した姿。クワガーモンと同様、ウィルス種以外のデジモンに問答無用で襲いかかるなど、本能的な破壊衝動が増している。頭部の巨大な鋏は3つになり、その攻撃力は従来の3倍ではなく3乗にパワーアップした。

### オクタモン
- 英名:Octomon / 世代:成熟期 / タイプ(種族):軟体型 / 属性:ウィルス
- 必殺技:海鳴墨銃（かいめいぼくじゅう） / 得意技:

『デジモンペンデュラム2』で初登場。
凶悪なハッカーが、ライバルの探索コンピューターを破壊するために使用したウィルスから発見されたタコのような姿をした軟体型デジモン。収集癖があり、ネットの海の海底に沈む「デジ宝（デジホウ）」を集めることからデジ宝コレクターと呼ばれる。また、ネットの海底から拾ったデジ宝を体中にまとっている。
触手の先端にはデビドラモンの爪のデータをコピーしてつけており、頭にかぶっている壷には、小型デジモンの一種である貝型のフジツモンが付着している。このフジツモンは感覚が発達しており、危険を察知するとオクタモンに知らせるため共存関係が成立していると考えられる。

### オグドモン
- 英名:Ogdomon / 世代:究極体 / タイプ(種族):化身型 / 属性:ウィルス
- 必殺技:オーラーティオ・グランディオロクア、カテドラール、グラドゥス / 得意技:

七つの眼と七つの脚、そして第八の眼をもつ異形の超魔王。デジタルワールドの全ての罪を内包し、さらに全ての罪を贖罪する力もつ謎の化身体であり、ゆえに、少しでも悪意のあるデジモンでは力を相殺され、倒す術はない。

#### オグドモン（X抗体）
- 英名:Ogdomon X / 世代:究極体 / タイプ(種族):化身型 / 属性:ウィルス
- 必殺技:デスティニー・デス・デストラクション（Death3） / 得意技:

オグドモンが「X抗体」で変化した姿。七大魔王の悪の思念、破壊衝動がさらに増幅され、存在するだけでデジタルワールドが崩壊しかねないパワーが漏れ出ている。6本の腕と頭は七大魔王それぞれの能力を備えた触手剣となり、敵味方関係なく、近づくもの全てを消し去ろうとする。
2019年12月2日にデジモンウェブのデジモン図鑑に追加され、詳細設定が判明した。

### オタマモン
- 英名:Otamamon / 世代:成長期 / タイプ(種族):両生類型 / 属性:ウィルス
- 必殺技:ララバイバブル / 得意技:たいあたり、チャイルドクロー、ラッピングバブル

『デジモンペンデュラム1』で初登場。
オタマジャクシのような姿をした成長期のデジモン。まだ表皮の固まりきらない柔らかい体を持ち、既に四肢を持っているが前脚は立派なのに対して後ろ脚はまだ未発達で、それを舵代わりにしてネットの海を泳ぐ。
時々岩の上によじ登って発声練習をする。
アニメでは『デジモンアドベンチャー』と『デジモンアドベンチャー02』に登場。

#### オタマモン（赤）
- 英名:Otamamon(Red) / 世代:成長期 / タイプ(種族):両生類型 / 属性:データ
- 必殺技:ボイルドバブル / 得意技:

炎の属性を身につけた変種のオタマモン。そのため、冷たい川よりも温泉が好き。オタマモンと同じく歌が大好きで、発声練習は欠かさない。発達した前足は岩によじ登れるほど力強く、戦闘では心強い武器になる。

#### オタマモン（X抗体）
- 英名:Otamamon X / 世代:成長期 / タイプ(種族):両生類型 / 属性:ウィルス
- 必殺技:ララバイバブル、スマイリーヘッドバット / 得意技:

オタマモンが「X抗体」を得てX-進化した姿。身体がさらに丸く大きくなったことで発声能力が高まり、放つ音波の威力が向上している。
頭部の王冠は「プリンスのオサガリ」というある突然変異型の究極体デジモンから今後の期待を見込まれて与えられたもので、これにより敵に襲われることが少なくなった。

### オチムシャモン
- 英名:OchiMusyamon / 世代: / タイプ(種族): / 属性:
- 必殺技: / 得意技:

漫画『デジモンクロスウォーズ』で登場。
ムシャモンの亜種であるデジモン。戦いに負け落ち延びることにロマンを感じている。

### オニスモン
- 英名:Ornismon / 世代:究極体 / タイプ(種族):古代鳥型 / 属性:ウィルス
- 必殺技:コズミックレイ / 得意技:テンペスト

映画『デジモンフロンティア 古代デジモン（オニスモン）復活!!』で初登場。
遥か古代に絶滅してしまったとされる古代鳥型デジモン。想像を絶する大きさを誇り、「天空の覇者」の異名を持っていたとされる。性格は獰猛であり、大型のデジモンでもオニスモンに襲われることが多かったと言われている。
漫画『デジモンクロスウォーズ』では第8話から第10話で登場。
必殺技
コズミックレイ
漫画『デジモンクロスウォーズ』では第10話で「コズミック・レイ」と表記された。

### オファニモン
- 英名:Ophanimon / 世代:究極体 / タイプ(種族):座天使型 / 属性:ワクチン
- 必殺技:セフィロートクリスタル、エデンズジャベリン / 得意技:エデンズニードル

『デジモンペンデュラムプログレスVer.2』で初登場。
10枚の金の翼をもつ女性系天使デジモンの最終形態。セラフィモン、ケルビモンと共にデジタルワールドの中核“神の領域”（カーネル）を守る三大天使デジモンの一体。
アニメ『デジモンフロンティア』に登場。成長期のプロットモンに退化し、以降テイルモンの究極体の一つとして扱われることが多い。
アニメ『デジモンアドベンチャー』のPSPゲーム版およびリブート版『デジモンアドベンチャー:』では八神ヒカリのパートナーデジモンであるテイルモンの究極体として登場。ワンダースワン専用ソフト・バトルスピリットでもテイルモンの究極体として登場した。

#### オファニモン（X抗体）
- 英名:Ophanimon X / 世代:究極体 / タイプ(種族):座天使型 / 属性:ワクチン
- 必殺技:ホーリーマテリアル、エデンスランス / 得意技:

オファニモンがX抗体を取り込んで未知なる力を引き出した姿。背中の翼はクリスタルのように光り輝き、そして一輪の上にそっと立つ姿もまた優雅さを際立たせており、他の者たちはその姿を一目見るだけで心が満ち溢れて穏やかな気持ちになると言われる。
両肩のアーマーは分離・合体して『エデンズランス』という武器に変形する。

#### オファニモンコア
- 英名:Ophanimon Core / 世代:究極体 / タイプ(種族):座天使型 / 属性:ワクチン
- 必殺技:セフィロートクリスタル、エデンズジャベリン / 得意技:

ゲーム『デジモンストーリー ムーンライト』に登場。
謎のウイルス「クロノコア」とオファニモンが合体したデジモン。オファニモンに比べ、体が青く、羽がオレンジ色になっている。

#### オファニモン：フォールダウンモード
- 英名:Ophanimon Falldown Mode / 世代:究極体 / タイプ(種族):堕天使型 / 属性:ワクチン
- 必殺技:フレイムヘルサイズ、デモンズクリスタル / 得意技:

オファニモンが怒りの余り感情を殺し、狂気に落ちて堕天使化した形態。どれだけ粛清しても悪が生まれ続ける世界のあり方に絶望して心を閉ざし、己の理想とする世界を作るため極めて無慈悲かつ残酷に悪とみなした相手を狩るようになってしまった。
技も「フレイムヘルサイズ」と「デモンズクリスタル」と変化している。

#### オファニモン：フォールダウンモード（X抗体）
- 英名:Ophanimon Falldown Mode X / 世代:究極体 / タイプ(種族):堕天使型 / 属性:ワクチン
- 必殺技:フレイムヘルサイズ、デモンズクリスタル / 得意技:ビヘッドスラッシャー

フォールダウンモードのオファニモンが「X抗体」を得て変化した姿。全体的に鋭角的な形態となり、武器の「フレイムデスサイズ」が炎を纏う大鎌へと強化され、さらに周りには「ビヘッドスラッシャー」と呼ばれる3個のカッターが飛び回るようになり、これに炎を纏わせて敵を追尾しながら攻撃したり、あるいは防御に活用したりといった一騎当千の戦法が可能となり、一向に減らない正義の弊害を自身だけで駆逐する。

### オポッサモン
- 英名:Opposummon / 世代:アーマー体 / タイプ(種族):獣型 / 属性:フリー
- 必殺技:マッドバルーンボム / 得意技:ミステリー・オーヴ

『D-3Ver.2』で初登場。
テイルモンが優しさのデジメンタルで進化したアーマー体の獣型デジモン。かわいい容姿にトレードマークのカラフルなバルーンは、メルヘンの町からやってきたパペットデジモンのように見える。しかし、攻撃を受け怒ると強力なコンピュータウイルスを仕込んだバルーンを爆発させて撒き散らす。乾燥した砂地を好み、普段は砂の中に潜りバルーンだけを地上に出している。地上での移動方法はバルーンにつかまり、空をピョンピョンと跳ね歩く。スピードが速いわけではないが簡単に捕まえることができない憎たらしい奴である。
オポッサムをモデルにしている。
アニメ『デジモンクロスウォーズ～時を駆ける少年ハンターたち～』では洲崎アイルのパートナーデジモンとして登場し、チョ・ハッカイモンに超進化する。声は白石涼子。
アニメ『デジモンアドベンチャー:』では第41話、第67話（最終話）で登場。声は『クロスウォーズ』と同じく白石涼子。

### オボロモン
- 英名:Oboromon / 世代:完全体 / タイプ(種族):アンデッド型 / 属性:ウィルス
- 必殺技:千万ノ太刀（ちよろずのたち）、羅焼門（らしょうもん） / 得意技:

『バイタルブレス デジタルモンスター』のDimカード「リュウダモン」で初登場。
幽霊のごとく墓場に棲まうアンデッド型デジモンで、格上相手にも決して退かずに手段を選ばず戦う狂戦士。勝利への執着が異様に強いのは、敗北したデジモンたちの怨念のデータを大量に取り込んだためだと考えられている。一方で自我はほとんどなく、戦っていない時は呆けたように墓地を徘徊しており、ときどき左腕に融合した獣の頭蓋骨と怪しげに会話するところが目撃されている。 頭蓋骨から生えている刀は脆く折れやすいが、折れるたびに何度でも新たに生えてくる特性を持っている。 また、首に巻いたスカーフ「幽玄（ゆうげん）」は変幻自在に形を変えるほか、自立して動くことが可能で、敵に巻き付き捕縛したり、布全体で敵を強く打ち付けるなど万能の役目を果たす。
刀からの斬撃や、下半身の鬼火を分離させて広範囲を炎で灼く技を使う。
『バイタルブレス デジタルモンスター』の専用アプリ『デジタルモンスター バイタルブレスラボ』にてデータおよび詳細設定が判明し、2022年9月11日にデジモンウェブのデジモン図鑑に追加された。
アニメ『デジモンゴーストゲーム』では第42話で登場。声はボルケーノ太田（赤色）、塩屋浩三（青色）、池水通洋（黒色）、増谷康紀（黄色）、中根徹（緑色）。
必殺技
千万ノ太刀（ちよろずのたち）
アニメ『デジモンゴーストゲーム』第42話では公式設定の描写に加えて折れやすい特性を利用して敵を串刺しにする能力を見せた。
羅焼門（らしょうもん）
アニメ『デジモンゴーストゲーム』第42話では公式設定の描写に加えて火の玉を自律稼働させて敵を追い詰めたり、分散させて戦線を離脱する事も出来る能力を見せた。
名前の由来は芥川龍之介の小説である「羅生門」から。

### オメガシャウトモン
- 英名:OmniShoutmon / 世代:完全体（クロスウォーズ） / タイプ(種族):竜人型 / 属性:データ
- 必殺技:ビクトライズ・バンキング、オメガ・ザ・フュージョン / 得意技:ヘヴィメタルバルカン、ビートスラッシュ、ハードロックダマシー

アニメ『デジモンクロスウォーズ』で初登場。
シャウトモンが湧き上がる熱いソウルを解き放ち、さらにオメガモンから伝説の「進化」の力を与えられて手に入れた姿。湧き上がる激しい情熱に加え、オメガモンから授かった「オメガインフォース」を全身に纏ったことでその姿は常に黄金に輝いている。体付きもシャープなものとなり、その体の煌きと動きの鋭さから敵はオメガシャウトモンの姿を追い切れず光の残像として目撃することしかできない。
2011年5月27日にデジモンウェブのデジモン図鑑に追加され、詳細設定が判明し、さらに2020年10月2日に世代・属性が判明した。
アニメおよび漫画『デジモンクロスウォーズ』ではシャウトモン自身が進化（アニメ版では後に「超進化」と呼ぶ）した形態として登場。声は坂本千夏（日本語版）、ベンジャミン・ディスキン（英語版）。
得意技
ヘヴィメタルバルカン
英語版での名称はFlame Cannon（フレイムキャノン）。
ハードロックダマシー
英語版での名称はTwin Fireball Strike（ツインファイアボールストライク）。
ビートスラッシュ
英語版での名称はDoom Drillpress（ドゥームドリルプレス）。
必殺技
ビクトライズ・バンキング
アニメ『デジモンクロスウォーズ』では「ビクトライズバンキング」と表記された。
オメガ・ザ・フュージョン
英語版での名称はOmni Core Fusion（オムニコアフュージョン）。

#### オメガシャウトモン（X抗体）
- 英名:OmniShoutmon X / 世代:完全体 / タイプ(種族):竜人型 / 属性:ワクチン
- 必殺技:ジアルマグナム、オメガ・ザ・フュージョン / 得意技:ヘヴィヒートバルカン、フレアロックダマシー

オメガシャウトモンが「X抗体」を取り込んでさらなる力を引き出した姿。全体的によりシャープな姿へと変化し、その身体には自身が持つ熱く滾る情熱とX抗体が同調してことで生まれた赤いラインが浮かび上がっている。その情熱は結晶体の爪となって攻撃力を高めている。
また、通常体には無かった世代と属性が設定されている（通常体は2020年10月2日に判明したが、属性がデータ種になっている）。
2019年11月25日にデジモンウェブのデジモン図鑑に追加され、詳細設定が判明した。

### オメカモン
- 英名:Omekamon / 世代:成熟期 / タイプ(種族):パペット型 / 属性:データ
- 必殺技:オメカキック / 得意技:ラクガキロケット

『デジモンペンデュラムエックスVer. 3』で初登場。
ある会社のとあるコンピュータの設計図面データから誕生したパペット型デジモン。自分が何者かを知らず、とりあえずデジモンの中でも有名なロイヤルナイツのオメガモンの格好をしている。

### オメダモン
- 英名:Omedamon / 世代:究極体 / タイプ(種族):聖騎士型 / 属性:ワクチン
- 必殺技:シザースソード、ビートルキャノン / 得意技:

2020年および2021年4月1日のエイプリルフールで初登場した『メダロット』とのコラボデジモン。
別次元のデジタルワールドから迷い込んだ正体不明の聖機士型デジモン。20世紀末に別次元で流行した“とあるゲーム”のデータから生まれ、変異しこの姿になった。戦闘においては、頭部に一定のダメージを受けない限り、機能停止せずに戦い続ける。また、どんな困難にも屈せずに立ち向かう勇気を持つ。
ナノマシンによる自己修復機能を備えた超金属「サイプラシウムデジゾイド」と呼ばれる装甲は、戦闘で受けたダメージを次戦までに完全回復することができる。また、背中には古びた布切れを思わせるビーム状のマントを装備している。
エイプリルフール限定だったが、ゲーム『デジモンリアライズ』と『バイタルブレス デジタルモンスター』のDimカード「メダロット×デジタルモンスター」で育成可能になった。

### オルカモン
- 英名:Orcamon / 世代:アーマー体 / タイプ(種族):水棲獣人型 / 属性:フリー
- 必殺技:バサロクラッシュ / 得意技:リフレクション・ウェーブ

『D-3』で初登場。
ホークモンが誠実のデジメンタルで進化したアーマー体の水棲獣人型デジモン。ネットの海で溺れるデジモンたちを救うライフセーバーのような働きをする。
ライフジャケットと浮き輪を装着した用意周到な性格で、石橋を叩いて渡るタイプ。叩きすぎて壊してしまうような間抜けな部分もあるが、実は瞬発力が優れた海の救世主。彼を頼って相談にくるデジモンたちも少なくはない。
戦闘では動きの素早さは増し、陸では風を切るように走り、水中では水流を乱すことなく優美に泳ぐ。ピンチになると高周波で仲間を呼び寄せ集団で攻撃してくることもある。
「バンダイタウンFAXサービスデジモンイラストコンテスト」で入賞し、採用されたデジモンである。

### オルディネモン
- 英名:Ordinemon / 世代:究極体 / タイプ(種族):堕天使型 / 属性:ウィルス
- 必殺技:エンド・オブ・ザ・ワールド、マグナヴィジビリティ、サモン・アポカリプス / 得意技:

アニメ『デジモンアドベンチャー tri.』で初登場。
一部の研究者の間では混乱したデジタルワールドの終焉に現れる存在と考えられている、巨大な漆黒の翼を持つ正体不明のデジモン。
元は世界の秩序を維持し守る立場であるはずの天使型デジモンが怒りと悲しみのあまり堕天し、他のデジモンと融合することで誕生すると言われている。
その黒い翼は溢れ出した負の感情から生まれた瘴気で、それを羽ばたきとともに周りに撒き散らし、やがてはその瘴気で世界を覆い尽くして全生命の活動を停止させる。
しかし、その本質はオルディネモンの慈愛と慈悲であり、秩序を失った世界を無に帰すことで、世界の救済を図る高位の存在だと言われている。

### オレーグモン
- 英名:Olegmon / 世代:究極体（クロスウォーズ） / タイプ(種族):海獣型 / 属性:ワクチン
- 必殺技:バイキングヴュッフェ、エイジオブディスカバリー、ドリームカムズトゥルー / 得意技:デュアルトマホークブーメラン

アニメ『デジモンクロスウォーズ～悪のデスジェネラルと七つの王国～』で初登場。
ビッグデスターズの金賊軍団将軍（モチーフは金曜日）。全身を黄金色に光る鋼鉄の鎧で覆われた超重量級の海獣型デジモンで、ヴァイキングのような姿をしている。多くの水棲型や海獣型のデジモンを擁した軍団を率いて海を渡り、その行く先々で暴虐と略奪の限りを尽くしては金目の物を強奪する。金銀財宝に目が無く集めた財宝はすべて食料として自身の鎧の強化に使われ、食べるほどに強固さを増していく。
ビッグデスターズの他将軍の中でも一番の怪力を誇り、超重量双斧「デュアルトマホーク」（色は赤色と青色で、それぞれ魔人の色に対応している。アニメ『デジモンクロスウォーズ～悪のデスジェネラルと七つの王国～』ではオリジナル要素として連結する描写も見せた）を軽々と振り回し使いこなす。
また、宝箱のような形状をした両肩の箱を開くと左肩の箱から「スルト」、右肩の箱から「ヨルムンガンド」と呼ばれる巨大な影（アニメ『デジモンクロスウォーズ～悪のデスジェネラルと七つの王国～』では龍に似たデザインになり、「魔人」と呼ばれている。スルトは赤い体でラッパー口調で話す陽気な魔人、ヨルムンガンドは青い体でネガティブな口調で話す陰気な魔人になっている）が現れ、どちらも敵と認識されると凶悪な影となる。
戦闘ではデュアルトマホークを相手に向けて投げ飛ばす技や、他にも両手に持ったデュアルトマホークを何度も垂直に振り下ろす技も使う。また、二体の魔人を使用して戦うこともあり、ヨルムンガンドは相手を世界の果てと言われる「ヨトウンヘイム」に連れ去ったり、スルトは敵の願いを聞いては叶えるふりをしてオレーグモンにとって都合のいい解釈で願いを叶えず、逆に願いを拒むと執拗なまでに攻撃を与え続けてくる。
名前の由来は10世紀初頭のヴァイキングの王である「オレグ」、スルトとヨルムンガンドは北欧神話に登場する神、ヨトウンヘイムは北欧神話において霜の巨人が住む世界である「ヨトゥンヘイム」から。
2011年10月7日にデジモンウェブのデジモン図鑑に追加され、詳細設定が判明し、さらに2020年10月2日に世代・属性が判明した。
アニメ『デジモンクロスウォーズ～悪のデスジェネラルと七つの王国～』ではバグラ軍の新幹部であるデスジェネラルの一人として登場。声は塩屋浩三（日本語版）、パトリック・ザイツ（英語版）。魔人であるスルトは岸尾だいすけ（日本語版）、ニール・キャプラン（英語版）。ヨルムンガンドは櫻井孝宏（日本語版）、リチャード・エプカー（英語版）。公式設定とは違い、配下は水棲獣人型デジモンで統一されている。本作品では2回復活し、復活後はバグラ軍およびデスジェネラルを離反し主人公である工藤タイキ達の味方になっている。
漫画『デジモンクロスウォーズ』本編では登場しなかったが、単行本第2巻のカバー裏に収録されているオマケ漫画「ばぐら家の横顔 第0回」ではドルビックモン、ネオヴァンデモン、スプラッシュモンと共に登場し本編で登場しなかったことを怒っていた。続く第3巻のカバー裏では「お料理将軍・バイキングのオレーグモン」（海賊（バイキング）繋がりから）になった。
アニメ『デジモンアドベンチャー:』では第60話、第64話、第67話（最終話）で登場（『クロスウォーズ』の個体とは別個体）。声は『クロスウォーズ』と同じく塩屋浩三だが、声があったのは第60話のみ。本作品では公式設定や『クロスウォーズ』とは違い、スルトとヨルムンガンドは召喚しなかった。
得意技
デュアルトマホークブーメラン
アニメ『デジモンクロスウォーズ～悪のデスジェネラルと七つの王国～』では第10話（通算第40話）、第11話（通算第41話）、第20話（通算第50話）、第21話（通算第51話）、第24話（通算第54話、第2期最終話）にて使用（第20話（通算第50話）では心を失った状態で使用した。第20話（通算第50話）、第24話（通算第54話、第2期最終話）では技の表記は無い）。第11話（通算第41話）では連結して使用することもあった。
アニメ『デジモンアドベンチャー:』では第60話で使用（『クロスウォーズ』とは違い、連結して使用することは無かった）。
英語版での名称はTwin Broadsword Boomerang（ツインブラッドソードブーメラン）。
必殺技
バイキングヴュッフェ
アニメ『デジモンクロスウォーズ～悪のデスジェネラルと七つの王国～』では第10話（通算第40話）、第11話（通算第41話）にて使用。その時は公式設定とは違い、連続で叩き付ける攻撃になっている。
アニメ『デジモンアドベンチャー:』では未使用。
英語版での名称はTwo-Fister Scuttle-Buster（トゥーフィスタースカトゥルバスター）。
エイジオブディスカバリー
設定のみで、登場作品内では未使用。
ドリームカムズトゥルー
アニメ『デジモンクロスウォーズ～悪のデスジェネラルと七つの王国～』では第11話（通算第41話）にて使用（ただし、技の表記は無い）。

### オロチモン
- 英名:Orochimon / 世代:完全体 / タイプ(種族):魔竜型 / 属性:ウィルス
- 必殺技:アメノムラクモ / 得意技:酒ブレス

『ディーアークVer.1』で初登場。
八岐大蛇のように8本の頭を持つ魔竜型デジモン。8本ある頭のうち7つの頭はダミーであり、中央の黒色の頭部が本体である。
オロチモンの誕生起源は古く、古代デジタルワールドでは猛威をふるい、あるエリアを壊滅状態にまで追い込んだことがあるほどの存在だったが、デジタルワールドの調和を保とうとする存在の使いによって封印されていた。
「バンダイタウンFAXサービスデジモンイラストコンテスト」で入賞し、採用されたデジモンである。
アニメ『デジモンテイマーズ』と『デジモンクロスウォーズ』と『デジモンアドベンチャー:』に登場。

## か

### ガイアモン
- 英名: / 世代: / タイプ(種族): / 属性:
- 必殺技: / 得意技:

ゲーム『デジモンワールド3』で名前のみ登場。
アニメ『デジモンユニバース アプリモンスターズ』にも同名のキャラクターが存在するが、直接的な関係は無い。

### ガイオウモン
- 英名:Samudramon / 世代:究極体 / タイプ(種族):竜人型 / 属性:ウィルス
- 必殺技:燐火斬（りんかざん）、ガイアリアクター、燐火撃（りんかげき） / 得意技:

『デジモンペンデュラムエックス』で初登場。
戦いに勝利し自ら強さを増していく、戦闘種族デジモンとして非常に優秀なグレイモン系の亜種である竜人型デジモン。東洋のとある放置されたコンピュータの中で発見され、その強さは未知数な部分も多い謎の多い存在であるが、信じ難いほどの戦闘回数と戦績を持つことが判明している。実戦経験により得た独特の形状をした剣弓にもなる二振りの刀「菊燐（きくりん）」を装備する。怪しい光の軌跡を残し、その軌跡に触れたもの全てを切り裂くという。
アニメ『デジモンクロスウォーズ』では第24話で登場。
ゲーム『デジモンワールド -next 0rder-』で登場。声は三浦祥朗。
ゲーム『デジモンリアライズ』では柊拓己（声 - 内田雄馬）のパートナーデジモンであるドルモンの究極体として登場。声は江口拓也。
アニメ『デジモンアドベンチャー:』では第63話の過去の戦いの回想にてシルエットの状態で登場（ギガスモンと戦っている）。

#### ガイオウモン：厳刀ノ型
- 英名:Samudramon-itto mode / 世代:究極体 / タイプ(種族):竜人型 / 属性:ウィルス
- 必殺技:旋風縛（せんぷうばく） 菊燐一閃・號雷斬（きくりんいっせん・ごうらいざん） 刀華静謐（とうかせいひつ） / 得意技:

ゲーム『デジモンリアライズ』で初登場。
戦いに敗れたガイオウモンがさらに想像を絶する過酷な修練を経てデジコアに眠る鬼のデータが覚醒したことで、新たな力と姿を得た形態。かつての二刀流から一刀流へと戦闘スタイルが変わっており、二振りの細い刀だった「菊燐」も一本の巨大な鉈のような形に変化している。
デジタルワールドの東方に伝わる剣術「天燐厳刀流（てんりんいっとうりゅう）」を極め、音も無く一瞬で相手を斬り伏せる静の剣術を得意としている。一度臨戦態勢に入ったガイオウモンには一分の隙も無く、近寄ることすらままならない。
2021年6月30日にデジモンウェブのデジモン図鑑に追加され、詳細設定が判明した。
ゲーム『デジモンリアライズ』では柊拓己（声 - 内田雄馬）のパートナーデジモンであるドルモンの究極体であるガイオウモンがパワーアップした姿として登場。声は江口拓也。

### カイザーレオモン
- 英名:JägerLöwemon / 世代:ハイブリッド体（完全体相当） / タイプ(種族):サイボーグ型 / 属性:ヴァリアブル
- 必殺技:シュヴァルツ・ドンナー、シュヴァルツ・ケーニッヒ、ルフト・シュヴァルツ・ケーニッヒ、シュヴァルツ・ゲーベル（ゲーム『バトルスピリット デジモンフロンティア』のみ） / 得意技:

『ディースキャナ』で初登場。
闇のビーストスピリットから誕生した闘士。ダスクモン同様、闇のスピリットはケルビモンの呪いによりベルグモンの姿へと変えられていたが、カイザーレオモンはこの魔力から解き放たれた真の姿である。そのボディはクロンデジゾイドの一種で、漆黒に輝く「オブジダンデジゾイド」で身を包んでいる。そのため、防御能力が高いだけでなく、装甲自体が鋭利な鋭さを持っている。カイザーレオモンが駆け抜けた後は、一陣の黒い風により、全てが切り裂かれると言われている。伝説の十闘士の一体であるエンシェントスフィンクモンの力を受け継いでおり、「漆黒の獅子」とも呼ばれている。
アニメ『デジモンフロンティア』では木村輝一が闇のビーストスピリットを使って進化したデジモンとして登場。声は鈴村健一。
必殺技
シュヴァルツ・ドンナー
ドイツ語で「黒い雷」を意味している。
シュヴァルツ・ケーニッヒ
ドイツ語で「黒い王」を意味している。
ルフト・シュヴァルツ・ケーニッヒ
シュヴァルツ・ゲーベル
ゲーム『バトルスピリット デジモンフロンティア』オリジナル。

### カイゼルグレイモン
- 英名:EmperorGreymon / 世代:ハイブリッド体（究極体相当） / タイプ(種族):竜戦士型 / 属性:ヴァリアブル
- 必殺技:炎龍撃（えんりゅうげき）、九頭龍陣（くずりゅうじん） / 得意技:

『ディースキャナ』で初登場。
炎・風・氷・木・土のスピリットが融合した超越形態。大地（ガイア）を流れる九本の龍脈を宿した灼熱の焔鎧を装備し、九龍の力を制御することができれば、計り知れない能力を発揮し、大地（ガイア）をも支配できると予言されている。その力を制御するために龍の魂を封印しているといわれる「龍魂剣（りゅうごんけん）」を持つとされる。
アニメ『デジモンフロンティア』では神原拓也が進化するデジモンとして登場。声は竹内順子。

### カウスガンマモン
- 英名:KausGammamon / 世代:成熟期[7] / タイプ(種族):竜人型 / 属性:データ
- 必殺技:ウルダインパルス、ランベルタキック / 得意技:

『バイタルブレス デジタルモンスター』のDimカード「ガンマモン」で初登場。
手足の間に被膜、両足にスラスターのような装備を付けた細身の青い体のガンマモンの成熟期の一つ。澄み渡るような穏やかな心を持ち、どんな時も冷静沈着に相手の動きを見切って戦う。その膜を広げてグライダーのように高い場所から滑空による疑似的な飛行が可能で、失速して高度が下がっても脚部にあるスラスターで一度だけ浮上できる。
『バイタルブレス デジタルモンスター』の専用アプリ『デジタルモンスター バイタルブレスラボ』にてデータおよび詳細設定が判明し、2021年10月10日にデジモンウェブのデジモン図鑑に追加された。
アニメ『デジモンゴーストゲーム』では天ノ河宙のパートナーデジモンであるガンマモンの成熟期の一つとして第7話から登場。声は沢城みゆき。

### ガオガモン
- 英名:Gaogamon / 世代:成熟期 / タイプ(種族):獣型 / 属性:データ
- 必殺技:ダッシュダブルクロー、ガオガハウンド / 得意技:スパイラルブロー

『デジヴァイス#デジヴァイスiC|デジヴァイスiC』で初登場。
ガオモンが進化した狼のようなデジモン。ガオモンの時は二足歩行であったが、ガオガモンは四足歩行になっている。しかし脚力が弱くなっているわけではなく、後足で立って戦うこともできる。なお、ガオモン時代に保護していた爪がグローブを突き破って生えている。
アニメ『デジモンセイバーズ』ではトーマ・H・ノルシュタインのパートナーであるガオモンの成熟期として登場。声は中井和哉。

### カオスグレイモン
- 英名:Chaos Greymon / 世代:究極体 / タイプ(種族):竜人型 / 属性:ワクチン
- 必殺技:ガイアフォース / 得意技:

『デジモンワールド2』で初登場。
ブラックウォーグレイモンに似ているが体が一部白い。カオス三将軍の一人。

### カオスグリムモン
- 英名:Chaos Grimmon / 世代:完全体 / タイプ(種族): / 属性:
- 必殺技:コールレイナー、マルチガトリング、コールマシーンズ / 得意技:

ゲーム『デジモンストーリー サンバースト&ムーンライト』で登場。
グリムモンにクロノコアが宿った姿。外見は人型に近く、体の右半分には聖の力、左半分には闇の力が宿っている。

### カオスシードラモン
- 英名:Chaos Seadramon / 世代:究極体 / タイプ(種族):サイボーグ型 / 属性:データ
- 必殺技:アルティメットストリーム / 得意技:

『デジモンワールド2』で初登場。
黒い体に青い毛を持つメタルシードラモンの亜種。カオス三将軍の一人。

### カオスデュークモン
- 英名:Chaos Dukemon / 世代:究極体 / タイプ(種族):暗黒騎士型 / 属性:ウィルス
- 必殺技:デモンズディザスター、ジュデッカプリズン / 得意技:スパイラルウェイラー、カオスショット

『ディーアーク』で初登場。
暗黒進化によりウィルスの本能に目覚めたデュークモンのもう一つの姿。体の色は灰色と蒼に変わり、心は完全に闇に染まっている。クロンデジゾイド製の魔の鎧で身を包み、右手に魔槍「バルムンク」、左手に魔盾「ゴーゴン」を装備する。
デジタルハザードそのものとも言われており、また、四大竜の一角、メギドラモンと同一の存在との説がある。

### カオスドラモン
- 英名:Chaosdramon / 世代:究極体 / タイプ(種族):マシーン型 / 属性:ウィルス
- 必殺技:ハイパームゲンキャノン / 得意技:

『デジモンペンデュラムプログレス』で初登場。
ムゲンドラモンをさらに改良強化され、深紅のメタルボディを持つ。超金属であるクロンデジゾイドを、再精製し硬度のみを上げた「レッドデジゾイド」を使ったボディは、あらゆる攻撃を跳ね返し、あらゆる物を破壊する。また、デジコアにセットされたプログラムのバージョンも、より破壊的に自律的に改良を施されている。カオスドラモンは主に、クラックチームのリーダーがエージェントとして使用するデジモンでもある。
後述のカオスロードがモデルになっている。

#### カオスドラモン（X抗体）
- 英名:Chaosdramon X / 世代:究極体 / タイプ(種族):マシーン型 / 属性:ウィルス
- 必殺技:ハイパームゲンキャノン、カオスクラッシャー、スーパージェノサイドアタック / 得意技:

カオスドラモンが「X抗体」によりX-進化を遂げた姿。ムゲンドラモンの数倍のパワーと火力を誇るが、それ以上に破壊的なため扱い難く使い手を選ぶデジモンと化している。体を構成するレッドデジゾイドの重量でスピードを犠牲にし動きは鈍いものの、たとえゼロ距離からの砲撃でも自身の体は傷つくことはないほどの防御力を持つ。

### カオスピエモン
- 英名:Chaos Piedmon / 世代:究極体 / タイプ(種族):魔人型 / 属性:ウィルス
- 必殺技:トランプソード / 得意技:

ゲーム『デジモンワールド2』で登場。
ピエモンの亜種でカオス三将軍の一人。

### ガオスモン
- 英名:Gaossmon / 世代:成長期（クロスウォーズ） / タイプ(種族):爬虫類型 / 属性:ウィルス
- 必殺技:キロフレイム、ヘッドストライク / 得意技:

アニメ『デジモンクロスウォーズ』で初登場。
負けん気が強くよく吼えていることが多い小型のデジモン。非常に逃げ足が速く、草むらに逃げ込まれると追跡は困難と思われがちだが、しばらくするとまた吠え出すためすぐに見つけられる。しかし、陸上生活に特化しきっているため、水の中を泳ぐことはできず、それどころか深さ10cmほどの小川すら渡ることができず、時折、水溜まりで溺れて気絶しているガオスモンに遭遇することがある。
アニメおよび漫画『デジモンクロスウォーズ』では蒼沼キリハ率いるブルーフレアの一員として登場。
アニメ『デジモンアドベンチャー:』では第47話、第64話、第67話（最終話）で登場。声は松山鷹志だが、声があったのは第47話のみ。

### カオスモン
- 英名:Chaosmon / 世代:究極体 / タイプ(種族):特異型 / 属性:ワクチン
- 必殺技:覇王両断剣（はおうりょうだんけん）、ダークプロミネンス、エンドオブパラドックス / 得意技:

『デジモンアクセル』で初登場。
バンチョーレオモンとヴァロドゥルモンが融合した姿。右腕はグレイソードが伸びるバンチョーレオモンの頭部である「バンチョーアーム」、左腕にはダークドラモンの頭部である「ダークドラアーム」を有する細身の騎士のような姿を持つ。
ジョグレス前のデジモンのデジコアをそれぞれ保持し、非常に不完全な状態でその姿を維持している。カオスモンとは、「存在し得ない」デジモンのコードネームであり、デジタルワールドのセントラルドグマ（中心原理）では絶対にありえない特異（バグ）である。極めて不安定な存在のため、寿命が非常に短く、デジタルワールドの管理システムが放つバグを排除するプログラムが走るために寿命が短くなってしまうと推測される。
2015年10月23日にデジモンウェブのデジモン図鑑に追加され、詳細設定が判明した。

#### カオスモン：ヴァロドゥルアーム
- 英名:Chaosmon Valdur Arm / 世代:究極体 / タイプ(種族):特異型 / 属性:ワクチン
- 必殺技:覇王両断剣、オーロラブラスター / 得意技:

ゲーム『デジモンコレクターズ』で初登場。
バンチョーレオモンとヴァロドゥルモンが融合した姿。
2011年10月28日にデジモンウェブのデジモン図鑑に追加され、詳細設定が判明した。

### カオスロード
- 英名:Chaos Lord / 世代:究極体 / タイプ(種族): / 属性:
- 必殺技:カオスキャノン / 得意技:

ゲーム『デジモンワールド2』で登場。
かつてファイル島を支配していた最強のデジモンで、全てのデジモンの頂点に立とうと目論んでいた。カオスグレイモン、カオスシードラモン、カオスピエモン（通称カオス三将軍）を手下として従えている。外見は赤いムゲンドラモンで、カオスドラモンの元になったデジモン。

### ガジモン
- 英名:Gazimon / 世代:成長期 / タイプ(種族):哺乳類型 / 属性:ウィルス
- 必殺技:パラライズブレス / 得意技:ピットフォール

『デジタルモンスターVer.5』で初登場。
鋭くて大きな爪を生やしている哺乳類型デジモン。哺乳類型では珍しく二足歩行をするタイプで、前足が腕のようになっており二足歩行が可能になっている（理由については、恐らく前足を腕のように使用するうちに前足の爪が進化し、二足歩行をするようになったのだろうと言われている）。小型のデジモンではあるが非常に気性が荒く、決して人間にはなつこうとしない。前足の爪は攻撃する際にも非常に有利だが、意外にも穴掘りに向いており、いつも落とし穴を掘っては、他のデジモンが穴に落ちるのを楽しんで、困らせている意地悪な性格をしている。
アニメでは全シリーズに登場しており、『デジモンアドベンチャー』では悪役。
アニメ『デジモンフロンティア』では第11話にて占い師の村の住民として登場。

#### ガジモン（X抗体）
- 英名:Gazimon X / 世代:成長期 / タイプ(種族):哺乳類型 / 属性:ウィルス
- 必殺技:パラライズブレス、ブービーピット / 得意技:

さらに体が大型化し、自分より小さなデジモンに対しては立ち上がって自分をより大きく見せて威圧したり、戦闘の際には上から圧し掛かかるような動きで相手を攻撃するなど、その二足歩行の体勢を活かす戦い方をするようになった。性格、知能も意地悪を通り越して狡猾になっており、自分よりも大型のデジモン相手では仕掛けた落とし穴に嵌め、様子を見てから攻撃をしかけるというより小賢しい戦法を身に付けている。
2020年8月28日にデジモンウェブのデジモン図鑑に追加され、詳細設定が判明した。

### カッキンモン
- 英名:kakkinmon / 世代:幼年期II / タイプ(種族):盾型 / 属性:
- 必殺技:カンカン / 得意技:

コツコモンの成長した姿で、頭にかぶる帽子が鋼鉄製の盾になり、渋さも増し目つきが悪くなっている。身を守るものが強固になったことで警戒心は薄れ、防御力が高まったことで臆することなく突っかかる物怖じしない性格へと変わり、どんな相手にも果敢に挑むようになったが、まだまだ盾はまだ銅製の盾であるため突っかかりすぎて痛い目にあうことも少なくない。

### カヅチモン
- 英名:Kaduchimon / 世代:究極体 / タイプ(種族):神人型 / 属性:ワクチン
- 必殺技:二刀勢雷（にとうせいらい）、士道一徹（しどういってつ）、神電召雷光（しんでんしょうらいこう） / 得意技:

『バイタルブレス デジタルモンスター』のDimカード「インパルスシティ」で初登場。
想像を絶する修行の果に得た限界までに鍛え抜かれた肉体と精神を備えた鎧武者の如き姿を持つ神人型デジモン。自身にとって戦いとは全てを捧げて臨む神聖な儀式であるという認識を持ち、肉体的な研鑽だけでなく時に寝食も忘れて戦法や戦術を練り上げている生粋の戦士であり、ひとたび戦となると荒ぶる戦神となって一騎当千の力を発揮する。
凄まじい雷撃を帯びた二本の刀を持ち、それを振るって戦う。
2021年2月26日にデジモンウェブのデジモン図鑑に追加され、詳細設定が判明した。

### ガニモン
- 英名:Crabmon / 世代:成長期 / タイプ(種族):甲殻類型 / 属性:データ
- 必殺技:シザーズエクスキューション / 得意技:ハードシェルクラブ

『デジモンペンデュラム2』で初登場。
ネットの海中に溶け込んでいる金属データを取り込んで体に付着させ、飛躍的に戦闘能力を向上させ硬い殻を造り上げた甲殻類型デジモン。攻撃は巨大な刃を持つ左前肢と握力の強い右前肢が、防御は攻撃してきた相手にダメージを与えるトゲ付きの表皮が担当し、戦闘には相当の自信を持っている自信家。弱点は間接部分と腹だが、自分でも自覚しているため、なかなか隙を見せない。相手をはめるのが好きな、いたずらっ子的な性格。

#### ガニモン（X抗体）
- 英名:Crabmon X / 世代:成長期 / タイプ(種族):甲殻類型 / 属性:データ
- 必殺技:シザーズエクスキューション / 得意技:ヘビークランチ

ガニモンが「X抗体」によりX-進化を遂げた姿。海での生存競争を勝ち抜いた末にたとえ体が傷ついても海の金属データを素早く取り込んで自己修復ができる能力を身に着けている。甲殻の破損と再生を繰り返すため、個体によって外見が若干異なることもある。
2021年3月19日にデジモンウェブのデジモン図鑑に追加され、詳細設定が判明した。

### ガネモン
- 英名:Ganemon / 世代:成熟期（クロスウォーズ） / タイプ(種族):突然変異型 / 属性:ワクチン
- 必殺技:ゴールドボーリング、ゴールドプレス / 得意技:

10円玉の姿をした老紳士なデジモンで、手足を生やした金色の硬貨のような身体を持ち、顔には髭の生やしており、頭にシルクハットを被っている。
紳士的な姿をしているが、大のお金好きで言葉巧みな話術で他人から金をだまし取ろうとし、その奪った金を食らって私腹を肥やしとして己の身体を巨大化させる。
手に持っているトランクにはゼニモンズと呼ばれる分身を入れており、このゼニモンズを使ってお金を収集させ、そしてレーダーとなっている髭で彼らを探知してお金と一緒に回収する。
デジモンクロスウォーズ オリジナルデジモンコンテスト受賞作品。
アニメ『デジモンクロスウォーズ』に登場。

### カノーヴァイスモン
- 英名:Canoweissmon / 世代:完全体[8] / タイプ(種族):天竜型 / 属性:ワクチン
- 必殺技:ガリアフィッシャー、ドラゴニア、メテオルクス、グランノヴァ / 得意技:

『バイタルブレス デジタルモンスター』のDimカード「ガンマモン」で初登場。
ガンマモンの完全体。燃え滾る心の炎がさらに激しさを増したことで高純度の白い体表となった大翼を持つ天竜型デジモン。多彩な戦技を身につけており、パワーでもスピードでも正々堂々の勝負を好み、戦いが白熱するほどに歓喜の表情を見せる。しかし不正や非道な行いは許さず、それを踏み越える正道で相対する。
戦いの中で限界を超越する力を引き出すと全身が白光に煌めき、別次元のデジタルワールドからも感知できるほどの光度になるという。
戦闘では低純度のクロンデジゾイドならば簡単に断ち割る威力を誇る強靭な爪で敵を切り裂く。他にも羽を閉じて光弾のように突撃する技や、広げた羽から輝きが流星群となって遠距離でも対応可能な攻撃をする。最大の必殺技は、全身の力を集め口から最光度の火球を放ち、究極体であろうとも焦熱の星で包み込むという。
『バイタルブレス デジタルモンスター』の専用アプリ『デジタルモンスター バイタルブレスラボ』にてデータおよび詳細設定が判明し、2022年5月15日にデジモンウェブのデジモン図鑑に追加された。
アニメ『デジモンゴーストゲーム』では天ノ河宙のパートナーデジモンであるガンマモンの完全体として第25話から登場（OP映像では第26話から登場）。声は沢城みゆき。
必殺技
ガリアフィッシャー
アニメ『デジモンゴーストゲーム』では第26話、第28話で使用。
ドラゴニア
アニメ『デジモンゴーストゲーム』では第25話、第28話で使用。
メテオルクス
アニメ『デジモンゴーストゲーム』では第29話で使用。

### カブキモン
- 英名:Kabukimon / 世代:アーマー体（カードゲームでは成熟期、ゲーム『デジモンストーリー サンバースト&ムーンライト』では完全体） / タイプ(種族):突然変異型 / 属性:フリー
- 必殺技:桜吹雪、連獅子 / 得意技:

テイルモンが純真のデジメンタルで進化を遂げたアーマー体の突然変異型デジモン。歌舞伎役者のような姿をしている。頭と両手に大輪を咲かせており、2本足で歩行する。普段は腰を落とし見得をきった状態で両足をしっかり地につけ養分を摂取する。植物系には珍しく太陽の下を嫌い、通常は物陰に潜むようにしている反面、ライトアップされた空間を好む。人目につくような変わった身なりや行動をするのが特徴で、立ち振る舞いは異様でもあり華美である。バトル中の色めいた振る舞いと、見せ場を心得た見得のきり方は、対戦相手も一瞬たじろぐ美しさを持っている。
アニメ『デジモンアドベンチャー:』では第53話、第60話、第64話、第67話（最終話）で登場。声は遠近孝一。

### カプリモン
- 英名:Kapurimon / 世代:幼年期II / タイプ(種族):レッサー型 / 属性:
- 必殺技:ハウリングヘルツ / 得意技:

『デジモンペンデュラム5』で初登場。
金属製のヘルメットを被った小型の幼年期デジモン。ヘルメットに付いている2本の角の中にはあらゆる電波や音を受信できるアンテナを持っている。カプリモンは視力が弱く、口から超音波を出して、戻ってくる音波で前方の対象物を認識する、コウモリのような特性を持っている。そのために、カプリモンは昼夜関係無く行動することができ、このヘルメットから放つ電波で周辺の状況を把握する。
アニメ『デジモンテイマーズ』、『デジモンフロンティア』に登場。

### ガムドラモン
- 英名:Gumdramon / 世代:成長期（クロスウォーズ） / タイプ(種族):小竜型 / 属性:ワクチン
- 必殺技:ランガムブレイク、ジャックドハンマー、ファイアーボルテクス / 得意技:

アニメ『デジモンクロスウォーズ～時を駆ける少年ハンターたち～』で初登場。
先端がハンマーのようになっている伸縮自在でどこまでもしなやかな「尻尾槌（しっぽづち）」を持つ小竜型デジモン。体がとても柔らかく弾力性もあり、全身をバネのように使って素早くダイナミックに動き回ることが可能で、低速ながらも背中の小さな羽で走る程度のスピードで飛行もできる。
性格はとてもやんちゃで目立ちたがりで、目立つためならあえて危険な現場やどんな危険な場面でもど真ん中に飛び込んでは暴れ回り、誰よりも目立つまで止まらない。
秘められた潜在能力は計り知れないと言われるが、普段は尻尾にはめられた「緊箍児（きんこじ）」によってその力を抑制されている。
アニメ『デジモンクロスウォーズ～時を駆ける少年ハンターたち～』では主人公の一人である明石タギルのパートナーデジモンとして登場。声は渡辺久美子。
アニメ『デジモンゴーストゲーム』第64話ではゲストとして登場。声は川名真知子。

### カメモン
- 英名:Kamemon / 世代:成長期 / タイプ(種族):サイボーグ型 / 属性:データ
- 必殺技:ポインタ・アロー、メットタックル / 得意技:コーラガード

マウスのような甲羅を背負い大きなヘルメットを被ったカメのような姿をしたサイボーグ型デジモン。
アニメ『デジモンセイバーズ』では湯島浩のパートナーデジモンとして登場。

### カメレモン
- 英名:Chamelemon / 世代:アーマー体（カードゲームでは成熟期） / タイプ(種族):爬虫類型 / 属性:フリー
- 必殺技:タングウィップ / 得意技:ヒートアイ

アルマジモンが優しさのデジメンタルで進化を遂げたアーマー体の爬虫類型デジモン。皮膚は特殊な構造をしており、周囲の環境をスキャニングしてカメレオンのように皮膚のテクスチャを貼り替えて同化してしまう能力を持っている。隠密行動に適したデジモンで難攻不落のセキュリティを掻い潜りデータベースに進入することができる。そのために、各企業がライバル会社のデータベースに進入させて、情報を奪うために利用することがある。また、スキャン装置を内蔵した両眼を器用に動かし360度を見渡すことができる。
アニメ『デジモンフロンティア』に登場。

### カラツキヌメモン
- 英名:KaratsukiNumemon / 世代:成熟期 / タイプ(種族):甲殻類型 / 属性:ウィルス
- 必殺技:シェルズアタック、熟成ウンチ / 得意技:たいあたり、ウンチレイン

ヌメモンがデータの殻に入り、カタツムリのような姿になったデジモン。
他のヌメモンより少しだけ賢いが、臆病なためすぐに殻に閉じこもってしまう。
アニメ『デジモンフロンティア』に登場。

### カラテンモン
- 英名:Karatenmon / 世代:完全体 / タイプ(種族):魔人型 / 属性:ウィルス
- 必殺技:衝撃羽（しょうげきは） / 得意技:悟り（さとり）

修行により験力という力を身につけた大天狗デジモンに仕えると言われている烏天狗デジモン。その顔はカラスそのものである。修験道に長けており、験力（げんりき）を自在に操る。強力な呪力を封じ込めている2本の剣「伊由太加の剣（いらたかのけん）」を装備する。
「デジモンウェブドット絵コンテスト」で入賞し、採用されたデジモンである。

### カリスモン
- 英名:Callismon / 世代:究極体 / タイプ(種族):人造獣型 / 属性:ウィルス
- 必殺技:ディープフォレスト、ロデオバレット / 得意技:

漫画『デジモンアドベンチャー Vテイマー01』で登場。
グリズモンにアルカディモンの「力」のデータを組み込んで進化を遂げた人造デジモン。

### ガルゴモン
- 英名:Gargomon / 世代:成熟期 / タイプ(種族):獣人型 / 属性:ワクチン
- 必殺技:ガトリングアーム / 得意技:ダムダムアッパー

テリアモンの成熟期である獣人型デジモン。両腕にガトリングアームを装備した狩猟が得意なハンターデジモンでもある。見た目に反して、素早い動きで確実に敵を仕留める正確無比な攻撃をする。脚力が強く空高く飛び上がり、耳を広げて滑空することもできる。普段は陽気な性格だが、一旦怒ると手が付けられなくなるところがある。履いているジーンズは「D-VI’S503XX」というこだわりの一品である。
モデルは犬の一種・ガルゴ・エスパニョール。
映画『デジモンアドベンチャー02』、アニメ『デジモンテイマーズ』に登場。アニメ『デジモンテイマーズ』では李健良のパートナーデジモンであるテリアモンの成熟期として登場。

### ガルダモン
- 英名:Garudamon / 世代:完全体 / タイプ(種族):鳥人型 / 属性:ワクチン
- 必殺技:シャドーウィング、ファイアハリケーン / 得意技:イーグルクロー、クリムゾンクロー、ソニックフラップ

『デジモンペンデュラム4』で初登場。
名前の由来はガルーダだがネイティブアメリカンのような姿をした鳥人型デジモン。高い知性を持つ鳥型デジモンから進化すると言われ、大地と風の守護神として世界の平和が乱れると出現して平和へ導くとされる。レオモンの盟友。
アニメ『デジモンアドベンチャー』では武之内空のパートナーデジモンであるピヨモンの完全体として登場。
『デジモンセイバーズ』では大門知香のパートナーデジモンであるピヨモンの成熟期で巨鳥型デジモンのアクィラモンから進化した。
ゲーム『デジモンセイバーズ アナザーミッション』ではコサブロウのパートナーデジモンであるピヨモンの完全体となっている。

#### ガルダモン（X抗体）
- 英名:Garudamon X / 世代:完全体 / タイプ(種族):鳥人型 / 属性:ワクチン
- 必殺技:シャドーウィング / 得意技:イーグルクロー、グレートスピリット

ガルダモンが「X抗体」を取り込んで未知の力を引き出した姿。自然とのさらなる結び付きを得るための崇高な精神修行の末に正義と悪を見通す眼力を会得しており、邪悪な存在は遥か遠方に居ようとも見逃すことはなく、上空から超高速で大地へ急降下して襲いかかる。
自然への愛の象徴である「グレートスピリット」と呼ばれる巨大な彫刻柱のような槍を装備し、怪力をもってそれを振り回す。

### ガルフモン
- 英名:Gulfmon / 世代:究極体 / タイプ(種族):魔獣型 / 属性:ウィルス
- 必殺技:デッドスクリーム / 得意技:ブラックレクイエム

映画『デジモンテイマーズ 冒険者たちの戦い』で初登場。
メフィスモンが進化した究極体で、山のように巨大な体を持つ魔獣型デジモン。ダークエリアの最深部に潜み、地上に現れては破壊の限りを尽くす。下半身には全てを吸い込む口が付いており、飲み込んだデジモンのコアを破壊する。
映画『デジモンテイマーズ 冒険者たちの戦い』では黒幕として登場。声は小杉十郎太。
アニメ『デジモンフロンティア』で登場。
アニメ『デジモンアドベンチャー:』では第63話の過去の戦いの回想にてシルエットの状態で登場。

### カルマーラモン
- 英名:Calmaramon / 世代:ハイブリッド体（完全体相当） / タイプ(種族):水棲型 / 属性:ヴァリアブル
- 必殺技:ネーロコルソ、タイタニックチャージ / 得意技:

『ディースキャナ』で初登場。
水のビーストスピリットから誕生した闘士。イカのような触手を持つ水棲型デジモン。「海嘯の海獣戦士」の異名を持ち、水中戦だけでなく空中戦も得意とし陸上では10本の触手でヤドカリのように移動する。
アニメ『デジモンフロンティア』ではラーナモンがビーストスピリットを使って進化するデジモンとして登場。声は寺田はるひ。
アニメ『デジモンアドベンチャー:』では第21話から第23話まで登場。また、第21話でのデジ文字で「完全体」と表記されている。
アニメ『デジモンゴーストゲーム』では第40話で登場。声は名塚佳織。
なお、左目はアニメ『デジモンフロンティア』や『デジモンアドベンチャー:』では傷跡のような模様が刻まれているが、公式イラストやアニメ『デジモンゴーストゲーム』では模様はなくなっている。

### ガルムモン
- 英名:KendoGarurumon / 世代:ハイブリッド体（『デジモンペンデュラムZII』では成熟期、ゲーム『デジモンストーリー サイバースルゥース ハッカーズメモリー』では完全体） / タイプ(種族):サイボーグ型 / 属性:ヴァリアブル
- 必殺技:スピードスター、ソーラーレーザー / 得意技:

『ディースキャナ』で初登場。
光のビーストスピリットから誕生した闘士。「光速の疾獣戦士」の異名を持ち、光ファイバーネットワークに生息し、超光速で移動するサイボーグ型デジモン。忠誠を誓った相手は絶対に裏切らない非常に忠実なデジモンで、背中にウイングブレードを装備している。
英語名は「ケンドーガルルモン」（剣道とガルルモンに由来）である。
アニメ『デジモンフロンティア』では源輝二がビーストスピリットを使って進化するデジモンとして登場。声は神谷浩史。

### ガワッパモン
- 英名:Gawappamon / 世代:成熟期 / タイプ(種族):サイボーグ型 / 属性:データ
- 必殺技:DJシューター / 得意技:ガワッパンチ、ガワッパラッパー

頭にディスクのような皿を乗せた河童のような姿をして、常にヘッドホンでノリノリな音楽を聴いているデジモン。
『デジモンセイバーズ』では湯島浩のパートナーデジモンであるカメモンの成熟期として登場。

### カンガルモン
- 英名:Kangarumon / 世代:アーマー体（カードゲームでは成熟期） / タイプ(種族):哺乳類型 / 属性:フリー
- 必殺技:ジャンピングブロー / 得意技:

ブイモンが優しさのデジメンタルで進化を遂げたアーマー体。カンガルーのような姿をした哺乳類型デジモン。
陽気な性格を持ち、海岸などで軽やかなステップを踏んでいる姿が目撃されることが多い。

### ガンドラモン
- 英名:Gundramon / 世代:究極体 / タイプ(種族):マシーン型 / 属性:ウィルス
- 必殺技:ゲヴァルトシュベルマー / 得意技:プラッツェンクロイツ、デルブリッツ

全身に巨大な拳銃のような大量の銃火器を備えたハードボイルドな大型の竜に似たデジモン。
クラックチームに所属しており、ムゲンドラモンと同じく戦闘用に位置しているが、ムゲンドラモンに比べて動きが素早く、いかに離れた相手であろうと自身の射程内へ一気に詰める高い機動性を持つ。
多くのデジモンからはマグナキッドモンおよびベルスターモンと合わせて『三銃士』と称されている。

### ガンマモン
- 英名:Gammamon / 世代:成長期[9] / タイプ(種族):角竜型 / 属性:ウィルス
- 必殺技:ホーンアタック、ブレイクロー / 得意技:

『バイタルブレス デジタルモンスター』のDimカード「ガンマモン」で初登場。
非常に珍しい白い体を持つ新種の角竜型デジモン。額に硬質の二本の角を有し、それを攻撃と防御の両方に利用する。他者に対して自身の感情を出すことは少ないが、心を通わせると少しずつ懐いてくれるようになる。背中には小さな羽も生えており、それを使って少しだけ飛ぶこともできる。このガンマモンへの進化には“銀河系外の宇宙から飛んできたデジタル信号”と関係があると言われている。
2021年9月21日にデジモンウェブのデジモン図鑑に追加され、詳細設定が判明した。
アニメ『デジモンゴーストゲーム』では主人公・天ノ河宙のパートナーデジモンとして登場。声は沢城みゆき。

### ガーゴモン
- 英名:Gargoylemon / 世代:アーマー体（カードゲームでは成熟期） / タイプ(種族):魔獣型 / 属性:フリー
- 必殺技:ホワイトスタチュー / 得意技:ブラックスタチュー

『D-3』で初登場。
ブイモンが光のデジメンタルで進化したアーマー体の魔獣型デジモン。元来、悪魔系デジモンであったが、拘束具でその力を抑えられ、天使型デジモンの使い魔として使役されることがある。その拘束具による制御から解き放たれたとき、凄まじい力を発揮すると言われている。

### カードモン
- 英名:Cardmon / 世代: / タイプ(種族): / 属性:
- 必殺技: / 得意技:

ゲーム『デジモンワールド3』に登場。
身に付けているデジタルカードの枚数で世代が変わる。
- 成長期：1枚
- 成熟期：2枚
- 完全体：3枚
- 究極体：4枚

### ガードロモン
- 英名:Guardromon / 世代:成熟期 / タイプ(種族):マシーン型 / 属性:ウィルス
- 必殺技:ディストラクショングレネード / 得意技:レッドアラート

『デジモンペンデュラム5』で初登場。
「ネットキーパー」のギロモンと共に不法侵入者を撃退する警備用のマシーン型デジモン。
しかし、その機能に目をつけた悪質なハッカーによってウイルスに感染させられて、彼らの都合の良いように悪用されている。
クロンデジゾイド鉱山で働く個体は度重なる違法採掘者の襲撃に耐えられるよう特殊金属の粒子を取り込んだ結果、装甲が金色になり、防御力、攻撃力も向上したが、その一方で体全体の重量も増したため動きが鈍くなってしまっている。
アニメ『デジモンテイマーズ』において塩田博和のパートナーデジモンとして登場。オロチモンとの戦いに敗れたアンドロモンが退化したデジモンであり、その時に博和のパートナーとなる。機械的な反応をすることもあるが、博和とは似たもの同士の名コンビ。空を飛ぶことができ移動手段にもなる。

#### ガードロモン（金）
- 英名:Guardromon(Gold) / 世代:成熟期 / タイプ(種族):マシーン型 / 属性:フリー
- 必殺技:ディストラクショングレネード / 得意技:

クロンデジゾイトの鉱山を警備していたガードロモンが、度重なる違法採掘者の激しい襲撃に耐えられるように変化した姿。ガードロモンの装甲が、空気中に漂うクロンデジゾイトの粉塵データを取り込んだ結果だと言われている。その装甲は通常のガードロモンの物より耐久性が向上し、必殺技の「ディストラクショングレネード」も僅かながら出力を上げることに成功している。だが、その代わりに装甲の重量は増えてしまい、全体的に動きを鈍らせる要因となってしまった。
2021年7月14日にデジモンウェブのデジモン図鑑に追加され、詳細設定が判明した。

### ガーベモン
- 英名:Garbagemon / 世代:完全体 / タイプ(種族):突然変異型 / 属性:ウィルス
- 必殺技:ウンチバズーカ / 得意技:ダーティソーサー

『デジモンペンデュラム4』で初登場。
汚物系デジモンの完全体。空き缶で作った手のバズーカからウンチを射出して攻撃する。体を納めているゴミ箱はブラックホールになっている。
アニメ『デジモンアドベンチャー』ではピノッキモンの手下として第43話で三体出現し、リリモンと一緒に機動戦士ガンダムのパロディ（黒い三連星「俺を踏み台にしたぁ!?」という有名な台詞も言った）をやった。
アニメ『デジモンフロンティア』では第11話にて占い師の村の住民として2体が登場。1体はゴミ箱に収まっていたが、もう1体はゴミ箱から出ていた。

## き

### キウイモン
- 英名:Kiwimon / 世代:成熟期 / タイプ(種族):古代鳥型 / 属性:データ
- 必殺技:リトルペッカー / 得意技:ノーズマトック

『デジモンペンデュラム4』で初登場。
乱獲により絶滅が危惧されるデジモン。鳥でありながら植物の特性を持ち光合成が可能である。
アニメでは『デジモンアドベンチャー』、『デジモンアドベンチャー02』、『デジモンテイマーズ』、『デジモンフロンティア』に登場。
アニメ『デジモンフロンティア』では第11話にて占い師の村の住民として2体が登場。

### ギガシードラモン
- 英名:GigaSeadramon / 世代:究極体 / タイプ(種族):サイボーグ型 / 属性:データ
- 必殺技:ギガシーデストロイヤー、スカイウェーブ / 得意技:

『デジモンペンデュラムエックス』で初登場。
ホエーモンよりも長大なサイボーグ型デジモン。メタルシードラモンの性能に目をつけたクラックチームがさらなる勢力域の拡大を図るために生み出したとされ、体内に数多くのデジモンを格納することができる。
なお、メタルシードラモンに似ているが別種類のデジモンである。

### ギガスモン
- 英名:Gigasmon / 世代:ハイブリッド体（完全体相当） / タイプ(種族):鉱物型 / 属性:ヴァリアブル
- 必殺技:ハリケーンボンバー、アースクエイク / 得意技:

『ディースキャナ』で初登場。
土のビーストスピリットで誕生した闘士。「激震の巨獣戦士」の異名を持ち、セラミック以上の硬度を誇る巨人で土の成分を集めて実体化した姿だといわれている。自信過剰な性格で、戦闘中にあくびをしたりすることがある。
アニメ『デジモンフロンティア』ではグロットモンがビーストスピリットを使って進化するデジモンとして登場。声は西村朋紘。
アニメ『デジモンアドベンチャー:』では第63話の過去の戦いの回想にてシルエットの状態で登場（ガイオウモンと戦っている）。
アニメ『デジモンゴーストゲーム』では第36話で登場。声は魚建。

### ギガドラモン
- 英名:Gigadramon / 世代:完全体 / タイプ(種族):サイボーグ型 / 属性:ウィルス
- 必殺技:ジェノサイドギア / 得意技:

『デジモンワールド』で初登場。
メガドラモンの亜種。機械の翼を持つ紫色のヘビ型ドラゴンの姿をしたサイボーグ型デジモン。体色が紫になり、翼も機械化されている。メガドラモンよりも火力で勝るが機動力に劣るとされており、メガドラモンと編隊を組んで互いの欠点をカバーする。
アニメ『デジモンアドベンチャー』に登場。メガドラモンと共にムゲンドラモン配下部隊の主力を務めた。

### ギガブレイクドラモン
- 英名:Giga Breakdramon / 世代: / タイプ(種族):機竜型 / 属性:
- 必殺技:デストロイドラッシュ、インフィニティボーリング、グラビティプレス / 得意技:

アニメ『デジモンクロスウォーズ～時を駆ける少年ハンターたち～』に登場。
究極の破壊デジモンと言われる巨大な機械デジモンで、ブレイクドラモンの亜種。声は岸尾だいすけ。

### ギギモン
- 英名:Gigimon / 世代:幼年期II / タイプ(種族):レッサー型 / 属性:
- 必殺技:ホットバイト / 得意技:

アニメ『デジモンテイマーズ』で初登場。
ギルモンの幼年期。カワイイ姿に似合わず性格は攻撃的で荒々しいとされる。

### ギザモン
- 英名:Gizamon / 世代:成長期 / タイプ(種族):水棲哺乳類型 / 属性:ウィルス
- 必殺技:スパイラルエッジ、フロッグキック / 得意技:

『デジタルモンスターVer.5』で初登場。
四本の足の先が水かき状になった水棲哺乳類型デジモン。陸上では大人しいが水中では気性が荒くなり、体を高速回転させて背中の刃で敵を切り刻む。
アニメ『デジモンアドベンチャー』ではヴァンデモンの配下デジモンとして複数体が登場。
アニメ『デジモンアドベンチャー02』ではデジモンカイザーにイービルリングを嵌めさせられたデジモンとして複数体が登場。
アニメ『デジモンテイマーズ』では第6話で他のデジモンと混じって牧野留姫を自分のテイマーにしようとし、デジモンクィーンに異名を取る彼女の前に現れたデジモンの群れとしてシルエットとして登場（右側のビジョンにおり、他にはタスクモン、アクィラモン、デスメラモン、アポカリモンが映っていた）。
アニメ『デジモンフロンティア』では第11話で占い師の村の住民として登場。
アニメ『デジモンクロスウォーズ』では第1期にてネプトゥーンモンの配下デジモンとして複数体が登場。

### ギズモン
全てアニメ『デジモンセイバーズ』で初登場。
「ギズモンシリーズ」と呼ばれ、人工改造され命令通りに任務を遂行する自我の無いデジモン。
名称の由来は「新製品」という意味の英単語である「gizmo（ギズモ）」から。
データは『デジモンクルセイダー』および『デジモンカードゲーム』にて2023年2月24日に発売された拡張パック第13弾「VSロイヤルナイツ」で判明した。

#### プロトギズモン
- 英名:Proto Gizmon / 世代:成長期 / タイプ(種族):不明 / 属性:不明
- 必殺技:PTレーザー、PTへリックス / 得意技:

アニメ『デジモンセイバーズ』第24話で初登場。
赤い目から小型レーザーを放つ技と、回転して敵を切り裂く技を使う。

#### ギズモン：AT
- 英名:Gizmon：AT / 世代:成熟期 / タイプ(種族):不明 / 属性:不明
- 必殺技:ATレーザー、ATへリックス、ATハッキング / 得意技:

アニメ『デジモンセイバーズ』第22話で初登場。

#### ギズモン：XT
- 英名:Gizmon：XT / 世代:完全体 / タイプ(種族):不明 / 属性:不明
- 必殺技:XTレーザー、XTへリックス、XTハッキング / 得意技:

アニメ『デジモンセイバーズ』第25話で初登場。

### キャッチマメモン
- 英名:Catchmamemon / 世代:完全体 / タイプ(種族):突然変異型 / 属性:データ
- 必殺技:マジックアーム、ミラクルボム / 得意技:

マメモンがファイル管理用ソフト用のデータと融合した形態で、長いアームが付いたスロットマシン風のUFOのようなものに乗っている。本体のマメモンは融通が利かないほど真面目な性格で、デジタマを管理することを自分の使命だと思っており、デジタマに手を出そうとする者をそのアームで捕獲して排除している。UFOのアームは陸上を歩く脚としても応用ができる。

### キャノンドラモン
- 英名:Cannondramon / 世代:究極体 / タイプ(種族):サイボーグ型 / 属性:データ
- 必殺技:ダイナ・キャノン / 得意技:グレネードストーム

『デジモンワールド3』で初登場。
コエモンの究極体。サイボーグ化された雷竜のような姿をしており、背中の3本の大砲で広い範囲を壊滅させることができる。

### キャノンビーモン
- 英名:Cannonbeemon / 世代:完全体 / タイプ(種族):サイボーグ型 / 属性:ウィルス
- 必殺技:ニトロスティンガー / 得意技:スカイロケット∞

『デジモンペンデュラムエックス』で初登場。
ファンビーモンの完全体。身につけた巨大な武器コンテナから繰り出される弾幕と超大口径レーザー砲で秘蜜基地ローヤルベースを防衛するサイボーグ型デジモン。
漫画『デジモンネクスト』に登場。

### キャプテンフックモン
- 英名:Captain Hookmon / 世代:完全体 / タイプ(種族):海人型 / 属性:ワクチン
- 必殺技:パイレーツパニッシャー / 得意技:レイジギガアンカー、レッグリボルバー

右足には銃が仕込まれた義足、腕には錨型の銛を装備した海賊の船長のような姿をしたデジモン。一船の船長としての責任感に溢れており、時に紳士的に振る舞い、時に勇猛に相手に挑んでいくなど世渡りも非常に上手い。奇襲用の武器も装備しているが、それをわざわざ相手に忠告するなど非常に正々堂々とした性格の持ち主でもある。
アニメ『デジモンゴーストゲーム』では第18話で登場。声は堀内賢雄。

### キャロモン
- 英名:Kyaromon / 世代:幼年期II / タイプ(種族):レッサー型 / 属性:
- 必殺技:しっぽスイング / 得意技:

『デジモンアクセル』で初登場。
その体のほとんどが空洞になっている透き通った体を持った好奇心旺盛なデジモン。

### キャンドモン
- 英名:Candlemon / 世代:成長期 / タイプ(種族):火炎型 / 属性:データ
- 必殺技:ボンファイア / 得意技:メルトワックス

『デジモンペンデュラム3』で初登場。
燭台に刺さったロウソクのような外見をしているが、本体は頭部にともる火炎の部分である。

### キュウキモン
- 英名:Kyukimon / 世代:完全体 / タイプ(種族):妖獣型 / 属性:ウィルス
- 必殺技:ブレイドツイスター / 得意技:三連星

ゲーム『デジモンワールド3』で初登場。
コテモンの完全体で、両腕が鎌になった獣の姿を持つ。全身の毛が鋭い刃になっており、旋風とともに薄紅の鎌から真空の刃を放つ。
モデルは妖怪・窮奇である。
2021年6月25日にデジモンウェブのデジモン図鑑に追加され、詳細設定が判明した。

### ギュウキモン
- 英名:Gyukimon / 世代:完全体 / タイプ(種族):魔獣型 / 属性:ウィルス
- 必殺技:八束染縛（やつかせんばく）、魔塵瓢箪（まじんびょうたん）、千砲土蜘蛛（せんほうつちぐも） / 得意技:

『バイタルブレス デジタルモンスター』のDimカード「リュウダモン」で初登場。
丑のような上半身と蜘蛛のような下半身を持つ魔獣型デジモン。残忍かつ陰湿な性格で、自分の姿を見た者を何日もかけて追い回し、夜になるたび背後から奇襲を仕掛ける怪異である。
巨体に似合わず、蜘蛛の足を器用に使い音も無く静かに移動する。攻撃する時にのみ、角の先にぶら下げた鈴が音を発するため、ギュウキモンを見た者は常に鈴の音に怯えて過ごすことになる。鈴が放つ不協和音は相手の感覚を狂わせ、ギュウキモンの攻撃を一方的なものにする。
下半身の口部から吐き出す蜘蛛の糸で敵を拘束し猛毒液を吐きかける技や、腹部に備わったシリンダーを投擲し毒ガスを振りまく技や、接近を察知し遠くに逃げたデジモンに対しては左腕の武器で確実に仕留める技を持つ。
『バイタルブレス デジタルモンスター』の専用アプリ『デジタルモンスター バイタルブレスラボ』にてデータおよび詳細設定が判明し、2022年8月21日にデジモンウェブのデジモン図鑑に追加された。
アニメ『デジモンゴーストゲーム』では第39話でリュウダモンが暗黒進化した姿として登場。声は菊池正美。

### キュウビモン
- 英名:Kyubimon / 世代:成熟期 / タイプ(種族):妖獣型 / 属性:データ
- 必殺技:狐炎龍（こえんりゅう） / 得意技:鬼火玉（おにびだま）

蒼い炎を灯した九本の尾を持つデジモン。多くの修行を積んだレナモンのみが進化するとされており、『術系』の技を使う。攻撃力そのものは強くないが、強大な精神力を持っており、青白く燃え盛る四肢で天をも駆けると言われている。
『デジモンテイマーズ』では牧野留姫のパートナーデジモンであるレナモンの成熟期として登場。

#### キュウビモン（銀）
- 英名:Kyubimon（Silver） / 世代:成熟期 / タイプ(種族):妖獣型 / 属性:ワクチン
- 必殺技:狐炎龍（こえんりゅう） / 得意技:鬼火玉（おにびだま）

体が銀色のキュウビモン。通常のキュウビモンと異なり、ワクチン種となっている。

### キュピモン
- 英名:Kyupimon / 世代:幼年期II / タイプ(種族):小天使型 / 属性:
- 必殺技:エンジェルリング / 得意技:

『ペンデュラムプログレス2』で初登場。
人々に愛をもたらす“博愛の天使”と呼ばれるデジモンとされ、その姿を見ただけでデジモンは戦いをやめてしまうとされる。

### キュートモン
- 英名:Cutemon / 世代:成長期(クロスウォーズ) / タイプ(種族):妖精型 / 属性:ワクチン
- 必殺技:スーパーソニックウェーブ、ウルトラソニックウェーブ / 得意技:キズナオール、スグナオール、ヨクナオール

アニメおよび漫画『デジモンクロスウォーズ』で初登場。
寒い地域に生息するという臆病だがイタズラ好きの妖精型デジモン。ウサギのような耳で他のデジモンの接近を察知すると逃走してしまうが、悪戯しようと自分から近づくこともある。他のデジモンを癒す能力を持ち、傷ついたデジモンを気づかれないうちに治療していることもあるという。
2010年9月10日にデジモンウェブのデジモン図鑑に追加され、詳細設定が判明し、さらに2020年10月2日に世代・属性が判明した。
アニメ版および漫画『デジモンクロスウォーズ』ではメインキャラとして登場。声は桑島法子（日本語版）、ベンジャミン・ディスキン（英語版）。
アニメ『デジモンアドベンチャー:』では第54話で登場（『クロスウォーズ』の個体とは別個体）。声は『クロスウォーズ』と同じく桑島法子。

### キョキョモン
- 英名:Kyokyomon / 世代:幼年期II / タイプ(種族):レッサー型 / 属性:
- 必殺技:メタルストロー / 得意技:

リュウダモンの幼年期。ふわふわと浮かびながらヒレのような足で移動するデジモン。体は通常の9倍近く伸びる。

### ギリードゥモン
- 英名:Ghilliedhumon / 世代:完全体 / タイプ(種族):妖精型 / 属性:データ
- 必殺技:トゥルーアイズ、コアシュート / 得意技:

『VITAL BRACELET BE』のDimカード「BEMEMORY ガンマモンDim」で初登場。
森林地域に生息する狙撃を得意とする妖精型デジモン。狩猟者としての技術は非常に高く、全身を覆うカモフラージュスーツで森に溶け込み獲物に自身の位置を悟られることなく狙撃する。気性は穏やかなデジモンではあるが、自分の縄張りである猟場への執着が高いため、不用意にギリードゥモンの猟場へ踏み込んだものは警告なしで狙撃されてしまう。気配や物音を消すためにゆっくりとした動きを好むため素早く動くことは苦手である。
ギリードゥモンの目は特殊な機能を持っており、獲物デジモンの体を透過して見ることができる技で獲物デジモンのデジコアの位置を正確に把握し、愛用のライフル「ベリョータ」でデジコアを射抜き仕留める。

### ギロモン
- 英名:Giromon / 世代:完全体 / タイプ(種族):マシーン型 / 属性:ワクチン
- 必殺技:デッドリーボム / 得意技:ギロチェーンソー

『デジタルモンスターVer.3』で初登場。
「ネットキーパー」と呼ばれ、ネットワークをパトロールするサイボーグ型デジモン。電動ノコギリ・ギロチェーンソーと手投げ爆弾のデッドリーボムで侵入者を排除して回っている。追い詰められると自爆する。

### キンカクモン
- 英名:Kinkakumon / 世代:成熟期 / タイプ(種族):鬼人型 / 属性:ウィルス
- 必殺技:鬼爆葬（きばくそう）、怒気怒鬼怒灸（ドキドキドキューン） / 得意技:雷光鬼蹴（らいこうきしゅう）

黄金の鎧を身に纏い、手には「七星金棒（しちせいかなぼう）」と呼ばれる金砕棒を装備した女性型デジモン。ギンカクモンを弟に持ち、「鬼の金銀ブラザーズ」と恐れられる。
性格は強気だが、見た目によらず純情で惚れっぽく、気に入ったデジモンがいるとその相手も自分のことを好いていると思い込んでは猛烈なアタックを仕掛ける。
その癖、非常に初心かつ不器用なのでそのアプローチはかなり暴力的で、照れて舞い上がった時も、冷たくされたりした時も相手を殴っては傷つけまくっている。
アニメ『デジモンゴーストゲーム』では第10話で登場。声は小松由佳。

### ギンカクモン
- 英名:Ginkakumon / 世代:成熟期 / タイプ(種族):鬼人型 / 属性:ウィルス
- 必殺技:鬼炎弾（きえんだん）、逆撃炎弾（ぎゃくげきえんだん）、銀角突貫（ぎんかくとっかん）、金銀雷鳴撃（きんぎんらいめいげき） / 得意技:

巨大な銀の鎧で覆われた姿を持ち、背中に吸い込んだデジモンを酒に変える瓢箪「紅葫蘆」を背負った鬼人型デジモン。キンカクモンの弟で、「鬼の金銀ブラザーズ」と恐れられる。
姉のキンカクモンとは対照的に無口な性格だが、姉のことを強く慕っており、彼女を静かに見守りつつも破廉恥な輩が近づこうものなら山を突き動かすほどの力で排除してしまう。
腹部にはコクピットのような器官があり、ここに姉が入るとギンカクモンはパワーアップできる。ギンカクモンにとってはその時間が至福の時だという。
アニメ『デジモンゴーストゲーム』では第10話で登場。声は稲田徹。また、キンカクモンのことを「姉貴」と呼んでいる。

#### ギンカクモンプロモート
- 英名:Ginkakumon Promote / 世代:成熟期 / タイプ(種族):鬼人型 / 属性:ウィルス
- 必殺技:火電鬼爆波（ひでんきばくは） / 得意技:

ギンカクモンと彼に乗り込むキンカクモンの怒りが頂点に達した形態で、キンカクモンの直感力による操縦性とギンカクモンのパワーが向上している。

### キングエテモン
- 英名:KingEtemon / 世代:究極体 / タイプ(種族):パペット型 / 属性:ウィルス
- 必殺技:猿芝居 / 得意技:キングモンキック

エテモンの進化形態の一つで、全身に金色のローブを纏い王冠を被っている。
ロイヤルナイツの名を騙る自称キングオブキングスだが、他のデジモンからは白い目で見られている。

### キングチェスモン
- 英名:KingChessmon / 世代:究極体 / タイプ(種族):パペット型 / 属性:ウィルス
- 必殺技:チェックメイト / 得意技:キングダッシュ

『デジヴァイスバースト』で初登場。
チェスの駒の1つ「キング」をモデルとしたパペット型デジモン。「王（キング）」の名を持つが、戦闘の際はすぐに逃げ出す小心者。

### キングハンギョモン
- 英名: / 世代: / タイプ(種族): / 属性:
- 必殺技: / 得意技:

『デジモンワールド3』に登場。

### キングホエーモン
- 英名:King Whamon / 世代:究極体 / タイプ(種族):水棲哺乳類型 / 属性:ワクチン
- 必殺技: / 得意技:

アニメ『デジモンクロスウォーズ』で初登場。
通常のホエーモンより一回り大きく、体色は白で、頭部が岩や植物で覆われている。
『デジモンカードゲーム』ではデータが存在している。

### ギンリュウモン
- 英名:Ginryumon / 世代:成熟期 / タイプ(種族):獣竜型 / 属性:ワクチン
- 必殺技:徹甲刃 / 得意技:

リュウダモンの成熟期で額に旧式のインターフェースを持つ獣竜型デジモン。宙を舞いながら敵の攻撃を受け流したり、瞬時に敵の攻撃を見切ったりと高い精神力も合わせ持つ。

### キーモン
- 英名:Kiimon / 世代:幼年期I / タイプ(種族):スライム型 / 属性:
- 必殺技:プシュー / 得意技:

ネーモンの幼年期に当たる目つきの悪い幼年期のスライム型デジモン。群れるのを好まず、常に一匹だけでどこかに潜んでおり、他のデジモンに対しては隠れたところからちょっかいを出す。

## く

### クアトルモン
- 英名:Quetzalmon / 世代:アーマー体（カードゲームでは成熟期） / タイプ(種族):幻獣型 / 属性:フリー（『デジモンペンデュラムZ』ではワクチン種）
- 必殺技:フリーズウェーブ / 得意技:

『D-3』で初登場。
ワームモンが光のデジメンタルで進化したアーマー体。太陽と風の化身とされる神聖なデジモンだが、怒らせると呪い殺されるという逸話もある。非好戦的な性格。
ワンダースワン専用ソフト『ブレイブテイマー』で登場。
アニメ『デジモンセイバーズ』ではナナミと融合したバイオデジモンとして登場。

### クイーンチェスモン
- 英名:QueenChessmon / 世代:究極体 / タイプ(種族):パペット型 / 属性:ウィルス
- 必殺技:ハートブレイカー、グランドクリケット / 得意技:クィーンスタンプ

『デジヴァイスバースト』で初登場。
チェスの駒の1つ「クイーン」をモデルとしたパペット型デジモン。チェスモンシリーズの中では最強の力を持つ。その凄まじさは非道とも言われている。口癖は「チェスの神よ、許したまえ」。

### クオーツモン
- 英名:Quartzmon / 世代:究極体 / タイプ(種族):種族不明 / 属性:不明
- 必殺技:ギュプト粒子砲、ルーインブラスト（「破滅の爆薬」とも呼ばれる） / 得意技:

アニメ『デジモンクロスウォーズ～時を駆けるハンターたち～』でラスボスとして初登場。
表情のない魔人のような上半身だけの本体と四本の足で支えられた漆黒の天球儀のような「大邪球」と呼ばれる部位で構成される超巨大なデジモン。全世界のあらゆるデータを取り込むことを目的とし、その吸収したデータを下部の大邪球で自身のエネルギーとなるギュプト粒子に変換してしまう。
本体は大邪球と分離しての活動が可能であり、その本体は他のデジモンに化けて相手を欺くことができる。
アニメ『デジモンクロスウォーズ～時を駆けるハンターたち～』ではラスボスとして登場。声は櫻井孝宏。

### クズハモン
- 英名:Kuzuhamon / 世代:究極体 / タイプ(種族):神人型 / 属性:データ
- 必殺技:裏飯綱（うらいづな）、胎蔵界曼荼羅（たいぞうかいまんだら） / 得意技:

『ディーアーク』で初登場。
サクヤモンの亜種だが、通常の狐系デジモンはほとんどこのクズハモンに進化するとされる。
神道、陰陽道、修験道などの古代魔法を操り、一匹だけ管狐を持っている。
サクヤモン同様、神事を行う際には巫女装束となる。
名前の由来は安倍晴明の母「葛の葉」。
ゲーム『デジモンワールド -next 0rder-』で登場。声は潘めぐみ。

#### クズハモン：巫女モード
- 英名:Kuzuhamon Maid Mode / 世代:究極体 / タイプ(種族):神人型 / 属性:データ
- 必殺技:裏飯綱（うらいづな）、胎蔵界曼荼羅（たいぞうかいまんだら） / 得意技:

ゲーム『デジモンコレクターズ』で初登場。
クズハモンが神事の奉仕をおこない神の意志を聞くときの姿。巫女形態で戦うことは少ないが、邪気をはらう力が強くなっている。
2019年1月25日にデジモンウェブのデジモン図鑑に追加され、詳細設定が判明した。

### グソクモン
- 英名:Gusokumon / 世代:完全体 / タイプ(種族):甲殻類型 / 属性:ワクチン
- 必殺技:ブラントクロー、コロニートーピード / 得意技:

光の差さないほどの深海の底に生息する甲殻類型デジモン。時折海底に沈んできた弱ったデジモンを餌にして生活している。
自発的に動くことはほとんどなく、僅かなエネルギーだけでも長期間生存できる長寿のデジモンとしても知られている。
外敵に対しては前脚の鋭利なクローや甲殻から撃ち出す小魚型の生体魚雷弾で応戦する。
2020年6月15日にデジモンウェブのデジモン図鑑に追加され、詳細設定が判明した。

### クダモン
- 英名:Kudamon / 世代:成長期 / タイプ(種族):聖獣型 / 属性:ワクチン
- 必殺技:弾丸旋風、絶光衝 / 得意技:

『デジモンアクセル』で初登場。
白くて細長い体から前足を生やした狐の姿をしている。左耳には聖なる力を込めたイヤリングを溜めている。いつも薬莢に巻き付いている。
管狐がモデル。

#### クダモン（セイバーズ）
- 英名:Kudamon（Savers） / 世代:成長期 / タイプ(種族):聖獣型 / 属性:ワクチン
- 必殺技:弾丸旋風、絶光衝 / 得意技:ホーリーショット

『デジヴァイスiC』で初登場。
通常と違い後ろ足が生えて、尻尾に薬莢が填まっている。
アニメ『デジモンセイバーズ』ではDATSの隊長である薩摩廉太郎のパートナーデジモンとして登場。声は葛城七穂（日本語版）、サム・リーゲル（英語版）。なお、声優は日本語版では女性が担当していたが、英語版では男性が担当している。
ゲーム『デジモンリアライズ』では小日向真由（声 - 田中美海）のパートナーデジモンとして登場。声は伊瀬茉莉也。

### クティーラモン
- 英名:Cthyllamon / 世代:究極体 / タイプ(種族):妖精型 / 属性:ウィルス
- 必殺技:バッカルラッシュ、オーシャンヘル、アクアグラインダー / 得意技:

アニメ『デジモンゴーストゲーム』で初登場。
ネットの海の深部に生息し、暗い海の中で胸のドクロ模様だけが不気味に浮かび上がって見えることから別名「海の死霊」と呼ばれている。自ら戦うことに積極的ではなく、自身より程度の低い水棲デジモンを洗脳して使役する、姑息でずる賢い性質を持つ。その姿形と滅多に見られない存在であることから、マリンエンジェモンと類似している点も多いが、関係性は今のところ不明である。
深海の暗闇のような底知れぬ恐怖のオーラで戦意を奪い、時にこれを受けたデジモンを彼の傀儡に成り下がらせる技を繰り出す他、口を大きく開いて鞭のようにしなる三本の長い舌で攻撃する技や、激しい渦潮を発生させ、ドリルのように相手の身体を削ぐ技は、その小さな体躯からは想像し得ない破壊力を持つ。
2023年1月22日にデジモンウェブのデジモン図鑑に追加され、詳細設定が判明した。
アニメ『デジモンゴーストゲーム』では第60話で登場。声は石上静香。

### クネモン
- 英名:Kunemon / 世代:成長期 / タイプ(種族):幼虫型 / 属性:ウィルス
- 必殺技:エレクトリックスレッド / 得意技:いじわる

『デジタルモンスターVer.3』で初登場。
イジワルな性格をした幼虫型デジモン。頭部のイナズマ模様は目の役割を果たしていると考えられている。口から吐き出す糸エレクトリックスレッドは帯電繊維である。

### グミモン
- 英名:Gummymon / 世代:幼年期II / タイプ(種族):レッサー型 / 属性:
- 必殺技:ダブルボブル / 得意技:

アニメ『デジモンテイマーズ』で初登場。
テリアモンの幼年期で、ゼリモンが成長したデジモン。とても元気な性格はゼリモン譲りで、明朗活発である。成長はしているが、相変わらず体の体組織は不安定でプニプニしているが、ゼリモン同様角の部分は硬くなっていて頭突きで敵を威嚇する。ゼリモンからの大きな変化は体と耳らしきものが頭部より出ている。
アニメ『デジモンフロンティア』では第11話にて占い師の村の住民として2体が登場。

### クライモン
- 英名:climbmon / 世代:完全体 / タイプ(種族):昆虫型 / 属性:ウィルス
- 必殺技:クラックハーケン、ダイナミックサイファー、擬遁アイソレーション / 得意技:

『バイタルブレス デジタルモンスター』のDimカード「インパルスシティ」で初登場。
ボルダリング用のコースデータを反映して進化した昆虫型デジモンで、一部の腕が長いツルハシ状のものとなっている。
そのツルハシの腕を壁面に突き刺して壁を駆け上り、あるいは羽裏に隠し持ったクナイ状のハーケンを岸壁に打ち込んでそれをホールド代わりにすることでどんな場所にも張り付くことができ、いかに険しい地形であろうと忍者のように素早く華麗に移動する。
体を周囲の環境に合わせて擬態する能力を持ち、音もなく忍び寄って相手を奇襲する戦法を得意とする。
『バイタルブレス デジタルモンスター』の専用アプリ『デジタルモンスター バイタルブレスラボ』にてデータおよび詳細設定が判明し、2021年4月2日にデジモンウェブのデジモン図鑑に追加された。

### グラウモン
- 英名:Growlmon / 世代:成熟期 / タイプ(種族):魔竜型 / 属性:ウィルス
- 必殺技:エキゾーストフレイム / 得意技:プラズマブレイド

“深紅の魔竜”と呼ばれる野性的で凶暴なデジモン。しかし、育て方によっては従順で正義感の強いデジモンになるとも言われている。
アニメ『デジモンテイマーズ』では松田啓人のパートナーデジモンであるギルモンの成熟期として登場。

#### グラウモン（X抗体）
- 英名:Growlmon X / 世代:成熟期 / タイプ(種族):魔竜型 / 属性:ウィルス
- 必殺技:エキゾーストフレイム / 得意技:プラズマブレイド、ライデンブレイド

グラウモンが「X抗体」を取り込んで未知なる力を引き出した姿。デジタルハザード”級の凄まじい力を受け入れているが、ウィルス種としての攻撃本能も向上しているため、成長次第ではそのパワーを制御できず凶暴化してしまう。
肘から発生させるエネルギーの出力は格段に強化されている。
2021年6月30日にデジモンウェブのデジモン図鑑に追加され、詳細設定が判明した。

### グラウンドラモン
- 英名:Groundramon / 世代:完全体 / タイプ(種族):地竜型 / 属性:ウィルス
- 必殺技:スクラップレスクロー / 得意技:メガトンハンマークラッシュ、ギガクラック

背中に翼が変化した大きな腕を持つ地下を生息域とする地竜型デジモン。
性格は極めて凶暴であり、出会った者はほとんど命を落としているためファンロン鋼を主食にしていること以外に詳細な生態は分かっていない。

### グラップレオモン
- 英名:GrapLeomon / 世代:完全体 / タイプ(種族):獣人型 / 属性:ワクチン
- 必殺技:獅子獣波斬 / 得意技:旋風タービン蹴り

様々な格闘ゲームのデータを取り込んでオリジナルの奥義を編み出した格闘系獣人型デジモン。レオモン種特有の強い精神力で四肢のタービン高速回転させ変幻自在の攻撃を繰り出す。
ゲーム『デジモンリアライズ』では玉田慧斗（声 - 入野自由）のパートナーデジモンであるエレキモンの完全体として登場。シーズン1の第15話で初進化した。声は畠中祐。

### クラヴィスエンジェモン
- 英名:ClavisAngemon / 世代:究極体 / タイプ(種族):力天使型 / 属性:ワクチン
- 必殺技:ザ・キー / 得意技:

『デジモンワールドX』で初登場。
360の扉を持つゼニスゲートの守護者たる力天使型デジモン。鍵のような武器を持ち“神々の隊列”を編成して任務を全うする。

### グラディモン
- 英名:Gladimon / 世代:成熟期 / タイプ(種族):戦士型 / 属性:ワクチン
- 必殺技:ホイールラッシュ、ソードダンサー / 得意技:

ナイツへの可能性を秘めた軽装に身を固めた見習い戦士デジモン。時には仲間と連携して小隊を作っての集団的な戦法も行うことができ、その際の戦闘能力も高い。
2021年5月12日にデジモンウェブのデジモン図鑑に追加され、詳細設定が判明した。

### グラビモン
- 英名:Gravimon / 世代:完全体（クロスウォーズ） / タイプ(種族):種族不明 / 属性:ウィルス
- 必殺技:ハイグラビティープレッシャー、グラビティー・バン / 得意技:オクタグラビティ

アニメ『デジモンクロスウォーズ～悪のデスジェネラルと七つの王国～』で初登場。
ビッグデスターズの土神軍団将軍（モチーフは土曜日）。全身に包帯を巻いた細身の男性のような姿を持ち、その体から8本の触手に似たコードが伸びている。
その名の通り重力を自在に操る能力を持つと同時に高い知略性も兼ね備え、大局を見渡せる知謀を持って戦況を思うがままにコントロールする優れた策士である。その計略の見事さは「知謀、湧くが如し」（この言葉はタクティモンも評されているが、「知謀、泉が如く湧くがごとし」となっている）と言われるほどで、定石、奇策を織り交ぜて敵軍を翻弄する。しかし、その戦略は非常に冷酷極まりなく、自分が刺激ある作戦を楽しむためだけに戦場を半ば実験場代わりにしている。
神獣型のデジモンが大半を占める強力な軍団を有しているが、自身の力も強大で、その気になればこの星を半壊状態に追いやれるほどのパワーを発揮できるとされるも、これは自分自身も消滅させてしまいかねないほど危険なものと言われている。
2011年10月7日にデジモンウェブのデジモン図鑑に追加され、詳細設定が判明し、さらに2020年10月2日に世代・属性が判明した。
アニメ『デジモンクロスウォーズ～悪のデスジェネラルと七つの王国～』ではバグラ軍の新幹部であるデスジェネラルの一人として登場。声は中原茂（日本語版）、ブライアン・ビーコック（英語版）。
漫画『デジモンクロスウォーズ』本編では登場しなかったが、単行本第3巻のカバー裏に収録されているオマケ漫画「ばぐら家の横顔 第0回」で登場し、「お料理将軍・土鍋のグラビモン」になった（単行本第2巻のカバー裏では未登場）。
アニメ『デジモンアドベンチャー:』では第61話、第64話にて登場（『クロスウォーズ』の個体とは別個体）。本作品では善良なデジモンとして描かれた。声は『クロスウォーズ』と同じく中原茂だが、声があったのは第61話のみ。
得意技
オクタグラビティ
アニメ『デジモンクロスウォーズ～悪のデスジェネラルと七つの王国～』では第12話（通算第42話）、第14話（通算第44話）、第20話（通算第50話）、第21話（通算第51話）で使用（第20話（通算第50話）では心を失った状態で使用した）。その時は公式設定とは違い、8本の触手からレーザーを撃つ攻撃になっている。
アニメ『デジモンアドベンチャー:』では第61話で使用。その時は公式設定と同じ内容の描写となった。
必殺技
ハイグラビティープレッシャー
アニメ『デジモンクロスウォーズ～悪のデスジェネラルと七つの王国～』では第12話（通算第42話）、第14話（通算第44話）で使用。
アニメ『デジモンアドベンチャー:』では第61話終了後のミニコーナーである『デジモン大図鑑』で表記されている。
英語版での名称はHigh Gravity Grip（ハイグラビティーグリップ）。
グラビティー・バン
アニメ『デジモンクロスウォーズ～悪のデスジェネラルと七つの王国～』では第13話（通算第43話）で使用（ただし、技の表記は無い）。
アニメ『デジモンアドベンチャー:』では第61話終了後のミニコーナーである『デジモン大図鑑』で表記されている。

### クラモン
- 英名:Kuramon / 世代:幼年期I / タイプ(種族):種族不明 / 属性:不明
- 必殺技:グレアーアイ / 得意技:

不気味な一つだけの目が特徴の幼年期Iデジモン。大量のクラモンが融合することでアーマゲモンが誕生する。

### グランクワガーモン
- 英名:GranKuwagamon / 世代:究極体 / タイプ(種族):昆虫型 / 属性:ウィルス
- 必殺技:ディメンジョンシザー / 得意技:カタストロフィ

『D-3』で初登場。
クワガーモン系の究極形態。デジタルワールドの森林の奥深くに生息しているため『深き森の悪魔』と呼ばれている。ヘラクルカブテリモンとは宿命のライバルである。
アニメ『デジモンクロスウォーズ』では第19話にてコンゴウモンの部下として数百体の大群である「グランクワガーモン部隊」として登場。
漫画『デジモンクロスウォーズ』では第16話にてジュピターゾーンでの戦いで登場したデジモンの1体として登場。

#### グランディスクワガーモン
- 英名:GrandisKuwagamon / 世代:究極体 / タイプ(種族):昆虫型 / 属性:ウィルス
- 必殺技:グランディスシザー / 得意技:グランキラー

『デジモンペンデュラムエックス』で初登場。
グランクワガーモンの一部の強者が到達すると言われる形態。両腕の爪は「グランキラー」と呼ばれる。
アニメ『デジモンクロスウォーズ～悪のデスジェネラルと七つの王国～』では第5話（通算第35話）にてザミエールモンの配下デジモンとして登場。声は岸尾だいすけ（日本語版）、クリストファー・コーリー・スミス（英語版）。

### グランドジェネラモン
- 英名:GrandGeneramon / 世代: / タイプ(種族):特異型 / 属性:
- 必殺技: / 得意技:

アニメ『デジモンクロスウォーズ～悪のデスジェネラルと七つの王国～』での初登場を経てARカードゲーム『デジモンジントリックス』でも登場。
ドルビックモン、ネオヴァンデモン、ザミエールモン、スプラッシュモン、オレーグモン、グラビモン、アポロモンが圧縮することなくそのまま強制デジクロスされた姿。自我や心を持たず、視界に入る者に向けて元となった7体の必殺技を繰り出す。
上半身がドルビックモン、胴体と尾がザミエールモン、下半身がスプラッシュモン、右腕がオレーグモンとグラビモン、左腕がネオヴァンデモンとアポロモン、背部がアポロモン、翼がネオヴァンデモンで構成される。
アニメ『デジモンクロスウォーズ～悪のデスジェネラルと七つの王国～』ではダークストーンの力によって蘇った七人のデスジェネラル達（ダークナイトモンは「オールデスジェネラル」と呼んでいる）が、ダークナイトモンのダークネスローダーによって強制デジクロスした姿として登場。本作品ではオレーグモンとアポロモンのパーツが無くなっている状態も披露している（右腕がグラビモン、左腕がネオヴァンデモンで構成される）。
『デジモンジントリックス』では特異型デジモンと表記されている。

### グランドラクモン
- 英名:Grand Dracmon / 世代:究極体 / タイプ(種族):魔獣型 / 属性:ウィルス
- 必殺技:クリスタルレボリューション、アイオブザゴーゴン / 得意技:

『デジモンアクセル』で初登場。
吸血鬼型デジモンの帝王で、かの七大魔王すら手出しできないほどの力を有すると言われる。
性格は極めて紳士的で、さらにその声には魅了の力を秘めており、討伐に向かった天使型デジモンを次々と堕天させてきたとされる。不死身に近い体を持ち、ダークエリアの創世に関係しているとも、デクスリューションについて何らかの情報を持っているとも目されている。

### グランドロコモン
- 英名:Grand Locomon / 世代:究極体 / タイプ(種族):マシーン型 / 属性:データ
- 必殺技:デストロイドクラッシュ / 得意技:リミテッドエキスプレスアタック

映画『デジモンテイマーズ 暴走デジモン特急』で初登場。
ロコモンが速さを求めて進化した姿。競争心の塊で、線路が無くとも延々と走り続ける。
映画『デジモンテイマーズ 暴走デジモン特急』で登場。声は望月祐多。
アニメ『デジモンクロスウォーズ』ではダストゾーンで登場。

### クリアアグモン
- 英名:ClearAgumon / 世代:成長期 / タイプ(種族):パペット型 / 属性:ワクチン
- 必殺技:プレシャスフレア、ドリームミサイル / 得意技:

トイアグモンの亜種。体を構成するブロックが半透明になっている。
トイアグモンの中でも特に希少な存在であり、その個体比率は1000分の1だと言われている。
2021年3月29日にデジモンウェブのデジモン図鑑に追加され、詳細設定が判明した。

### クリサリモン
- 英名:Chrysalimon / 世代:成熟期 / タイプ(種族):種族不明 / 属性:不明
- 必殺技:データクラッシャー / 得意技:

エネルギーを蓄えているサナギの状態であり全く移動することが出来ないが、ワイヤ状の触手で触れたデータを破壊するため攻撃能力は高い。

### クリスペイルドラモン
- 英名:Cryspaledramon / 世代:完全体 / タイプ(種族):竜人型 / 属性:データ
- 必殺技:フローズンクロー、カロスディメンション / 得意技:

ペイルドラモンの中でも限られた者だけがこの姿に進化できるといわれる竜人型デジモン。全身を包む氷の外殻はさらに発達してより強固な甲冑と化しており、防御力と攻撃力が大幅に強化されただけでなく、翼についている大きな氷柱によって耐熱性も高まったことでいかなる高熱のデジモンを前にしても身体に変化はなく自分を保てるようになった。
スラスターからは冷気を噴出することで気流さえも制御することで、たとえ吹雪の中でも高速で飛行が可能になっている。
2019年12月2日にデジモンウェブのデジモン図鑑に追加され、詳細設定が判明した。

### グリズモン
- 英名:Gryzmon / 世代:成熟期 / タイプ(種族):獣型 / 属性:ワクチン
- 必殺技:当身返し / 得意技:

明らかに大きな体、殺傷能力を秘めた牙と爪、見た目は凶暴だが正々堂々とした武闘家の精神を持った獣型デジモン。体の割に素早く敵の攻撃を避けたり、受け流すなど、攻撃に頼らない抜群の格闘センスを持っている。決してグリズモンから争いを起こすことは無いが、ひとたび怒らせると二足で立ち上がり重量級の前足「熊爪」を殴り落す。この一撃だけでほとんどのデジモンが致命傷を負うほどのパワーの持ち主でもある。この「熊爪」を真似てワルもんざえもんが「ベアクロー」を装備しているらしい。

### グリフォモン
- 英名:Gryphonmon / 世代:究極体 / タイプ(種族):幻獣型 / 属性:データ
- 必殺技:スーパーソニックボイス / 得意技:メビウスバイト

『デジモンペンデュラム4』で初登場。
山岳地帯や砂漠地帯の遺跡を護る幻獣型デジモン。グリフォンをモデルにしており鳥・獣・蛇のデータを合成している。
漫画『デジモンアドベンチャー Vテイマー01』では彩羽ネオの乗り物として登場していた。

### グリムモン
- 英名:Grimmon / 世代:成熟期 / タイプ(種族):悪魔竜型デジモン / 属性:
- 必殺技:クロノ・ディストラクション / 得意技:コールバード、コールヤンマ

ゲーム『デジモンストーリー サンバースト&ムーンライト』で初登場。
デジモンを退化させる能力を持つ悪魔竜型デジモン。

### クリモン
- 英名:Curimon / 世代:幼年期I / タイプ(種族):スライム型 / 属性:
- 必殺技:泡 / 得意技:

『バイタルブレス デジタルモンスター』のDimカード「ガンマモン」で初登場。
額の1本角とその後ろの大きな襟飾りが特徴的な幼年期のデジモン。デジタマの状態でも跳ねているほどに活発的で、孵化した後も元気いっぱいに動き回る。角や襟飾りはまだ未成熟で柔らかいため武器にはならないが、激しく動いた時のバランス調整や何かにぶつかった際に身を守るのに役立っている。近づいてくる敵には泡を出して雄々しく威嚇する。
2021年9月21日にデジモンウェブのデジモン図鑑に追加され、詳細設定が判明した。

### グリモン
- 英名:Gurimon / 世代:幼年期II / タイプ(種族):レッサー型 / 属性:
- 必殺技:チクチクアタック / 得意技:

『バイタルブレス デジタルモンスター』のDimカード「ガンマモン」で初登場。
クリモンが成長した幼年期のデジモン。額の角が2本になり、襟飾りも硬い扇形の形状に発達、まだ柔らかい体を守れるようになった他、自分を大きく見せる効果も生まれている。
元気に跳ね回りながら硬そうな岩を見つけると、それを壊そうと頭突きを繰り出し、それで壊れなかった岩に出会うとむしろ喜んでさらに強くなろうと元気を爆発させ、また激しく駆け回る。
2021年9月21日にデジモンウェブのデジモン図鑑に追加され、詳細設定が判明した。

### グルスガンマモン
- 英名:GulusGammamon / 世代:成熟期[10] / タイプ(種族):竜人型 / 属性:ウィルス
- 必殺技:ダークパレス、デスデモーナ、デッドエンドスキュアー / 得意技:

『バイタルブレス デジタルモンスター』のDimカード「ガンマモン」で初登場。
ガンマモンの精神に秘められていた邪悪な心が解放されて進化した凶暴な成熟期の竜人型デジモン。戦うことにしか興味を持たず、他者からの干渉を受けることも拒む極めて好戦的な性格となっている。目に見える相手に掴みかかり、その息の根を止めるまで攻撃をやめず、自らの手足が潰れても構うことなく戦闘を続ける。
両手からは闇の炎を発生させ、尻尾の先は鋭利な形状となり、これで敵の急所を貫いて仕留める。
『バイタルブレス デジタルモンスター』の専用アプリ『デジタルモンスター バイタルブレスラボ』ではデータおよび詳細設定が判明し、2022年1月9日にデジモンウェブのデジモン図鑑に追加された。
アニメ『デジモンゴーストゲーム』では天ノ河宙のパートナーデジモンであるガンマモンの成熟期の一つであり、暗黒進化した姿として第13話、第21話、第42話、第59話、第66話、第67話で登場。声は沢城みゆき。また、本作品でパートナーデジモンの中で唯一技名を言っているデジモンとなっている（通常はパートナーの人間が言う）。また、それ以前にはOP映像および本編第1話と第9話ではシルエットの状態で登場し、後にOP映像では第36話からシルエットが外され、「デスデモーナ」を放っている。
必殺技
ダークパレス
アニメ『デジモンゴーストゲーム』では第13話で使用（ただし、不発に終わっている）。
デスデモーナ
アニメ『デジモンゴーストゲーム』では第21話で使用。
デッドエンドスキュアー
アニメ『デジモンゴーストゲーム』では第13話や第42話で使用。

### クルモン
- 英名:Calumon / 世代:幼年期（デジモン図鑑では不明） / タイプ(種族):聖獣型（デジモン図鑑では不明） / 属性:ワクチン（デジモン図鑑では不明）
- 必殺技:シャイニングエボリューション / 得意技:

アニメ『デジモンテイマーズ』で初登場。
声は金田朋子。愛くるしい姿をしており耳は感情に呼応して伸縮する。
本当は「デジ・エンテレケイア」という、デジモンに進化の光をもたらすもので、デジノームによってデジモンにされた。よって他のデジモンとは生まれが異なるため、定義的にデジモンといえるのかどうかは分からない。
ゲーム『デジモンストーリー ロストエボリューション』では厳しい条件を満たした上でプロットモンからの退化によって生まれる。
2021年5月17日にデジモンウェブのデジモン図鑑に追加され、詳細設定が判明した。

### グルルモン
- 英名:Gururumon / 世代:成熟期 / タイプ(種族):獣型 / 属性:ワクチン・ウィルス
- 必殺技:カオスファイアー / 得意技:キラーバイト、デスムーンサルト

ガルルモンの亜種。凶暴な性格で常に争いを繰り返しているとされている。洞窟に棲む。

### グレイスノヴァモン
- 英名:GraceNovamon / 世代:究極体 / タイプ(種族):銀河型 / 属性:ワクチン
- 必殺技:エクリプスフィンガー、カリュドーンアルクス / 得意技:

かつてデジタルワールド・イリアスが未曾有の危機に見舞われた際にオリンポス十二神のうちの二体であるアポロモンとディアナモンが合体して誕生したと言われる幻の銀河型デジモン。アポロモンが持つ太陽のエネルギーとディアナモンが持つ月のエネルギーの相反する力を衝突させてビッグバン級のエネルギーを構築し生み出せるとされている。このことからグレイスノヴァモン自体が独立した銀河になっていると推測されており、そのデータの総量を正確に測ることは不可能だとも言われている。
背中に纏い輝く8本の剣は「メレアグロス」と呼ばれる。

### グレイドモン
- 英名:Grademon / 世代:完全体 / タイプ(種族):戦士型 / 属性:ワクチン
- 必殺技:クロスブレード / 得意技:グレイドスラッシュ

ドルモンの完全体。金色の流星の異名を持ち、完全体でありながらその力は究極体さえも凌ぐと言われている。双剣「グレイダルファー」を装備し、ロイヤルブルーのマントを纏っている。
アニメ『デジモンクロスウォーズ』で登場。声は置鮎龍太郎（日本語版）、クリストファー・コーリー・スミス（英語版）。

### グレイナイツモン
- 英名:GreyKnightsmon / 世代:究極体 / タイプ(種族):暗黒騎士型 / 属性:ウィルス
- 必殺技:ギガーススパイラル、ヘルインシネレート、デスデストロイヤー / 得意技:

ゲーム『デジモンストーリー 超クロスウォーズ レッド/ブルー』で初登場。
グレイモン（クロスウォーズ版）とメイルバードラモン、スカルナイトモンとデッドリーアックスモンの4体から誕生したデジモン。ダークナイトモンの卓越した戦闘技術にメタルグレイモンの突進力が加わった『龍騎士形態』。グレイナイツモンが戦場に現れれば、どのような強固な防御陣形をもってしてもドリルランスに薙ぎ払われる。
ドリルランスを構えて敵に突撃する技や、炎の巨大竜巻で敵を焼き尽くす技に加え、2本のキャノン砲から暗黒弾を発射する技を使う。
2022年12月7日にデジモンウェブのデジモン図鑑に追加され、詳細設定が判明した。

### クレシェモン
- 英名:Crescemon / 世代:完全体 / タイプ(種族):魔人型 / 属性:データ
- 必殺技:ルナティックダンス / 得意技:ダークアーチェリー、アイスアーチェリー

ゲーム『デジモンストーリー ムーンライト』で初登場。
ルナモンの完全体で、レキスモンが進化した姿。柔軟さとしなやかさを兼ね揃えた魔人型デジモン。「ノワ・ルーナ」と呼ばれる独特な形状の武器を華麗に舞いながら振りかざして戦う。
ゲーム『デジモンストーリー ムーンライト』では主人公のパートナーデジモンであるルナモンの完全体として登場。

### クロスモン
- 英名:Eaglemon / 世代:究極体 / タイプ(種族):サイボーグ型 / 属性:ワクチン
- 必殺技:ミスティックブレイク、カイザーフェニックス / 得意技:

『D-3』で初登場。
パロットモンが進化した究極体のサイボーグ型デジモン。高い機動性を備えているだけでなく、全身を黄金のクロンデジゾイドで包んでいることで、見た目以上の強固な防御力を備えている。
デジタルワールドに入り込んだ異物を消すために行動している。
アニメ『デジモンクロスウォーズ～悪のデスジェネラルと七つの王国～』ではデスジェネラルの一人であるグラビモンの配下デジモンとして複数体が登場。
アニメ『デジモンアドベンチャー:』では第30話でパロットモンが進化した姿として登場。

### クロックモン
- 英名:Clockmon / 世代:成熟期（成熟期相当） / タイプ(種族):マシーン型 / 属性:データ
- 必殺技:クロノブレーカー / 得意技:イヤーバースティング、タイムハンマー

『デジモンペンデュラム5』で初登場。
1999年までの時間と空間を操る力を持つマシーン型デジモン。危険な能力ゆえに滅多に戦闘に参加しないが必殺技のクロノブレーカーは敵の体の時間を破壊してしまう。
アニメ『デジモンクロスウォーズ～時を駆ける少年ハンターたち～』では時計屋のおやじのパートナーデジモンとして登場。声は丸山優子。本作品では上部の人型の部分が削られていたりと、デザインが大幅に変更されている。
アニメ『デジモンゴーストゲーム』では第1話、第9話、第13話、第23話、第32話で登場（第18話では名前のみの登場）。声は岩田光央。当初は敵だったが、後に改心し主人公たちの協力者になる。

### グロットモン
- 英名:Grumblemon / 世代:ハイブリッド体 / タイプ(種族):鬼人型 / 属性:ヴァリアブル
- 必殺技:スネークアイブレイク / 得意技:ジャック・イン・ザ・ボックス

『ディースキャナ』で初登場。
土のヒューマンスピリットから誕生した闘士。ゴブリンあるいはノームのような姿をした鬼人型デジモン。「大地の塊闘士」の異名を持ち、芸術的な武器や防具を作る鍛冶職人だが、人に命令されるのが大嫌いという天邪鬼な性格で、敵を石像に変えて動けなくしてから手製の武器・グロットハンマーで叩き壊してしまう。
アニメ『デジモンフロンティア』では悪の五闘士の一人として登場。声は西村朋紘。
アニメ『デジモンアドベンチャー:』では第67話（最終話）で登場。

### クロノモン
ゲーム『デジモンストーリー』でラスボスとして初登場。

#### クロノモン・デストロイモード
- 英名:Chronomon Destroy Mode / 世代:究極体（超究極体とも） / タイプ(種族): / 属性:
- 必殺技:ホーリーフレア / 得意技:ポイゾンホール、ドレッドナイト、ダークバニッシュ、フィンガーボム、グールバインド、ウィンドブレード、コロナ、コールアヴェンジャー、プレイオブゴッド、パワーシンク

クロノモンが悪しき心に触れて究極進化した姿。デジタルワールド最深部に密封されており、テイマーの邪悪に満ちた人格の影響を受けデストロイモードへと進化する。破壊だけを求め何物であろうと制御することは不可能。

#### クロノモン・ホーリーモード
- 英名:Chronomon Holy Mode / 世代:究極体（超究極体とも） / タイプ(種族): / 属性:
- 必殺技:ホーリーフレア、クロノスクロップ / 得意技:

クロノモンが正しき心に触れて究極進化した姿。YMIRプロジェクトによってクロノデータと共に誕生した伝説のデジモン。聖なる光のパワーで超進化した時のみホーリーモードになることができる。デストロイモードよりもこちらの方が強力な戦闘能力を備えている。

### クンビラモン
- 英名:Kumbhiramon / 世代:完全体 / タイプ(種族):聖獣型 / 属性:ワクチン
- 必殺技:クリミシャ / 得意技:宝杵（パオツゥ）、六分身

アニメ『デジモンテイマーズ』で初登場。
シェンウーモンに仕える十二神将で子にあたる。非力だが、相手の心を読み取る能力を持ち、十二神将一の知恵者であると言われている。しかし、ネズミなので語尾が「チュウ」になってしまう。

### クーレスガルルモン
- 英名:CresGarurumon / 世代:究極体 / タイプ(種族):獣騎士型 / 属性:データ
- 必殺技:獣狼大回転（じゅうろうだいかいてん)、激・氷月牙（げき ひょうげつが） / 得意技:黄獣偃月刀（きじゅうえんげつとう）

ガルルモンの最終形態で、同じ最終形態のズィードガルルモンとは異なる進化を辿って生まれ人型になったメタルガルルモンの亜種。攻撃を跳ね返す豪奢なゴールドデジゾイドの装甲を身に纏っている。ただし、重火器による殲滅戦を旨としていたどちらとも違い、こちらは「黄獣偃月刀（きじゅうえんげつとう）」という巨大な薙刀を振るう白兵戦と剣劇を得意とする。
アニメ『デジモンアドベンチャー:』では第56話で石田ヤマトのパートナーデジモンであるガブモンの究極体の一つとして登場。声は山口眞弓。

## け

### ゲコモン
- 英名:Gekomon / 世代:成熟期 / タイプ(種族):両生類型 / 属性:ウィルス
- 必殺技:クラッシュシンフォニー / 得意技:

『デジモンペンデュラム1』で初登場。
カエルのような姿をしている。外見に見合わず背中のホーンから美しいメロディーを発する。
アニメ『デジモンアドベンチャー』、『デジモンアドベンチャー02』に登場。
アニメ『デジモンテイマーズ』では第6話で他のデジモンと混じって牧野留姫を自分のテイマーにしようとし、デジモンクィーンに異名を取る彼女の前に現れたデジモンの群れとしてシルエットとして登場（真ん中のビジョンにおり、他にはデラモン、ミノモン、ムシャモン、ルカモン、ワルもんざえモンが映っていた）。

### ゲソモン
- 英名:Gesomon / 世代:成熟期 / タイプ(種族):軟体型 / 属性:ウィルス
- 必殺技:デビルバッシング、デッドリーシェード / 得意技:

『デジタルモンスターVer.S ～デジモンテイマーズ～』で初登場。
イカのような姿をしたデジモンで、『深海の白い悪魔』と呼ばれる。
見た目によらず知能は高く、縄張りに入ってさえこなければ大人しいが、その縄張りを侵された際には鬼神の如き凶暴性で外敵の排除にかかる。
アニメ『デジモンアドベンチャー』、『デジモンアドベンチャー02』に登場。

#### ゲソモン（X抗体）
- 英名:Gesomon X / 世代:成熟期 / タイプ(種族):軟体型 / 属性:ウィルス
- 必殺技:デッドリーシェード、マッドバイキング / 得意技:

ゲソモンが「X抗体」を取り込んだ姿。胴体にはさらに大きな口が覗き、触腕の先にも顎が出来ている。
体内に毒素が溜まり、自身もそれに蝕まれているため原種よりも凶暴になっており、たとえ縄張りの外にいる相手にも積極的に襲いかかる。
顎から生えている牙にはその蓄積された毒が仕込まれ、噛みつかれた者はその毒によって麻痺して動けなくなってしまう。
2021年3月19日にデジモンウェブのデジモン図鑑に追加され、詳細設定が判明した。

### ケトモン
- 英名:Ketomon / 世代:幼年期I / タイプ(種族):スライム型 / 属性:
- 必殺技:ポッピンティア / 得意技:

ワンダースワンソフト『ブレイブテイマー』のみで登場。
モノドラモンの幼年期。デジモンの性質を見抜くことの出来る大きな瞳を持ち、それで凶暴なデジモンの存在を素早く察知して仲間に危険を伝える。
自身が狙われた際には酸性の涙を流しながら泣くことで相手を撹乱する。
2020年10月16日にデジモンウェブのデジモン図鑑に追加され、詳細設定が判明した。

### ゲノデジモン
漫画『デジモンアドベンチャー Vテイマー01』に登場。
ネオによってアルカディモンのデータを移植された人造デジモンたち。

### ケラモン
- 英名:Keramon / 世代:成長期 / タイプ(種族):種族不明 / 属性:不明
- 必殺技:クレイジーギグル / 得意技:

ネットワーク上のデータを黙々と食い破壊し続ける成長期型デジモン。1秒間に100メガ以上のデータを食らう。
データ破壊は遊びだと思い込んでいる。
映画『デジモンアドベンチャー ぼくらのウォーゲーム!』に登場。

#### ケラモン（X抗体）
- 英名:Keramon X / 世代:成長期 / タイプ(種族):種族不明 / 属性:不明
- 必殺技:クレイジーギグル / 得意技:

ケラモンが「X抗体」の力でさらなる力を引き出した姿。
さらに旺盛な食欲からより多くのデータを食らえるように頭部が3つに分裂するように増え、それによって口も大きくなった。
データだけでなくデジモンも捕食対象になり、究極体のデジモンすら捕まると食われてしまう。
頭部にはそれぞれの意思があり、同じものを食べていてもその反応は異なるという。

### ケルビモン（善）
- 英名:Cherubimon（Good） / 世代:究極体 / タイプ(種族):智天使型 / 属性:ワクチン
- 必殺技:ヘブンズジャッジメント / 得意技:ライトニングスピア

ロップモンの究極体。神の膨大な知恵を受け継ぐ三大天使の一体で、可愛らしい獣の姿を持つ。ホーリーリングを2つ所持している。善なる存在であるが、一方で非常に悪に染まりやすい傾向もあるとされている。
映画『デジモンアドベンチャー02』で初登場。

#### ケルビモン（善）（X抗体）
- 英名:Cherubimon X（Good） / 世代:究極体 / タイプ(種族):智天使型 / 属性:ワクチン
- 必殺技:ビリリンハギュー、ヘブンズジャッジメント / 得意技:ライトニングスピア

ケルビモンがX抗体を取り込んでX-進化を遂げた姿。腹部に無限の光のエネルギーを溜め込んでおり、このケルビモンに抱きしめられたデジモンは清き存在ならば潜在している力を引き出され、邪悪な存在ならば邪気を光と入れ替えられて次に善良なデジモンに生まれ変わるデジタマへと還される。
しかし、ケルビモンすら匙を投げるほど救い難いと見なされた者は容赦なく消し炭にされてしまう。

### ケルビモン（悪）
- 英名:Cherubimon（Evil） / 世代:究極体 / タイプ(種族):智天使型 / 属性:ウィルス
- 必殺技:ヘブンズジャッジメント / 得意技:ライトニングスピア

ケルビモンが悪しき存在へと変わった姿で、全身が漆黒に染まっており、デジタルワールドのバランスを崩してしまう。
映画『デジモンアドベンチャー02』で初登場し、アニメ『デジモンフロンティア』では中ボスとして登場。

#### ケルビモン（悪）（X抗体）
- 英名:Cherubimon X（Evil） / 世代:究極体 / タイプ(種族):智天使型 / 属性:ウィルス
- 必殺技:ヘブンズジャッジメント / 得意技:ライトニングスピア、ダークネスプリズン

悪に堕ちたケルビモンが「X抗体」にX-進化した形態。球体状の腹部に無限の闇のエネルギーを蓄積しており、その闇の力を操るようになった。
三大天使の座から転落し、もはや究極の善なる存在ではなくなってしまった嫉妬心から自分を堕落させた世界を憎悪している。

### ケルベロモン
- 英名:Cerberumon / 世代:完全体 / タイプ(種族):魔獣型 / 属性:ワクチン
- 必殺技:ヘルファイアー、インフェルノゲート / 得意技:

「地獄の番犬」と呼ばれ、純度の低いクロンデジゾイド合金ならば、たやすく引き裂くほど鋭利な爪を持つ。
身を覆うアーマーについている顔は意志を持っており、近づく敵を瞬時に察知する。
シーサモンの完全体として登場したが、相当数のファンがドーベルモンの完全体と認識している。

#### ケルベロモン（X抗体）
- 英名:Cerberumon X / 世代:完全体 / タイプ(種族):魔獣型 / 属性:ワクチン
- 必殺技:ヘルファイアー、インフェルノゲート / 得意技:

ケルベロモンが「X抗体」を取り込み、未知の力を引き出した姿。確実にターゲットを仕留められるように、さらに優れた格闘能力を身に付けている。
前足の爪がさらに巨大な「ステュクス・キラー」に変化しており、四足歩行と二足歩行形態の両方における格闘の際にはこの爪を攻撃だけでなく防御にも活用する。
性質は非常に狡猾かつ獰猛であり、地獄の入口付近を徘徊している個体は誰からの仕事も容易に請負うとされるが、その報酬が釣り合わないと見なした時には依頼者にさえ牙を剥き、その鉤爪の餌食にしてしまうという。

#### ケルベロモン：人狼モード
- 英名:Cerberumon Werewolf mode / 世代:完全体 / タイプ(種族):魔人型 / 属性:ワクチン
- 必殺技:インフェルノディバイド、サーベラスイレイズ、ヘルファイアー / 得意技:

ケルベロモンの突然変異体で、インターネット上の「人間の悪意」から生み出されるデータの悪影響からデジタルワールドを守るために変異した姿。人間に近い生体外殻で覆われた強靭な身体を手に入れたことで二足歩行が可能になり、両腕も悪に染まったデータを噛み砕くための巨大な狼の頭を模したものに変化している。

### ケレスモン
- 英名:Ceresmon / 世代:究極体 / タイプ(種族):神人型 / 属性:データ
- 必殺技:アイランドフリーフォール、バーニングブラッドシェル、フルーツフレシェット / 得意技:

ゲーム『デジモンクルセイダー』で初登場。
オリンポス十二神族の一体で、デジタルワールド随一のスイーツと名高い果実が実る森「カルポスヒューレ」を背負った巨大な怪鳥の姿をした神人型デジモン。岩石と豊かな土壌からなる体を持ち、ケレスモンが飛ぶ姿はまさに天空に浮ぶ島そのものである。また、熟していないカルポスヒューレの実には高濃度の毒がある。
モデルはギリシャ神話の豊穣の女神であるデーメーテール（ケレス）。
2022年5月25日にデジモンウェブのデジモン図鑑に追加され、詳細設定が判明した。

#### ケレスモンメディウム
- 英名:Ceresmon Medium / 世代:究極体 / タイプ(種族):神人型 / 属性:データ
- 必殺技:飢餓（ファレス）、フルーツフレシェット / 得意技:

ゲーム『デジモンクルセイダー』で初登場。
ケレスモンの頭部にある本体。戦闘力はほとんどなく滅多に単独で人前に現われることはないが、信用に値するものには稀に怪鳥をつれず姿を見せるという。性格は穏やかで慈愛の心に満ちており、空腹のデジモンにはカルポスヒューレの実を差し出し、ケガしたデジモンには回復するまで森に匿ってあげるという。しかし森と大地の恵みのありがたさを忘れ、いたずらに木々を傷つけ地を穢すものには一転して悪魔の森のごとき恐怖をもたらす。

### ゲレモン
- 英名:Geremon / 世代:成熟期 / タイプ(種族):軟体型 / 属性:ウィルス
- 必殺技:ハイパースメル / 得意技:ウンチ

ヌメモンの亜種で、黄色い体をしている。戦闘力は低いが凶暴な性格。

### ケンキモン
- 英名:Kenkimon / 世代:アーマー体（カードゲームでは成熟期、ゲーム『デジモンストーリー』では完全体） / タイプ(種族):マシーン型 / 属性:データ
- 必殺技:クレイジークレーン / 得意技:

『デジモンワールド3』で初登場。
友情のデジメンタルで進化したマシーン型のデジモン。右手がフォークリフト、左手がショベルになっており、建設から掘削、解体まで何でもこなせる。

## こ

### コアドラモン（緑）
- 英名:Coredramon（Green） / 世代:成熟期 / タイプ(種族):竜型 / 属性:ウィルス
- 必殺技:グリーンフレアブレス、ジ・シュルネン・II / 得意技:

竜因子100%の純潔なドラモン種。大樹の多い森林地帯にあるグリーンマカライトを摂取しているため体色が緑である。脚力が発達している。

### コアドラモン（青）
- 英名:Coredramon（Blue） / 世代:成熟期 / タイプ(種族):竜型 / 属性:ワクチン
- 必殺技:ブルーフレアブレス、ジ・シュルネン・II / 得意技:

鼻先にサイのようなツノと背中に巨大なコウモリの翼が生えた肉食恐竜のドラゴンのような姿をした竜型デジモン。山岳地帯で取れるブルーディアマンテを摂取しているため体色が青である。翼が発達している。

### コウガモン
- 英名:Kogamon / 世代:成熟期 / タイプ(種族):突然変異型 / 属性:データ
- 必殺技:コウガ流影分身 / 得意技:

イガモンの紫亜種。イガモンとは使用する手裏剣の形状が異なり、イガモンの手裏剣の刃が四本に対してコウガモンの手裏剣の刃は六本である。
時代劇などに登場する甲賀忍者をモデルとしたもの。

### コエモン
- 英名:Monmon / 世代:成長期 / タイプ(種族):獣型 / 属性:ウィルス
- 必殺技:ベビースリング / 得意技:

『デジモンワールド3』で3体のオリジナルパートナーデジモンとして初登場。
身の丈ほどもあるパチンコをもつ野生児のようなデジモンで遠距離攻撃を得意とする。

### コカトリモン
- 英名:Kokatorimon / 世代:成熟期 / タイプ(種族):巨鳥型 / 属性:データ
- 必殺技:ペトラファイアー / 得意技:

『デジタルモンスターVer.4』で初登場。
コカトリスをモデルにしている獰猛な性格の巨鳥型デジモン。足が発達した代わりに羽が退化して空を飛べなくなったことが悩みの種。
アニメ『デジモンアドベンチャー』に登場。アニメ『デジモンセイバーズ』ではジオグレイモンが初めて戦った相手。ゲーム『デジモンワールド』にも登場。

### コカブテリモン
- 英名:KoKabuterimon / 世代:成長期 / タイプ(種族):昆虫型 / 属性:ウィルス
- 必殺技:スクープスラッシュ / 得意技:

『デジモンアクセル』で初登場。
成長期とは思えぬパワーを持つ昆虫型デジモンで、普段は大人しいがいざとなれば凄まじい怪力を発揮する。

### ゴキモン
- 英名:Roachmon / 世代:成熟期 / タイプ(種族):昆虫型 / 属性:ウィルス
- 必殺技:ドリームダスト / 得意技:

アニメ『デジモンアドベンチャー02』で初登場。
素早さと生命力が強い昆虫型デジモン。ゴキブリをモデルにしている。
アニメ『デジモンフロンティア』では第11話にて占い師の村の住民として登場。

### ゴクモン
- 英名:Reapermon / 世代:究極体 / タイプ(種族):サイボーグ型 / 属性:ウィルス
- 必殺技:邪炎煉獄、髑髏旋風 / 得意技:

PSソフト『デジモンテイマーズ バトルエボリューション』で初登場。
バウンティハンター用のデータベースから誕生した。
実は犯罪者そのもののデータから生まれたが、本人は自分を賞金稼ぎと思い込み、ギルティーチェーンとジャッジメントシックルで犯罪者を狩っている。

### ゴクウモン
- 英名:Gokuwmon / 世代:完全体 / タイプ(種族):獣人型 / 属性:ウィルス
- 必殺技:超帯電雷光砲、秘技・夢現影 / 得意技:疾風迅雷撃、觔斗雲

ブート火山の煮えたぎるマグマの中で、幾多のデータベースからモデルとなるデータを元に生まれた獣人型デジモン。
生まれ付き闘争本能に溢れ、ただ強い敵と戦いたい欲求に従って世界を旅し、強い敵を見つけては誰彼構わず戦闘を仕掛けるほど攻撃的なデジモンであった。
現在ではあまりに酷い態度を取ると誕生時にサンゾモンから頭に取り付けられた「緊箍児（きんこじ）」による締め付けを受けるため渋々ながら大人しくしている。
手には変幻自在の武器「如意金箍棒（にょいきんこぼう）」を装備しており、他にも多種多様な幻術や妖術も身に付けている。

### ゴグマモン
- 英名:Gogmamon / 世代:完全体 / タイプ(種族):鉱石型 / 属性:ワクチン
- 必殺技:ジャイアントグレイター、カース・リフレクション / 得意技:

体の大部分が岩石および何かの結晶体で構成された巨大な二足歩行の獣人のようなデジモン。個体数が少なく、しかも基本的に住処である洞窟からはほとんど出ずに孤独な生活を続けている。餌を摂る必要はなく、定期的に洞窟から出ては身体のクリスタルに光を取り込むことでエネルギーを蓄えている。
2020年6月8日にデジモンウェブのデジモン図鑑に追加され、詳細設定が判明した。

### コクワモン
- 英名:Kokuwamon / 世代:成長期 / タイプ(種族):マシーン型 / 属性:データ
- 必殺技:シザーアームズミニ / 得意技:

『デジモンペンデュラム5』で初登場。
長い間存在が知られていなかった昆虫型マシーンデジモン。頭と両腕がスタンガンになっている。

#### コクワモン（X抗体）
- 英名:Kokuwamon X / 世代:成長期 / タイプ(種族):マシーン型 / 属性:データ
- 必殺技:シザーアームズミニ / 得意技:

コクワモンが「X抗体」を取り込み、未知の力を引き出した姿。特に戦闘能力が上がったわけでもないが、体内の電気容量が増加し、その電力を戦闘機のような形態に変形する「電動変形」に利用する。
アニメ『DIGITAL MONSTER X-evolution』に登場。

### ココモン
- 英名:Kokomon / 世代:幼年期I / タイプ(種族):スライム型 / 属性:
- 必殺技: / 得意技:

ゼリモンに似たスライム型デジモン。頭のツノが3本になっていて色も茶色い。

### コゼニモン
- 英名:KoZenimon / 世代:幼年期II（クロスウォーズ） / タイプ(種族):突然変異型 / 属性:
- 必殺技:イッチ・ダン・ケツ、¥UE-N / 得意技:

普段はガネモンのトランクの中に収納されている一円玉に手足が生えたような小型デジモン。
ガネモンの指示でトランクから飛び出し、大勢で辺りに落ちているお金を拾い集めてガネモンの元に届けている。
ポジティブさが取り柄であり、どんなに世間が不景気でもめげることなく元気にお金収集の任務に取り組んでいる。

### コツコモン
- 英名:Cotsucomon / 世代:幼年期I / タイプ(種族):防具型 / 属性:
- 必殺技:コッツン / 得意技:

革製の盾のようなものをヘルメットのように被った幼年期デジモン。
被っている盾は柔らかい素材でできているため見た目ほど防御力は高くはないとし、そのせいか警戒心が強く、近づくものが居るとその盾の中に隠れてしまう。

### ゴッドドラモン
- 英名:Goddramon / 世代:究極体 / タイプ(種族):聖竜型 / 属性:ワクチン
- 必殺技:ゴッドフレイム / 得意技:召喚

6枚の羽と黄金色の体を持つ聖竜型のデジモンで四大竜の一角。右腕から再生を司る蒼雷のウモン、左腕から破壊を司る紅炎のアモンを召喚し使役する。
アニメ『デジモンアドベンチャー:』第50話では高石タケルのパートナーデジモンであるパタモンの究極体の一つとして登場。

#### ゴッドドラモン（X抗体）
- 英名:Goddramon X / 世代:究極体 / タイプ(種族):聖竜型 / 属性:ワクチン
- 必殺技:ゴッドフレイム、ゴッドフィス / 得意技:

ゴッドドラモンが「X抗体」によりさらなる力を引き出した姿。全体的に体が筋肉質になり、背中の翼も一体化しているのが特徴。
X-進化を経ても劇的な能力の変化はないが、これは既にゴッドドラモンがその潜在能力を引き出していたからだと言われる。
代わりに隠されていた格闘能力が強化され、その腕から繰り出される一撃は同じ究極体デジモンも吹き飛ばすほどの威力を持ち、“天空を翔ける豪腕の格闘竜”の異名で呼ばれるようになった。

### コテモン
- 英名:Kotemon / 世代:成長期 / タイプ(種族):爬虫類型 / 属性:データ
- 必殺技:ファイヤーメン / 得意技:サンダーコテ

『デジモンワールド3』で初登場。
剣道の防具に身を包んだ爬虫類型デジモン。剣を使った攻撃を得意とする。
アニメ『デジモンクロスウォーズ～時を駆ける少年ハンターたち～』に登場。

### コドクグモン

#### コドクグモン（幼年期）
- 英名:KoDokugumon / 世代:幼年期 / タイプ(種族):昆虫型 / 属性:ウィルス
- 必殺技: / 得意技:

ドクグモンの子供であり、幼年期にあたるデジモン。無数に生息しており、集団で侵入者に襲い掛かる。
ドクグモンと似たデザインをしている。
アニメ『デジモンアドベンチャー』では第28話にてドクグモンと共に登場。
アニメ『デジモンクロスウォーズ』では第13話にてサンドゾーンの遺跡に生息しているデジモンとして登場。

#### コドクグモン（成長期）
- 英名:KoDokugumon / 世代:成長期 / タイプ(種族):昆虫型 / 属性:ウィルス
- 必殺技:ポイズンネイル / 得意技:

ドクグモンの幼生で、ドクグモンや他のコドクグモンを含めた集団で敵を倒す。普段は樹の枝などに体を丸めてぶら下がっているが、獲物を察知するとそこから一斉に飛び掛かって攻撃を仕掛ける。まだ体内で毒素は生成できないため、前脚に強力な毒を仕込まれた爪を備えたグローブをはめている。
2021年5月10日にデジモンウェブのデジモン図鑑に追加され、詳細設定が判明した。
アニメ『デジモンゴーストゲーム』では第29話で登場。

### コハグルモン
- 英名: / 世代: / タイプ(種族): / 属性:
- 必殺技: / 得意技:

ハグルモン（X抗体）をサポートする小型デジモン。

### ゴブリモン
- 英名:Goblimon / 世代:成長期 / タイプ(種族):鬼人型 / 属性:ウィルス
- 必殺技:ゴブリストライク / 得意技:

ゲーム『デジモンワールド』で初登場。
こん棒を持つ悪いことが大好きな鬼人型デジモン。勇気はないが狡賢く大勢で奇襲する戦法が得意。強い相手には絶対に逆らわない卑屈な面もある。
アニメ『デジモンテイマーズ』に登場。

### コマンドラモン
- 英名:Commandramon / 世代:成長期 / タイプ(種族):サイボーグ型 / 属性:ウィルス
- 必殺技:M16アサシン、DCDボム / 得意技:

『デジモンアクセル』で初登場。
機械化旅団「D-ブリガード」所属の体表を特殊テクスチャーで覆われたサイボーグ型デジモン。

### コモンドモン
- 英名:Komondmon / 世代:成熟期 / タイプ(種族):獣型 / 属性:データ
- 必殺技:ワイワイパー、マッシグラン / 得意技:

アニメ『デジモンアドベンチャー:』で初登場。
頭にゴーグルを付け、背中に荷台のようなものを載せた犬に似た姿のデジモン。どこへ行くにも散歩感覚という気楽な性格で、他のデジモンを乗せて移動することを好む。
どんな足場も苦にしない走破力に加え、尻尾を回してスクリュー代わりにすることで水中も潜って進むことができる。
体を覆う長い毛は地面に接しているため移動する度に汚れてしまうが、自身は至って綺麗好きである。
基本的に温和な性格で、敵に襲われても自分に乗っているデジモンの安全を第一に逃げることが多いが、場合によっては応戦することもある。
2021年1月12日にデジモンウェブのデジモン図鑑に追加され、詳細設定が判明した。
アニメ『デジモンアドベンチャー:』では第31話から登場。声は横山だいすけ。

### ゴリモン
- 英名:Gorillamon / 世代:成熟期 / タイプ(種族):獣人型 / 属性:データ
- 必殺技:パワーアタック / 得意技:

『デジタルモンスターVer.S 〜デジモンテイマーズ〜』で初登場。
片腕が砲身になったゴリラの獣人型デジモン。巨体に似合わない素早い動きでヒットアンドアウェイ戦法を得意とする。

### コロナモン
- 英名:Coronamon / 世代:成長期 / タイプ(種族):獣型 / 属性:ワクチン
- 必殺技:コロナックル、コロナフレイム / 得意技:プチプロミネンス

ゲーム『デジモンストーリー サンバースト』で初登場。
太陽の観測データから誕生した獣型デジモン。純粋で熱血的な正義漢である。
ゲーム『デジモンストーリー サンバースト』では主人公のパートナーデジモンとして登場。
アニメ版および漫画版『デジモンクロスウォーズ』にて登場。アニメ版の声は井上富美子（日本語版）、ブライス・オースティン・パペンブルック（英語版）。

### ゴロモン
- 英名:Goromon / 世代:幼年期II / タイプ(種族):鉱石型 / 属性:
- 必殺技:ロックブレス / 得意技:

『バイタルブレス デジタルモンスター』のDimカード「タイタンオブダスト」で初登場。
岩石を栄養源にして成長する幼年期のデジモン。消化器官がまだ発達しきっておらず、その小さいサイズから相応できないほどの大量の鉱石を体内に貯め込み、それを徐々に栄養に変換する。目のある部分は口でもあり、食事をしている間は周りが全く見えなくなってしまう。
2021年6月11日にデジモンウェブのデジモン図鑑に追加され、詳細設定が判明した。

### コロモン
- 英名:Koromon / 世代:幼年期II / タイプ(種族):レッサー型 / 属性:
- 必殺技:酸の泡、アワ / 得意技:

『デジタルモンスターVer.1』で初登場。
産毛が抜け桃色の肌が見えるようになったレッサー型デジモン。
アニメ『デジモンアドベンチャー』では八神太一のパートナーデジモンであるアグモンの幼年期として登場。
アニメ『デジモンセイバーズ』では大門大のパートナーデジモンであるアグモンの幼年期として登場。

### コンゴウモン
- 英名:Kongoumon / 世代:アーマー体（カードゲームでは成熟期、ゲーム『デジモンストーリー』では完全体） / タイプ(種族):昆虫型 / 属性:フリー（カードゲームではデータ種）
- 必殺技:鉄砲 / 得意技:

『D-3』で初登場。
ワームモンが奇跡のデジメンタルで進化を遂げたアーマー体。6本ある腕に「ヴァジュラ」と呼ばれる武器を装備しており、神の地上代行者として奇跡を起こすと言われている。
アニメ『デジモンフロンティア』では第6話で飲食店の店主として登場。声は奥田啓人。第17話にも別個体が登場。
アニメ『デジモンクロスウォーズ』ではフォレストゾーンでのタクティモンの配下デジモンとして登場。声は稲田徹（日本語版）、マシュー・マーサー（英語版）。
アニメ『デジモンゴーストゲーム』では第28話で登場。本作品では寡黙で喋らない。

### ゴースモン
- 英名:Ghostmon / 世代:成長期 / タイプ(種族):ゴースト型 / 属性:データ
- 必殺技:リトルプラズマ、ジャックレイド / 得意技:

墓場を遊び場にしているゴースト型のデジモン。気弱で恥ずかしがり屋な性格のため、直接姿を見せることは少ないが、困っている者を放っておけない優しいところもあり、透明な姿のままで誰にも気付かれないようにしながら人助けをすることもある。
2020年6月22日にデジモンウェブのデジモン図鑑に追加され、詳細設定が判明した。

### ゴートモン
- 英名:Oryxmon / 世代:アーマー体（カードゲームでは成熟期） / タイプ(種族):哺乳類型 / 属性:フリー（カードゲームではワクチン種）
- 必殺技:ミスティックベル / 得意技:ミルキーエロード

『D-3』で初登場。
テイルモンが希望のデジメンタルでアーマー進化した姿。山岳地帯に住んでいる黒山羊のような哺乳類型デジモン。遺跡を護っているが、モデルがモデルだけに紙のデータを食べてしまうことがある。

### ゴールドヌメモン
- 英名:GoldNumemon / 世代:成熟期 / タイプ(種族):突然変異型 / 属性:ウィルス
- 必殺技:ゴルドリアンラッシュ、ゴールドエクスクレメント / 得意技:ゴルドナーラ

金色の体を持ったヌメモンの亜種で、体に翼が生えているというプラチナヌメモンに似た姿を持つ。鉱山の金のデータを取り込んで体が固くなったためヌメモンよりは防御力が高まっており、翼を得たことで空からの攻撃もできるようになっている。綺麗好きになったかと思いきや、攻撃方法は糞便のままである。
2021年5月26日にデジモンウェブのデジモン図鑑に追加され、詳細設定が判明した。

### ゴールドブイドラモン
- 英名:GoldVeedramon / 世代:アーマー体（カードゲームでは成熟期、『バイタルブレス デジタルモンスター』では完全体） / タイプ(種族):幻竜型 / 属性:ワクチン
- 必殺技:ブイブレスアロー / 得意技:

傷つき倒れたブイドラモンが到達すると言われる形態。ブイモンが運命のデジメンタルで進化したアーマー体ともされ、究極体クラスの戦闘力を発揮するとされる。

### ゴーレモン
- 英名:Golemon / 世代:成熟期 / タイプ(種族):岩石型 / 属性:ウィルス
- 必殺技:カースクリムゾン / 得意技:ゴーレムパンチ

ゲーム『デジモンワールド』で初登場。
禁忌の呪法によって生み出され、体の9割が岩石のデータで構成されている岩石型デジモンで、自らの意思を持たず、命令のままに活動する。
ゲーム『デジモンワールド』で初登場した際は体全体のパーツがそれぞれ黄緑色のワイヤーフレームで作られた円柱らしき物で構成されたユキダルモン似のデジモンというデザインのデジモンだったが、ワンダースワン版では名前の由来になったゴーレムに近いデザインのデジモンとして登場し、それ以来そちらのデザインが主流になっている。
アニメ『デジモンアドベンチャー02』、『デジモンフロンティア』、『デジモンクロスウォーズ』に登場。
アニメ『デジモンアドベンチャー:』では第28話、第32話、第33話、第37話、第64話、第67話（最終話）で登場。声はボルケーノ太田。また、第64話ではゲーム『デジモンワールド』で初登場したデザインの方もサウンドバードモンがデータのカスから生み出した傀儡として登場した。

## さ

### サイクロモン
- 英名:Cyclomon / 世代:成熟期 / タイプ(種族):竜人型 / 属性:ウィルス
- 必殺技:ハイパーヒート / 得意技:ストレングスアーム

『デジタルモンスターVer.5』で初登場。
誇り高い戦士だったがレオモンに敗れ片目を失って以来復讐の鬼となった竜人型デジモン。レオモンに対する復讐の念によりサイクロモンになったのであり、元は別のデジモンだった。外見はグレイモンまたは巨大化したアグモンに似ている。右腕が異常に発達している。
漫画『デジモンアドベンチャー Vテイマー01』に登場した際、ストレングスアームを繰り出したときにゼロから「ゴムゴムの実でも食べたのか?」と言われていた。

### サイケモン
- 英名:Psychemon / 世代:成長期 / タイプ(種族):爬虫類型 / 属性:データ
- 必殺技:カラフルスパーク / 得意技:ハデハデボーン

鮮やかな体色のガブモンの亜種だが、性質は変わらない。
アニメ『デジモンクロスウォーズ～時を駆ける少年ハンターたち～』では最上リョウマのパートナーデジモンとして登場し、アスタモンに超進化する。声は櫻井孝宏。

### サウンドバードモン
- 英名:Soundbirdmon / 世代:成長期（クロスウォーズ） / タイプ(種族):鳥型 / 属性:ウィルス
- 必殺技:ギガスクリーム、サウンドフィニッシュ / 得意技:

まるで音符のような形をした小さな身体に、幾つものスピーカーが内蔵されたコウモリの羽を生やした鳥型デジモン。警戒心が強いため普段はおとなしく静かにしているが、不審な者が近づくと大音量で鳴き声を発して相手を威嚇し、追い払う。
デジモンクロスウォーズ オリジナルデジモンコンテスト受賞作品。
アニメ『デジモンアドベンチャー:』でアニメ初登場を果たした。

### サクモン
- 英名:Sakumon / 世代:幼年期I / タイプ(種族):武器型 / 属性:
- 必殺技:サックリ / 得意技:

『デジタルモンスター ver20』で初登場。
まるっこい身体に大きなブレード状の一本角を生やしている幼年期のデジモン。やんちゃな性格をしており、起きている間は活発に動き回るが、頭の角が重いためよくバランスを崩して転がってしまう。
頭のブレードは本当に刃物になるほど鋭利なようで、転がり回るサクモンに対して周りのデジモンがパニックになって騒いでいる光景が見られる。

### サクットモン
- 英名:Sakuttomon / 世代:幼年期II / タイプ(種族):武器型 / 属性:
- 必殺技:サクサク / 得意技:

『デジタルモンスター ver20』で初登場。
サクモンがさらに成長した個体で、頭部の刃が二本に増えそれが身体の左右に移動、さらに短いながらも手足が生えている。ブレードの配置が変わったことで身体のバランスが安定し、こけたり転がったりすることも無くなったため以前よりも活発に動けるようになった。
ただし、万が一そのブレードが天井や壁に刺さったりすると身動きが取れなくなってしまう。

### サクヤモン
- 英名:Sakuyamon / 世代:究極体 / タイプ(種族):神人型 / 属性:データ
- 必殺技:金剛界曼陀羅（こんごうかいまんだら） / 得意技:飯綱（いづな）

『ディーアークVer.1.0』で初登場。
レナモンの究極体。金剛錫杖を装備し、腰のベルトの4本の筒の中の火・水・風・雷の4匹の管狐を使役する。また、四属性の管狐が攻撃と情報収集に威力を発揮する。
陰陽道の技を得意とし、神事を行う時にはホーリーエンジェモンの神官形態と同じような巫女形態になり、邪気を祓う力が強化される。
アニメ『デジモンテイマーズ』では牧野留姫のパートナーデジモンであるレナモンの究極体として登場。
ゲーム『デジモンセイバーズ アナザーミッション』ではユマのパートナーデジモンであるレナモンの究極体の一つとしても登場。

#### サクヤモン：巫女モード
- 英名:Sakuyamon Maid Mode / 世代:究極体 / タイプ(種族):神人型 / 属性:データ
- 必殺技: / 得意技:

ゲーム『デジモンコレクターズ』で初登場。
サクヤモンが神事の奉仕をおこない神の意志を聞くときの姿。巫女形態で戦うことは少ないが、邪気をはらう力が強くなっている。
2016年11月25日にデジモンウェブのデジモン図鑑に追加され、詳細設定が判明した。

#### サクヤモン（X抗体）
- 英名:Sakuyamon X / 世代:究極体 / タイプ(種族):神人型 / 属性:データ
- 必殺技:金剛界曼陀羅、此ノ花戦姫万象 / 得意技:宇迦之御魂

サクヤモンが「X抗体」を取り込んで進化した姿。東方のデジタルワールドに伝わる降霊術や陰陽術といったあらゆる秘術を極めたスペシャリスト。
デジタルワールドの自然と調和し、草木、岩石などのその場にある様々なオブジェクトデータを花や狐の形をした式神に変換して自在に使役することが出来る。
そうして生み出した式神および管狐による索敵・諜報活動を行い、そうして手に入れた情報を元に標的を闇に紛れて討ち取る番人である。
2018年11月30日にデジモンウェブのデジモン図鑑に追加され、詳細設定が判明した。

### サゴモン
- 英名:Sagomon / 世代:完全体 / タイプ(種族):魔人型 / 属性:ウィルス
- 必殺技:渦紋の陣、滝の陣 / 得意技:月牙斬

かつてデジタルワールドの天界から追放され、ノースブリッジ島の奥地に堕ちた魔人型デジモン。
「降妖宝杖」と呼ばれる両端に三日月型の刃とリボルバーの付いた杖を装備し、これを振り回して水に因んだ術を自在に行使できる。
明るく陽気な性格だが、腰にまいた髑髏の飾りが一つでも壊れると恐ろしい魔人と化してしまうため、これに触れられることを極端に嫌う。
内心では「自分は何者なのか？」という悩みを持っており、その答えを見つけるために旅に出る道を選んだ。
アニメ『デジモンセイバーズ』に登場したシャウジンモンとはモチーフおよびキャラ設定が被っており、事実上のリメイクキャラとなっている。

### サジタリモン
- 英名:Sagittarimon / 世代:アーマー体（カードゲームでは成熟期、『バイタルブレス デジタルモンスター』では完全体） / タイプ(種族):幻獣型 / 属性:フリー（カードゲームではワクチン種）
- 必殺技:ジャッジメントアロー / 得意技:

『D-3』で初登場。
ブイモンが希望のデジメンタルによって進化を遂げたアーマー体の幻獣型デジモン。希望のデジメンタルによるアーマー体だが、腕に付いているパーツなどは勇気のデジメンタル、頭部は友情のデジメンタルによるデジモン、ライドラモンの物と似ている。
稀にケンタルモンから通常進化することもある。

### ザッソーモン
- 英名:Weedmon / 世代:成熟期 / タイプ(種族):植物型 / 属性:ウィルス
- 必殺技:スクイーズパイン / 得意技:

ベジーモンの亜種。ベジーモンが暑さに耐えられず変化した姿だと言われており、生命力が強い。

### サブマリモン
- 英名:Submarimon / 世代:アーマー体（カードゲームでは成熟期） / タイプ(種族):水棲型 / 属性:フリー（カードゲームではワクチン種）
- 必殺技:オキシジェンホーミング、サブマリンアタック / 得意技:アクアバルカン

『D-3』で初登場。
アルマジモンが誠実のデジメンタルで進化したアーマー体。一人乗りの潜水艦のような構造の体を持つ水棲型デジモン。高圧の酸素を魚雷のようにして放つ。
アニメ『デジモンアドベンチャー02』『デジモンゴーストゲーム』に登場。

### ザミエールモン
- 英名:Zamielmon / 世代:完全体（クロスウォーズ） / タイプ(種族):魔人型 / 属性:データ
- 必殺技:ザ・ワールドショット / 得意技:スナイプヘッドショット、アローランス、ボウカッター、フットショット、タービュランスアロー

アニメ『デジモンクロスウォーズ～悪のデスジェネラルと七つの王国～』で初登場。
ビッグデスターズの木精軍団将軍（モチーフは木曜日）。狩人のような姿をした魔人型デジモン。草原や樹海などで自らの存在をカモフラージュできる妖精型や植物型のデジモンを多く所有しており、彼らを厳格な鉄の戒律で統率していかなる作戦も確実に遂行する。「作戦の成功の鍵を握るのは自身の行動である」と考えていて時には自ら動くこともあり、全身に仕込んだボウガンや「インドラ」と呼ばれる巨大な弓矢を使って相手を狙撃し仕留める。
名前の由来はオペラ『魔弾の射手』に登場する悪魔である「ザミエル」から。
2011年10月14日にデジモンウェブのデジモン図鑑に追加され、詳細設定が判明し、さらに2020年10月2日に世代・属性が判明した。
アニメ『デジモンクロスウォーズ～悪のデスジェネラルと七つの王国～』ではバグラ軍の新幹部であるデスジェネラルの一人として登場。声は矢尾一樹（日本語版）、第1話（通算第31話）のみトラヴィス・ウィリン、第5話（通算第35話）以降はデレク・スティーヴン・プリンス（英語版）。公式設定とは違い、配下は昆虫型デジモンで統一されている。
漫画『デジモンクロスウォーズ』本編では登場しなかったが、単行本第3巻のカバー裏に収録されているオマケ漫画「ばぐら家の横顔 第0回」で登場し、「耳かき将軍・梵天のザミエールモン」になった（単行本第2巻のカバー裏では未登場）。
得意技
スナイプヘッドショット
ボウカッター
フットショット
設定のみで、登場作品内では未使用。
アローランス
アニメ『デジモンクロスウォーズ～悪のデスジェネラルと七つの王国～』では第6話（通算第36話）で使用（ただし、技の表記は無い）。
タービュランスアロー
アニメ『デジモンクロスウォーズ～悪のデスジェネラルと七つの王国～』では第20話（通算第50話）で使用（心を失った状態で使用した）。その時は公式設定とは違い、風の渦と共に矢を連続で発射した。
英語版での名称はArrow Blizzard（アローブリザード）。
必殺技
ザ・ワールドショット
アニメ『デジモンクロスウォーズ～悪のデスジェネラルと七つの王国～』では第6話（通算第36話）、第21話（通算第51話）で使用。
英語版での名称はUltimate Arrow（アルティメットアロー）。

### サラマンダモン
- 英名:Salamandermon / 世代:アーマー体（カードゲームでは成熟期） / タイプ(種族):両生類型 / 属性:ウィルス
- 必殺技:バックドラフト / 得意技:

勇気のデジメンタルで進化した全身を炎に包まれたサンショウウオのような姿をしたアーマー体の両生類型デジモン。普段はおとなしい、が一度怒らせると手を付けられなくなる。
アニメ「デジモンゴーストゲーム」では34話に登場。前回においてシールズドラモンに殺害されたものもいたが、別個体が登場した。両生類型はオスに見えるが実はメスのデジモン。アーマー体でありながらこう見えても悪さをしていた。唾液を掛けて瑠璃をはじめとする子ども達をヤモリ人間に変えてダイアモンドを盗ませる。彼の悪事はダイアは炭素であるため、それを食べて自分の炎を強化していた。清志郎の叫びが響いたのでそれに気づいて宙達に襲い掛かる。さらには自分のしもべであるヤモリ人間達に宙達を襲わせたが水が入ったタンクから漏れ出した水による電撃でヤモリ人間が退治される。それをべテルガンマモンが飛び掛かるが酸素を集めて「バックドラフト」で攻撃しようとしたとき、爆風消化を使った宙とべテルガンマモンによって敗れる。べテルガンマモンから「俺の炎は…お前の卑怯な炎には負けない！」とばかりにとどめを刺されそうになると「待って！私が悪かったわ！悪さはやめるから勘弁して！」と言って降参する。そして宙に「なら…みんなを家に帰して元に戻すんだ！」と言われ、能力を解いて瑠璃達を元に戻した。瑠璃達を元に戻した後、もう悪さはしないと誓い、この時、宙は短いえんぴつを食べさせると言って約束する。

### サングルゥモン
- 英名:Sangloupmon / 世代:成熟期 / タイプ(種族):魔獣型 / 属性:ウィルス
- 必殺技:スティッカーブレイド / 得意技:

『デジモンアクセル』で初登場。
ドラクモンの成熟期である狼に似たデジモン。創成期から存在しているらしき吸血狼で、このデジモンに襲われると全てのデータを抜き取られてしまう。自分のデータも自在に分解、再構築するため神出鬼没である。
アニメ『デジモンゴーストゲーム』では第25話で登場。声は高塚正也。

### サンゴモン
- 英名:Sangomon / 世代:成長期 / タイプ(種族):軟体型 / 属性:データ
- 必殺技:レフュージミスト、コーラルプレッシャー / 得意技:

ネットの海の浅瀬に生息しているサンゴの生えた被りものをしているような格好の軟体型デジモン。気性は至って温厚で性格も陽気なことから他種族との関わり合いも多く、シェルモンの背中を寝床にして休んだり、伸びすぎた頭部の珊瑚をガニモンがトリミングして整えている姿が目撃されている。
2020年6月15日にデジモンウェブのデジモン図鑑に追加され、詳細設定が判明した。

### サンゾモン
- 英名:Sanzomon / 世代:完全体 / タイプ(種族):僧侶型 / 属性:ワクチン
- 必殺技:杜子春経、胡蝶夢経、無限弾幕心経 / 得意技:

日夜己に課している数多の試練を乗り越えて悟りを開くべくデジタルワールドを旅する女性の僧侶の姿をしたデジモン。
非力で武器などは一切持っていないが、有難い言葉の御経を唱えることにより幻術などのいろいろな技を発揮し、自身の身を守ることができる。
そのデジコアには清純なエネルギーで満たされており、これを食らえば永遠の命が得られるとして他のデジモンから狙われることも多いが、深い悩みを持つデジモンの中には彼女を慕って共に旅をすることを選んだ者もいるという。
アニメ『デジモンクロスウォーズ～時を駆ける少年ハンターたち～』で登場。声は山崎和佳奈。

### サンダーバーモン
- 英名:Thunderbirdmon / 世代:アーマー体（カードゲームでは成熟期） / タイプ(種族):巨鳥型 / 属性:データ
- 必殺技:サンダーストーム / 得意技:

友情のデジメンタルで進化した巨鳥型デジモン。爆音のような鳴き声で雷雲を呼び寄せ、額の角で雷を自在に操る。
アニメ『デジモンセイバーズ』では聖（コウキ）と融合したバイオデジモンとして登場。

### サンダーボールモン
- 英名:Thundermon / 世代:成熟期 / タイプ(種族):突然変異型 / 属性:データ
- 必殺技:サンダーボルト / 得意技:アノードパンチ、カソードキック

『デジモンペンデュラム5.5』で初登場。
デジモン発電機の異名をもつ突然変異型デジモン。マメモンのような姿をしている。全身磁石の体から常に電気を放出しており、その電圧は1000万ボルトまで上げることができる。
アニメ『デジモンアドベンチャー02』では第24話で登場。
アニメ『デジモンセイバーズ』では第28話で倉田軍団の攻撃に傷付いたデジモンとして登場。
アニメ『デジモンゴーストゲーム』では第8話、第18話で登場し、第18話では紫色の個体のエレキモンが進化した姿として登場。声は沼田祐介（第8話）、大和田仁美（第18話）。

#### サンダーボールモン（X抗体）
- 英名:Thundermon X / 世代:成熟期 / タイプ(種族):突然変異型 / 属性:データ
- 必殺技:サンダーボルト / 得意技:サンダーボマー、アノードパンチ、カソードキック

X抗体を取り込んだサンダーボールモンの姿。体にはコードのようなものが幾つも伸び、顔つきもより一層凛々しいものになっている。
帯びている電気の量が増し、攻撃の度に電撃が炸裂するようになり、その威力は大型のデジモンも戦意を喪失するほどだという。
2021年3月19日にデジモンウェブのデジモン図鑑に追加され、詳細設定が判明した。

### サンティラモン
- 英名:Sandiramon / 世代:完全体 / タイプ(種族):聖獣型 / 属性:ウィルス
- 必殺技:クリシュナ / 得意技:宝鉾（パオグー）

スーツェーモンに仕える十二神将で巳にあたる。宝鉾を持つ。ずる賢い性格であると言われている。

### サンドヤンマモン
- 英名:SandYanmamon / 世代:成熟期 / タイプ(種族):昆虫型 / 属性:データ
- 必殺技:デザートウィンド / 得意技:

アニメ『デジモンアドベンチャー:』で初登場。
砂漠地帯に住むヤンマモンの亜種。見た目とは裏腹にのんびりとした性格だが、縄張り意識は非常に強い。
2021年7月14日にデジモンウェブのデジモン図鑑に追加され、詳細設定が判明した。

### ザンバモン
- 英名:Zanbamon / 世代:究極体 / タイプ(種族):魔人型 / 属性:ウィルス
- 必殺技:打首獄門、十文字斬り / 得意技:

『D-3』で初登場。
素早く戦地を駆けるべく人馬一体となったムシャモン軍団の将軍。斬馬刀・龍斬丸と妖刀を装備しており、将軍でありながら自ら軍団の先頭に立って闘うことを好む。

### サンフラウモン
- 英名:Sunflowmon / 世代:成熟期 / タイプ(種族):植物型 / 属性:データ
- 必殺技:サンシャインビーム、スマイルビンタ / 得意技:カクタステイル

『デジヴァイスiC』で初登場。
ララモンの成熟期。ヒマワリをモデルにした植物型デジモン。普段は無表情だが、時々相手が恐れるような不気味な笑顔をすることもあり、太陽光を浴びてパワーアップする。
アニメ『デジモンセイバーズ』では藤枝淑乃のパートナーデジモンであるララモンの成熟期として登場。声はゆかな。
漫画『デジモンネクスト』にも登場。

### ザンメツモン
- 英名:Zanmetsumon / 世代:完全体 / タイプ(種族):獣竜型 / 属性:ウィルス
- 必殺技:伍連断霊斬（ごれんだんれいざん）、伍重螺旋断（ごじゅうらせんだち）、獄門縛（ごくもんしばり） / 得意技:

『VITAL BRACELET BE』のDimカード「BEMEMORY ガンマモンDim」で初登場。
5本の刀を自在に操る剣豪のような姿をした獣竜型デジモン。ただひたすら己の剣技を磨きぬくことだけを考え、デジタルワールドを放浪し戦いに明け暮れている。4本の腕と尻尾に携えた刀はあらゆる方向からの斬撃を繰り出すことができるため、相当な腕前を持つものであっても回避しきることは難しいといえる。
5刀での連撃と5方向から同時に斬りつける技の他、胴体の口から巨大な咆哮を放ち相手の動きを鈍らせる技もあるが、斬撃のみで相手を屠ることを信条としていることから披露することは少ない。
2022年11月24日にデジモンウェブのデジモン図鑑に追加され、詳細設定が判明した。

### サンモン
- 英名:Sunmon / 世代:幼年期II / タイプ(種族):レッサー型 / 属性:
- 必殺技:酸のアワ、スターライト / 得意技:

ゲーム『デジモンストーリー サンバースト』で初登場。
体が太陽のような形で燃えており頭部が炎で揺らめいている幼年期のデジモン。基本的に陽気な性格で、フワフワと宙に浮いて過ごしている。
ゲーム『デジモンストーリー サンバースト』では主人公のパートナーデジモンであるコロナモンの幼年期として登場。

### サーチモン
- 英名:Searchmon / 世代:アーマー体（カードゲームでは成熟期） / タイプ(種族):昆虫型 / 属性:フリー（カードゲームではデータ種）
- 必殺技:ジャミングヘルツ / 得意技:ステータスビジー

『D-3』で初登場。
ワームモンが知識のデジメンタルで進化を遂げたアーマー体の昆虫型デジモン。「レドーム」という円盤を持つ情報収集のプロフェッショナル。

### サーフィモン
- 英名:Surfimon / 世代:究極体 / タイプ(種族):サイボーグ型 / 属性:ワクチン
- 必殺技:バリアブレード / 得意技:ライトニングカッター

元は水棲系のデジモンが水中以外でも素早く動けるように改良を受けて生まれたデジモン。先端に丸鋸、後部にジェットエンジンのついたシュモクザメ風のホバーリングボードに乗っている。
プライドの高い一匹狼的な性格で、魚のように群れることを嫌っている。

### サーベルレオモン
- 英名:SaberLeomon / 世代:究極体（以前は完全体） / タイプ(種族):古代獣型 / 属性:データ
- 必殺技:インフィニティアロー、ネイルクラッシャー / 得意技:

『デジタルモンスターVer.S ～デジモンテイマーズ～』で初登場。
サーベルタイガーをモデルにする古代獣型デジモン。
レオモンの祖先とも獣化形態とも言われており、マッハのスピードで地を駆け、大きく発達した牙と爪で敵を粉砕する。
アニメでは『デジモンアドベンチャー』と『デジモンセイバーズ』に登場した。前者は味方として、後者は敵として現れた。

## し

### シェイドモン
- 英名:Shademon / 世代:成熟期 / タイプ(種族):種族不明 / 属性:ウィルス
- 必殺技:キルミー、フリーデスフォール / 得意技:

漫画『デジモンクロスウォーズ』での初登場を経てゲーム『デジモンコレクターズ』でも登場。
実体は無く、人やデジモンの影に取り憑くデジモン。取り憑いた相手の絶望を自身の栄養化として喰らい続け、摂取した量でどの凶悪なデジモンへ進化するかが変わると言われている。 
敵に地面に叩き落とされる幻覚を10000回見せ続たり、周囲のデジモンを操って取り憑いている敵に襲わせる技を使用する。
2016年7月29日にデジモンウェブのデジモン図鑑に追加され、詳細設定が判明した。
漫画『デジモンクロスウォーズ』では人の影に潜み、宿主の絶望を吸収することで羽化（暗黒進化）する魔界のデジモンとして設定されている。

### シェイドラモン
- 英名:Shadramon / 世代:アーマー体（カードゲームでは成熟期、ゲーム『デジモンストーリー サンバースト&ムーンライト』では完全体） / タイプ(種族):昆虫型 / 属性:フリー（カードゲームではウィルス種）
- 必殺技:フレアバスター / 得意技:サイキックウェーブ

『D-3』で初登場。
ワームモンが勇気のデジメンタルで進化したアーマー体。同じくブイモンが勇気のデジメンタルで進化したアーマー体・フレイドラモンと同等の戦闘力の持ち主だが、デジメンタルが悪い方向へ作用し邪悪な存在となってしまった。

### ジエスモン
- 英名:Jesmon / 世代:究極体 / タイプ(種族):聖騎士型 / 属性:データ
- 必殺技:轍剣成敗（てっけんせいばい）、シュベルトガイスト、アウスジェネリクス / 得意技:

『デジヴァイス Ver.15th』で初登場。
ガンクゥモンに見出されたハックモンが究極体へと進化を遂げたことで誕生した12体目のロイヤルナイツ。周りにはガンクゥモンのヒヌカムイを参考にして生み出した3体のエネルギー生命体「アト」・「ルネ」・「ポル」を従えている。
デジタルワールドにおける異変の兆候を誰よりも早く察知し、周辺のデジモンやシスタモンたちと協力して解決に当たるなど、ロイヤルナイツ以外の一般デジモンにも深い信頼を置いている。
戦闘においてはアトたちとの巧みな連携攻撃の他に、自身のデータを一時的に書き換えてデジタルワールドの物理法則をも超えた動きを可能にする能力を持つ。
2014年12月19日にデジモンウェブのデジモン図鑑に追加され、詳細設定が判明した。
アニメ『デジモンアドベンチャー tri.』で登場。声は武内駿輔。
ゲーム『デジモンストーリー サイバースルゥース』で登場。声は江森浩子。
ゲーム『デジモンリアライズ』ではもん（声 - 石川由依）のパートナーデジモンであるハックモンの究極体として登場。声は梅原裕一郎。

#### ジエスモン（X抗体）
- 英名:Jesmon X / 世代:究極体 / タイプ(種族):聖騎士型 / 属性:ワクチン
- 必殺技:鉄拳断罪（てっけんだんざい）、シュベルトフリューゲル、究極戦刃聖覇剣（きゅうきょくせんじんせいばけん） / 得意技:

『デジモンペンデュラムVer.20th』で初登場。
X抗体を得て変化を遂げたジエスモン。全身の装甲は刃に代わったことでより攻撃に特化したフォルムとなっており、さらに新たに装備された複数の剣はそれぞれが自立行動を可能で、一対一の戦いにおける圧倒的な優位性を発揮する。また「アト」・「ルネ」・「ポル」の三体のプログラムは一つのタクティカルアームズとして合体・覚醒しており、それによって全方位に対して全く隙のない戦闘スタイルを生み出している。
2018年8月24日にデジモンウェブのデジモン図鑑に追加され、詳細設定が判明した。

#### ジエスモンGX（ジーエックス）
- 英名:Jesmon GX / 世代:究極体 / タイプ(種族):聖騎士型 / 属性:データ
- 必殺技:聖拳滅破（せいけんめっぱ）、ナイツ・イントルーダー / 得意技:

ガンクゥモンからの厳しい修行を耐え抜いて免許皆伝したことによって真の力を覚醒させたジエスモンの最終形態。その体には闘志と正義感を漲らせ、燃えさかる炎のような赤い色を纏い、武器である「アンリミティヴガントレット」は状況に応じて剣、手甲、盾といった各モードにも切り替えられる攻防一体の装備である。
加えてタクティカルアームズもさらなる進化を経て翼状のエネルギー体に変化したことで飛行能力も飛躍的に上昇している。
2019年12月2日にデジモンウェブのデジモン図鑑に追加され、詳細設定が判明した。

### ジェットシルフィーモン
- 英名:JetSilphymon / 世代:ハイブリッド体（完全体相当） / タイプ(種族):サイボーグ型 / 属性:ヴァリアブル
- 必殺技:ウルトラタービュレンス、ジェットビンター / 得意技:

フェアリモンとシューツモンが融合した風の融合形態。巨大な風車で乱気流を発生させる。

### ジェットメルヴァモン
- 英名:JetMervamon / 世代:究極体（クロスウォーズ） / タイプ(種族):強化型 / 属性:ウィルス
- 必殺技:ハートブレイクショット、セクシーダイナマイツ、ウロボロスゲート、スパイシーハードラヴ / 得意技:ナイトストーカー、ラブポイズン

アニメ『デジモンクロスウォーズ～悪のデスジェネラルと七つの王国～』で初登場。
メルヴァモンとスパロウモンがデジクロスした姿で、地上戦に長けたメルヴァモンがスパロウモンの飛行能力を体得した強化型。高速飛行を生かした戦い方で加速を乗せたパワーによる一撃離脱と、色香も駆使した撹乱戦を得意とする。穏やかに飛ぶ姿はとても雅やかで、目の前を通り過ぎた際にとても麗しい香りが周囲に漂う。ただ飛行速度が上がっていくとそれまでの気品さは影を潜め、スピードが出ることに快感を得ては止まらなくなってしまう一面も持っているという。
2016年1月22日にデジモンウェブのデジモン図鑑に追加され、詳細設定が判明し、さらに2020年10月2日に世代・属性が判明した。
必殺技
ハートブレイクショット
アニメ『デジモンクロスウォーズ』では何度か使用されている。演出は胸部から2つの光線を発射して、それを1つに合体させて攻撃する。第2期第24話（通算第54話、第2期最終話）ではメルヴァモンの状態でも使用している。
ウロボロスゲート
アニメ『デジモンクロスウォーズ～悪のデスジェネラルと七つの王国～』では第12話（通算第42話）で使用。
スパイシーハードラヴ
アニメ『デジモンクロスウォーズ～悪のデスジェネラルと七つの王国～』では第11話（通算第41話）、第24話（通算第54話、第2期最終話）で使用。
英語版での名称はHeartbreak Shot（ハートブレイクショット）。
セクシーダイナマイツ
アニメ『デジモンクロスウォーズ～悪のデスジェネラルと七つの王国～』では第8話（通算第38話）で使用。演出は空中で開脚した状態で前に高速回転し、相手にヒップアタックを行うと同時に周囲にハート型のエネルギーをばらまいて攻撃する。
海外版『Digimon Fusion』では高速回転しながら攻撃する技になり、その後の演出は日本版と同様となっている。
英語版での名称はRolling Thunder（ローリングサンダー）。

### ジェリーモン
- 英名:Jellymon / 世代:成長期[12] / タイプ(種族):軟体型 / 属性:データ
- 必殺技:ビビサンダー、ボルトナックル、スパイラルキック / 得意技:

『バイタルブレス デジタルモンスター』のDimカード「ジェリーモン」で初登場。
クラゲのような頭と子供のような小柄の体を持つ軟体型デジモン。非常に柔軟な体を持ち、胴体部分は頭の中に収納することが可能で、通常は頭だけの状態で生活している。綺麗な環境と美しい行為を好んでおり、他者の汚れた行動を見ると怒りで体を出して戦闘モードになり、静電気を纏った拳や蹴りを繰り出してくる。頭だけの時の体重は極めて軽量であり、風に吹かれただけで飛んでしまう。
2021年9月21日にデジモンウェブのデジモン図鑑に追加され、詳細設定が判明した。
アニメ『デジモンゴーストゲーム』では東御手洗清司郎のパートナーデジモンとして登場。声は嶋村侑。

### シェルモン
- 英名:Shellmon / 世代:成熟期 / タイプ(種族):軟体型 / 属性:データ
- 必殺技:ハイドロプレッシャー / 得意技:

『デジタルモンスターVer.3』で初登場。
ヤドカリのような生態をもつ軟体型デジモン。好戦的な性格。
アニメでは海が舞台の時に主人公たちの行く手を阻む敵として度々登場する。

### シェンウーモン
- 英名:Ebonwumon / 世代:究極体 / タイプ(種族):聖獣型 / 属性:ワクチン
- 必殺技:霧幻 / 得意技:

北方を守護する最古参の四聖獣。玄武がモデルであり、巨大な大木を背負った双頭の亀の姿をしている。
他の四聖獣と同じく4つの目と12の電脳核を持っており、水を変幻自在に操る力を秘めているとされる。四聖獣の中では温厚な性格。
アニメ『デジモンテイマーズ』に登場。

### ジオグレイモン
- 英名:GeoGreymon / 世代:成熟期 / タイプ(種族):恐竜型 / 属性:ワクチン
- 必殺技:メガフレイム、メガバースト、ホーンインパルス / 得意技:

『デジヴァイスiC』で初登場。
グレイモンの亜種であり、完全体に迫る戦闘能力を持つ。グレイモンに比べて各部が全身凶器のように発達し、より攻撃的な姿になっている。
アニメ『デジモンセイバーズ』では主人公・大門大のパートナーデジモンであるアグモンの成熟期として登場。
漫画『デジモンネクスト』でも主人公ツルギのパートナーデジモンであるアグモンの成熟期として登場。

### ジジモン
- 英名:Jijimon / 世代:究極体 / タイプ(種族):エンシェント型 / 属性:ワクチン
- 必殺技:ハング・オン・デス / 得意技:ベーコニングキャット

デジタルワールド創成期から存在する長老デジモン。非常に膨大な知識を持ち、見た目に反して強大な能力を秘めているとされる。
ゲーム『デジモンワールド』では、はじまりの街の長を務める。
アニメ『デジモンテイマーズ』と『デジモンクロスウォーズ』にも登場。
アニメ『デジモンフロンティア』では第11話にて占い師の村の住民として登場。

### シスタモン シエル
- 英名:Sistermon Ciel / 世代:成長期 / タイプ(種族):パペット型 / 属性:データ
- 必殺技:白詰一文字切り、白殺（びゃくさい）、突蜂（とっほう） / 得意技:

ゲーム『デジモンストーリー サイバースルゥース ハッカーズメモリー』の北米版で初登場。
ネズミに似せたベールを被ったような少女の姿をしたデジモン。「白詰一文字」という刀を持っている。
ノワールとは双子のブランの姉だが、他の二人と違って単独で行動しており、デジタルワールド全体を渡り歩いて各地の異変の兆候をガンクゥモンに伝えている。
性格はおっとりとしながらも芯の強い人柄ということで今まで出会ったデジモンたちからの人気は高く、昼間は和気藹々とした生活ぶりを見せているが、夜になると不穏分子を狩る暗殺者としての顔を覗かせる。
ゲーム『デジモンストーリー サイバースルゥース ハッカーズメモリー』の北米版ではノワールの代わりに登場。声は日本版のノワールと同じく石原夏織。
アニメ『デジモンゴーストゲーム』では第8話で登場。声はゆかな。また、被り物の表情は変わらない。

#### シスタモン シエル（覚醒）
- 英名:Sistermon Ciel（Awakened） / 世代:成長期 / タイプ(種族):パペット型 / 属性:データ
- 必殺技:白詰一文字切り（覚）、白殺（びゃくさい）（覚）、突蜂（とっほう）（覚） / 得意技:

シスタモン シエルのもう一つの姿。ウィンプルを被ることで腹部にホーリースティグマが現出する。愛刀「白詰一文字」は振り重ねるごとに刀身に光を宿し、研ぎ澄まされていく。愛刀の輝きに呼応するように流麗な剣術を披露し、愛刀から光が溢れ出る時こそまさに見るものを魅了する剣の舞となる。
ゲーム『デジモンコレクターズ』にてデータと詳細設定が判明し、2022年2月18日にデジモンウェブのデジモン図鑑に追加された。

### シスタモン ノワール
- 英名:Sistermon Noir / 世代:成熟期 / タイプ(種族):パペット型 / 属性:ウィルス
- 必殺技:ブレスファイア、グランドシスタークルス / 得意技:ミッキーバレット

ゲーム『デジモンコレクターズ』で初登場。
頭部に黒猫の形をしたクロークを被っている修道女の姿をしたデジモン。「アンソニー」という二丁拳銃を武器にしている。
シスタモン姉妹の姉で、非常に天真爛漫かつ陽気な性格をしており、その振る舞いから場を和ませるムードメーカー的存在にもなっている。
ロイヤルナイツのガンクゥモンと共にハックモンの訓練をしているが、鍛錬半分・遊び半分なところがあり、ハックモンが苦しんでいても笑いながら銃を向けたりする。
妹のブランと共に路頭に迷い力尽きようとしていたところをガンクゥモンに助けられたという過去を持っている。
ゲーム『デジモンストーリー サイバースルゥース ハッカーズメモリー』の日本版で登場。声は北米版のシエルと同じく石原夏織。

#### シスタモン ノワール（覚醒）
- 英名:Sistermon Noir（Awakened） / 世代:成熟期 / タイプ(種族):パペット型 / 属性:ウィルス
- 必殺技:ブレスファイア（覚）、グランドシスタークルス（覚） / 得意技:ミッキーバレット（覚）

シスタモン ノワールのもう一つの姿。ウィンプルを頭部に被ることで胸にホーリースティグマが現れ、力が覚醒される。覚醒で引き出された野性の力により俊敏さが高められ、猫背に屈んだ体勢から敵を仕留めにかかる。
ゲーム『デジモンコレクターズ』にてデータと詳細設定が判明し、2022年2月18日にデジモンウェブのデジモン図鑑に追加された。

### シスタモン ブラン
- 英名:Sistermon Blanc / 世代:成長期 / タイプ(種族):パペット型 / 属性:ワクチン
- 必殺技:ディバインピース、グランドシスタークルス / 得意技:プロテクトウェーブ

ゲーム『デジモンコレクターズ』で初登場。
白うさぎのようなクロークを被ったような少女の姿をしたデジモン。「クロスバービー」という三叉の槍であるトライデントを持っており、攻守共に優れている。
シスタモン姉妹の妹だが、姉のノワールとは対照的にやや引っ込み思案なため、いつもノワールの後ろに隠れていることが多い。
姉と共にガンクゥモンに救われた恩に報いるため姉妹で彼より命ぜられたハックモンの教育を取り組んでいるものの、姉の暴れっぷりに引くことも少なくない。
ゲーム『デジモンストーリー サイバースルゥース ハッカーズメモリー』で登場。声は小倉唯。

#### シスタモン ブラン（覚醒）
- 英名:Sistermon Blanc（Awakened） / 世代:成長期 / タイプ(種族):パペット型 / 属性:ワクチン
- 必殺技:ディバインピース（覚）、グランドシスタークルス（覚） / 得意技:プロテクトウェーブ（覚）

シスタモン ブランのもう一つの姿。頭部のウィンプル中央にホーリースティグマが現れ、覚醒状態となる。この状態に入ると控え目な性格が一転し、むき出しになった戦闘本能に従うように荒れ狂った動きで戦場を駆け巡る。覚醒状態から戻ると先ほどまでの暴威が嘘のように、その場で穏やかな寝息を立てて眠りにつく。
ゲーム『デジモンコレクターズ』にてデータと詳細設定が判明し、2022年2月18日にデジモンウェブのデジモン図鑑に追加された。

### シマユニモン
- 英名:ShimaUnimon / 世代:成熟期 / タイプ(種族):幻獣型 / 属性:ワクチン
- 必殺技:ワイルドサンダー / 得意技:

ゲーム『デジモンワールド』シリーズで初登場。
ユニモンの亜種で翼がなくゼブラ柄である。

### シャイングレイモン
- 英名:ShineGreymon / 世代:究極体 / タイプ(種族):光竜型 / 属性:ワクチン
- 必殺技:グロリアスバースト、シャイニングブラスト / 得意技:ジオグレイソード、シャインハンマー

『デジヴァイスiC』で初登場。
ライズグレイモンの究極体。太陽のエネルギーを使って戦い、「ジオグレイソード」を召喚する能力を持つ。
アニメ『デジモンセイバーズ』では大門大のパートナーデジモンであるアグモンの究極体として登場。声は松野太紀。

#### シャイングレイモン：バーストモード
- 英名:ShineGreymon Burst Mode / 世代:究極体 / タイプ(種族):光竜型 / 属性:ワクチン
- 必殺技:コロナブレイズソード、ファイナルシャイニングバースト / 得意技:トリッドヴァイス

『デジヴァイスバースト』で初登場。
シャイングレイモンが限界能力を開放した姿。灼熱の太陽エネルギーをその身に纏い、火炎を剣や盾にして戦う。
アニメ『デジモンセイバーズ』で登場。声は松野太紀。

#### シャイングレイモン：ルインモード
- 英名:ShineGreymon Ruin Mode / 世代:究極体 / タイプ(種族):光竜型 / 属性:ワクチン
- 必殺技:コロナブレイズソード、ファイナルシャイニングバースト / 得意技:トリッドヴァイス

アニメ『デジモンセイバーズ』で初登場。
仲間を倒され、誇りを傷つけられたシャイングレイモンが憎しみによって力を解放した姿。果てなき力への渇望が、本来「正」の力である太陽エネルギーを「負」の力である暗黒エネルギーへと変換している。必殺技もすべて暗黒エネルギーにより大幅に強化されている。しかし、戦闘時に限界を超えた暗黒エネルギーを引き出した場合、デジタマになってしまうリスクを負ってしまった。
本来のバーストモード（赤色）とはカラーリングが異なる（こちらは黒）他、両腕に纏った炎が剣や盾の形をしていない。
2022年12月13日にデジモンウェブのデジモン図鑑に追加され、詳細設定が判明した。
アニメ『デジモンセイバーズ』では大のトーマへの怒りと憎しみに満ちたデジソウルによってシャイングレイモンが変貌し暗黒進化した姿として第34話および第35話で登場。

### シャウトモン
- 英名:Shoutmon / 世代:成長期（クロスウォーズ） / タイプ(種族):小竜型 / 属性:データ
- 必殺技:ロックダマシー、ソウルクラッシャー、ラウディロッカー / 得意技:

アニメおよび漫画『デジモンクロスウォーズ』で初登場。
血気盛んで非常に攻撃性の高い凶暴な小竜型デジモン。自身の情熱こそ力の源であり、その情熱が尽きるまでどんな状況であろうと決して戦いを諦めることは無い。一方で仲間と認めた者に対しては友好的であり、なおかつ音楽や歌を愛していて自然から流れてくる音をBGMにして歌を口ずさんでいることも多い。
手に持ったスタンドマイクはマクフィルド社製の特別なもので、これを失ったシャウトモンはショックにより次第に衰弱してしまう。
2010年6月4日にデジモンウェブのデジモン図鑑に追加され、詳細設定が判明し、さらに2020年10月2日に世代・属性が判明した。
アニメおよび漫画『デジモンクロスウォーズ』では主人公である工藤タイキのパートナーデジモンとして登場。アニメ版の声は坂本千夏（日本語版）、ベンジャミン・ディスキン（英語版）。
最新作ゲーム自体には登場しないがゲーム[デジモンサヴァイブ]ではそのデジモンと似た性格をしたアグモンの進化体。タスクモンとメガドラモンが登場した。
必殺技
ロックダマシー
アニメおよび漫画『デジモンクロスウォーズ』では掌から音符の形をした火炎弾を生み出し投げる技となっており、アニメ版第3期第19話（通算第73話）では威力を分散させることで複数同時発射「ロックダマシーアロー」も披露している。
英語版での名称はFiery Fastball（ファイアリーフェスティバル）。
ソウルクラッシャー
英語版での名称はBellow Blaster（ビローブラスト）。
ラウディロッカー
英語版での名称はRock and Roller（ロックアンドローラー）。

#### シャウトモン（キングVer.）
- 英名:Shoutmon King Ver. / 世代:成熟期（クロスウォーズ） / タイプ(種族):小竜型 / 属性:データ
- 必殺技:ロックダマシー、ソウルクラッシャー、ラウディロッカー / 得意技:

アニメ『デジモンクロスウォーズ～時を駆ける少年ハンターたち～』で初登場。
鍛錬を積みデジモンキングとなった凛々しきシャウトモン。黄色いマフラーをなびかせ、マクフィルド社製のマイクを使ったパフォーマンスも一際輝きを放っている。
2019年1月25日にデジモンウェブのデジモン図鑑に追加され、詳細設定が判明し、さらに2020年10月2日に世代・属性が判明した。
アニメ『デジモンクロスウォーズ～時を駆ける少年ハンターたち～』にて主人公である工藤タイキのパートナーデジモンとして登場。

#### シャウトモン＋ジェットスパロウ
- 英名:Shoutmon + Supersonic Sparrow / 世代:成長期（クロスウォーズ） / タイプ(種族):強化型 / 属性:データ
- 必殺技:エアシューター、プラズマブラスター / 得意技:

アニメ『デジモンクロスウォーズ』で初登場。
さらなる速度を得たスパロウモンの「音速巡航形態」。凄まじい推力を有し他のデジモンを背に乗せて飛行することも可能だが、よほど根性のあるデジモンでないとあまりの風速にたちまち吹き飛ばされてしまう。体内にデジコンプレッサーという器官があり、吸い込んだ空気をここで超圧縮して後方に吹き出すことで推力を得ている。この器官は飛行だけでなく攻撃技にも転用できる。
2011年2月4日にデジモンウェブのデジモン図鑑に追加され、詳細設定が判明し、さらに2020年10月2日に世代・属性が判明した。
アニメ（第2期『悪のデスジェネラルと七つの王国』まで）および漫画『デジモンクロスウォーズ』に登場。

#### シャウトモン＋スターソード
- 英名:Shoutmon + Star Sword / 世代:成長期（クロスウォーズ） / タイプ(種族):強化型 / 属性:データ
- 必殺技:スターブレイド、フルスターブレイド / 得意技:

アニメ『デジモンクロスウォーズ』で初登場。
スターモンとピックモンの「剣結合形態」。ノコギリのような刀身は強固なことこの上ない硬さを誇り、相手を削るように切断して大ダメージを与える。切り口をズタズタにしてしまうため、普通の攻撃のダメージより回復に時間がかかり、敵により大きな被害を与える。また硬いだけではなく、ピックモン同士の結合が自在に動くため、柳の枝のようにしなって強すぎる衝撃を吸収するしなやかさも併せ持つ。スターソードはスターモンとピックモンの強い絆の結びつきを体現した姿といえる。
2010年9月10日にデジモンウェブのデジモン図鑑に追加され、詳細設定が判明し、さらに2020年10月2日に世代・属性が判明した。
アニメ（第2期『悪のデスジェネラルと七つの王国』まで）『デジモンクロスウォーズ』に登場。

#### シャウトモン＋ドルルキャノン
- 英名:Shoutmon + Dorulu Cannon / 世代:成長期（クロスウォーズ） / タイプ(種族):強化型 / 属性:データ
- 必殺技:ドルルキャノン / 得意技:

アニメ『デジモンクロスウォーズ』で初登場。
ドルルモンの「砲撃形態」。ドルルモンの持てる全エネルギーを凝縮して発射する最大の必殺技である。ドルルモンはエネルギー充填に集中しなければならないため、命中させるためには照準を担当してくれる他のデジモンの協力が不可欠である。また、エネルギー充填中はまったくの無防備となり防御力は0となってしまう。やはりこの間を護衛してくれる他のデジモンの協力が不可欠となり、パートナーとの絶対的な信頼関係があって初めて使える大技といえる。
2010年8月27日にデジモンウェブのデジモン図鑑に追加され、詳細設定が判明し、さらに2020年10月2日に世代・属性が判明した。
アニメ（第2期『悪のデスジェネラルと七つの王国』・第3期『時を駆ける少年ハンターたち』）『デジモンクロスウォーズ』に登場。

#### シャウトモンX2（クロスツー）
- 英名:Shoutmon X2 / 世代:成熟期（クロスウォーズ） / タイプ(種族):強化型 / 属性:データ
- 必殺技:バディブラスター / 得意技:ホーンブレイカーDX、マックアロー、アームバンカー、オプティックレーザー、ミヤバルカン

アニメ『デジモンクロスウォーズ』で初登場。
シャウトモンとバリスタモンがデジクロスした姿。バリスタモンが他のデジモンを1体収容し、そのデジモンに数倍の腕力と防御力を与え、さらに2体のデジモンの潜在能力を爆発的に高めた「強化装甲形態」。
その戦法の種類は非常にバラエティに富んでおり、一対一の戦いから集団との戦までいかなる状況にも対応することが可能となる。
2010年8月6日にデジモンウェブのデジモン図鑑に追加され、詳細設定が判明し、さらに2020年10月2日に世代・属性が判明した。
アニメ（第2期『悪のデスジェネラルと七つの王国』まで）および漫画『デジモンクロスウォーズ』に登場。
得意技
アームバンカー
腕を振るって攻撃する。
アニメ『デジモンクロスウォーズ』では第2話で使用。
漫画『デジモンクロスウォーズ』では第1話で使用。
オプティックレーザー
目の部分から黄色の光線を発射して攻撃する。
アニメ『デジモンクロスウォーズ』では第7話で使用。
ミヤバルカン
腕の砲身部分から大量のエネルギー弾を発射して攻撃する。
アニメ『デジモンクロスウォーズ』では第2期第8話（通算第38話）で使用。
必殺技
バディブラスター
アニメ『デジモンクロスウォーズ』では第2話で使用。
漫画『デジモンクロスウォーズ』では第1話で使用。

#### シャウトモンX3（クロススリー）
- 英名:Shoutmon X3 / 世代:成熟期（クロスウォーズ） / タイプ(種族):合成型 / 属性:データ
- 必殺技:スリービクトライズ / 得意技:スリーインパクト、ビクトライズブーメラン、ハイアドモスフェリックプレッシャー（漫画『デジモンクロスウォーズ』のみ）

アニメ『デジモンクロスウォーズ』で初登場。
シャウトモンとバリスタモンとドルルモンがデジクロスした姿。3体のデジモンの闘争本能が融合し「心」・「技」・「体」の高い基礎能力を兼ね備えた「フィジカル形態」の戦士として誕生したデジモン。巨体に似合わず高い機動性を有しており、アクロバティックな動きで敵を翻弄し、力を吸収する全身の柔軟な関節によって衝撃に対して高い耐性も持っている。
2010年9月3日にデジモンウェブのデジモン図鑑に追加され、詳細設定が判明し、さらに2020年10月2日に世代・属性が判明した。
アニメ（第2期『悪のデスジェネラルと七つの王国』まで）および漫画『デジモンクロスウォーズ』に登場。
得意技
ビクトライズブーメラン
アニメ『デジモンクロスウォーズ』では第3話で使用。
ハイアドモスフェリックプレッシャー
漫画『デジモンクロスウォーズ』オリジナル。第2話で使用。手首の部分を高速回転させて放つパンチを放つ。

#### シャウトモンX4（クロスフォー）
- 英名:Shoutmon X4 / 世代:成熟期（クロスウォーズ） / タイプ(種族):合成型 / 属性:データ
- 必殺技:バーニングスタークラッシャー、バーニングスタースラッシャー、スリービクトライズ、スリービクトライズマックスパワー（アニメ『デジモンクロスウォーズ』のみ） / 得意技:スリーインパクト、ビクトライズブーメラン

アニメ『デジモンクロスウォーズ』で初登場。
シャウトモンX3がスターモンとピックモンズがデジクロスしたスターソードを携えた「ヴィクトリー形態」で、4体のデジモンの強い想いにより誕生した。
己の信念を貫き通すことだけをその存在理由としており、その絶大な力から紛れも無く最強のデジモンの1体に数えられるという。主に地上での戦いを得意としている。
2010年8月20日にデジモンウェブのデジモン図鑑に追加され、詳細設定が判明し、さらに2020年10月2日に世代・属性が判明した。
アニメ（第2期『悪のデスジェネラルと七つの王国』・第3期『時を駆ける少年ハンターたち』では第9話（通算第63話）で登場）および漫画『デジモンクロスウォーズ』に登場。
必殺技
スリービクトライズマックスパワー
アニメ『デジモンクロスウォーズ』オリジナル。第3話で使用。スターソードを胸の前に水平に構え、 胸の部分から赤きV状の光線を発射して攻撃する。

#### シャウトモンX4K（クロスフォーナイト）
- 英名:Shoutmon X4 Knight / 世代:完全体（クロスウォーズ） / タイプ(種族):合成型 / 属性:データ
- 必殺技:バーニングスタークラッシャー、スリービクトライズ / 得意技:スリーインパクト、ビクトライズブーメラン

アニメ『デジモンクロスウォーズ』で初登場。
シャウトモンX4にナイトモンとポーンチェスモンがデジクロスして堅固な防御力と攻撃力を与えた「騎士形態」。希望の象徴たる紋章が描かれたマントを纏い、スターソードにはナイトモンの「ベルセルクソード」が融合した大剣、そして軍団のシンボルマーク「クロスハート」がデザインされた盾を装備している。
2021年5月12日にデジモンウェブのデジモン図鑑に追加され、詳細設定が判明した。
アニメ『デジモンクロスウォーズ』（第1期のみ）ではシャウトモンX4とナイトモンとポーンチェスモンズがデジクロスした姿として登場。

#### シャウトモンX4B（クロスフォービー）
- 英名:Shoutmon X4B / 世代:完全体（クロスウォーズ） / タイプ(種族):合成型 / 属性:データ
- 必殺技:スターズブレイドセレストライク、カオスフレア、バーニングスタークラッシャー / 得意技:スリービクトライズ

アニメ『デジモンクロスウォーズ』で初登場。
シャウトモンX4にさらにベルゼブモン（クロスウォーズ版）がデジクロスした「神馬形態」。地上を高速で駆け抜け、さらに天空をも自在に飛行することが可能となり、技の威力もベルゼブモンのパワーが上乗せされたことでより強力なものになっている。
2010年12月17日にデジモンウェブのデジモン図鑑に追加され、詳細設定が判明し、さらに2020年10月2日に世代・属性が判明した。
アニメ『デジモンクロスウォーズ』（第1期のみ）に登場。

#### シャウトモンX4S（クロスフォーエス）
- 英名:Shoutmon X4S / 世代: / タイプ(種族):合成型 / 属性:
- 必殺技:ブレイズファイア、クロスR&B（レッドアンドブルー）、ビクトリーブレイブ / 得意技:

ゲーム『デジモンストーリー 超クロスウォーズ レッド/ブルー』で初登場。
4体のデジモンが具現化させた「ヴィクトリー形態」に、武器デジモンであるスパーダモンが強力な武器となり加わった「無双闘士形態」。スパーダモンが主と認めた相手を信頼して姿を変えた。「天使が持てば世界を救い、悪魔が持てば世界を滅ぼす」武器を装備したことによりシャウトモンX4が劇的にパワーアップした姿で、二本の武器を自在に操る二刀流の戦闘スタイルを用い戦場を駆けて敵をなぎ倒し勝利をつかむ。その力の根源は「誰かを守りたい」というひたむきなまでの熱い想いであり、誰かを守るための戦いにおいて最大の力を発揮する勇気の闘士である。
当初はゲーム『デジモンストーリー 超クロスウォーズ レッド/ブルー』のみの形態であったが、後にアニメ『デジモンクロスウォーズ』（第2期『悪のデスジェネラルと七つの王国』まで）にも登場。
『デジモンジントリックス』では合成型デジモンと表記されている。
必殺技
ビクトリーブレイブ
左腕の武器化したスパーダモンの武装から長大な蒼煌たる光の刃を伸ばして全てをV字型に寸断する。この刃は最大の力で振るわれた時、1つのゾーンすら寸断できると言い伝えられている。
クロスR&B（レッドアンドブルー）
二本の武器を交差に振り下ろして生み出した赤と青のX型の巨大な衝撃波を飛翔させ、エネルギーの暴風波で敵陣を壊滅させる。この技の発動には正確なタイミングで武器を交差させる必要があり、まさに武器デジモンとの以心伝心により初めて成し得る技といえる。
ブレイズファイア
スパーダモンの力によって必殺技へと昇華した頭部速射砲を放つ技で、命中した敵に麻痺を与え能力を中和する力を有し、両手が武装で塞がる難点を補う武装以上の性能を得た。

#### シャウトモンX5（クロスファイブ）
- 英名:Shoutmon X5 / 世代:完全体（クロスウォーズ） / タイプ(種族):合成型 / 属性:データ
- 必殺技:メテオバスターアタック、メテオインパクト、バーニングスタークラッシャー / 得意技:スリービクトライズ、インパクトレーザー（アニメ『デジモンクロスウォーズ』のみ）

アニメ『デジモンクロスウォーズ』で初登場。
シャウトモンX4にスパロウモンがデジクロスした「ファイナリスト形態」。X4時の高い戦闘能力に加えて、そこに自ら成層圏まで一気に駆け上れるほどの飛行能力を発揮した究極のパワーアップ形態とされている。
2011年1月14日にデジモンウェブのデジモン図鑑に追加され、詳細設定が判明し、さらに2020年10月2日に世代・属性が判明した。
アニメ（第2期『悪のデスジェネラルと七つの王国』まで）および漫画『デジモンクロスウォーズ』に登場。
得意技
インパクトレーザー
アニメ『デジモンクロスウォーズ』オリジナル。第16話で初使用。左腕のサナオリアから渦巻く光線を発射して攻撃する。
必殺技
メテオバスターアタック
アニメ『デジモンクロスウォーズ』で使用。
メテオインパクト
アニメおよび漫画『デジモンクロスウォーズ』で使用。

#### シャウトモンX5B（クロスファイブビー）
- 英名:Shoutmon X5B / 世代:究極体（クロスウォーズ） / タイプ(種族):合成型 / 属性:データ
- 必殺技:バーストダッシュストリーム、メテオバスターアタック、メテオインパクト、カオスフレア、スターズブレイドセレストライク、バーニングスタークラッシャー、5B（ファイブビー）ビクトライズ（アニメ『デジモンクロスウォーズ』のみ） / 得意技:スリービクトライズ

アニメ『デジモンクロスウォーズ』で初登場。
シャウトモンX5にさらにベルゼブモン（クロスウォーズ版）がデジクロスした「天馬武神形態」（『デジモンジントリックス』では「神馬武神形態」とも呼ばれる）。その機動性と攻撃力は数倍以上に跳ね上がっており、天馬は空を駆け彗星となり神速をもっていかなる敵も翻弄する、まさに神技と讃えるべきその姿は魔を滅すために天から使わされた武神のようであるとも言われている。
彗星の如き神速を持って相手を翻弄し、そしてデジクロスによって得た複数の攻撃技を間髪入れず連続で浴びせて敵を一気に殲滅する。
2011年5月13日にデジモンウェブのデジモン図鑑に追加され、詳細設定が判明し、さらに2020年10月2日に世代・属性が判明した。
アニメ『デジモンクロスウォーズ』（第2期『悪のデスジェネラルと七つの王国』まで）に登場。
必殺技
5B（ファイブビー）ビクトライズ
アニメ『デジモンクロスウォーズ』オリジナル。第29話で使用。全身でVの字を作って、そこから赤きVの字のエネルギー波を飛ばして攻撃する。

#### シャウトモンDX（ディークロス）
- 英名:Shoutmon DX / 世代:究極体（クロスウォーズ） / タイプ(種族):合成型 / 属性:データ
- 必殺技:ブレイブビートロックダブルクロス、ビクトライズ・バンキング / 得意技:エレキバスタークロス、ハイパーロックマグナム、トライデントジャスファング

アニメ『デジモンクロスウォーズ～悪のデスジェネラルと七つの王国～』での初登場を経て『デジモンクロスローダー』でも登場。
神速を誇るオメガシャウトモンと超攻撃力を有するジークグレイモンがデジクロスした「クルセイド形態」。ジークグレイモンのゴールドデジゾイド装甲による高い防御能力と攻撃力、それにオメガシャウトモン本来の機動力が両立されている。内面にはグレイモンの凶暴性にシャウトモンの知性の両方を秘めており、普段は温和だが、戦闘時には激しい情熱を燃やし冷静かつ大胆な戦士となる。
2011年6月17日にデジモンウェブのデジモン図鑑に追加され、詳細設定が判明し、さらに2020年10月2日に世代・属性が判明した。
アニメ（第2期『悪のデスジェネラルと七つの王国』から登場し、第3期『時を駆ける少年ハンターたち』では第24話（通算第78話）で登場）および漫画『デジモンクロスウォーズ』に登場。
得意技
エレキバスタークロス
右手（アニメおよび漫画『デジモンクロスウォーズ』では左手）に装備する銃剣。
アニメおよび漫画『デジモンクロスウォーズ』で使用。
英語版での名称はElectric Buster Cross（エレクトリックバスタークロス）。
ハイパーロックマグナム
アニメ『デジモンクロスウォーズ～悪のデスジェネラルと七つの王国～』で使用。
英語版での名称はMagma Blast（マグマブラスト）。
トライデントジャスファング
左手（アニメおよび漫画『デジモンクロスウォーズ』では右手）に装備する巨大な爪。
アニメ『デジモンクロスウォーズ～悪のデスジェネラルと七つの王国～』では第4話（通算第34話）で使用。
英語版での名称はDX Double Blade（DXダブルブレード）。
必殺技
ビクトライズ・バンキング
オメガシャウトモンと同じ技だが、こちらでは胸のVの部分から幾つものV状のエネルギー波を発射する。
アニメ『デジモンクロスウォーズ～悪のデスジェネラルと七つの王国～』では第4話（通算第34話）で使用。その時は「ビクトライズバンキング」と表記された。
英語版での名称はVictorize Complete（ビクトライズコンプリート）。
ブレイブビートロックダブルクロス
アニメ『デジモンクロスウォーズ～悪のデスジェネラルと七つの王国～』では第6話（通算第36話）、第9話（通算第39話）で使用。
英語版での名称はBrave Beat Rock Double Fusion（ブレイブビートロックダブルフュージョン）。

#### シャウトモンX7（クロスセブン）
- 英名:Shoutmon X7 / 世代:究極体(クロスウォーズ) / タイプ(種族):合成型 / 属性:データ
- 必殺技:セブンビクトライズ、セブンビクトライズマキシマム（アニメ『デジモンクロスウォーズ～悪のデスジェネラルと七つの王国～』のみ）、オール・オメガ・ザ・フュージョン（漫画『デジモンクロスウォーズ』のみ） / 得意技:クロスバーニングロッカー、ダブルフレアバスター

アニメ『デジモンクロスウォーズ～悪のデスジェネラルと七つの王国～』での初登場を経て『デジモンクロスローダー』でも登場。
シャウトモンDXにさらにバリスタモン、ドルルモン、スターモンズ、スパロウモンがデジクロスした「アルダーバースト形態」。一つとなった7体とデジモンたちの熱き魂がゴールドデジゾイドのボディに宿っており、神々しいオーラを放っている。
平和な世界の実現というシャウトモンX7にデジクロスしたデジモンたちすべての願いをハートに乗せていかなる攻撃にも屈せず突き進み、決してその歩みを止めることはないと言われている。
2011年10月21日にデジモンウェブのデジモン図鑑に追加され、詳細設定が判明し、さらに2020年10月2日に世代・属性が判明した。
アニメ（第2期『悪のデスジェネラルと七つの王国』から登場し、第3期『時を駆ける少年ハンターたち』では第23話（通算第77話）で登場）および漫画『デジモンクロスウォーズ』に登場。
得意技
クロスバーニングロッカー
アニメ『デジモンクロスウォーズ』（第2期および第3期）では炎を纏ったスタンド型のマイクを地面に叩き付けることによって、V字の炎を飛ばして攻撃する。
英語版での名称はFusion Flamethrower（フュージョンフレイムスロウアー）。
ダブルフレアバスター
英語版での名称はDouble Flare Blaster（ダブルフレアブラスター）。
必殺技
セブンビクトライズ
アニメ『デジモンクロスウォーズ』（第2期および第3期）では胸のV字から巨大なV状のエネルギー波を発射する。また、広範囲を一掃する破壊力がある。
英語版での名称はFinal Victory Blade（ファイナルビクトリーブレード）。
セブンビクトライズマキシマム
アニメ『デジモンクロスウォーズ～悪のデスジェネラルと七つの王国～』オリジナル。第19話（通算第49話）で使用。「セブンビクトライズ」の強化版といえる技で、胸のVの部分から7つのV状のエネルギー波を発射して攻撃する。
英語版での名称はSeven Victories（セブンビクトライズ）。
オール・オメガ・ザ・フュージョン
漫画『デジモンクロスウォーズ』オリジナル。第19話で使用。オメガシャウトモンの必殺技である「オメガ・ザ・フュージョン」の強化版といえる技で、巨大なオメガモン型のオーラを纏って突撃する。

#### シャウトモンX7（クロスセブン） スペリオルモード
- 英名:Shoutmon X7F Superior Mode / 世代:究極体（クロスウォーズ） / タイプ(種族):合成型 / 属性:データ
- 必殺技:ファイナルクロスブレード / 得意技:クロスバーニングロッカー、ダブルフレアバスター

アニメ『デジモンクロスウォーズ～悪のデスジェネラルと七つの王国～』での初登場を経てゲーム『デジモンコレクターズ』でも登場。
シャウトモンX7が平和を願う沢山のデジモンの想いを力に変えて誕生した「アウェイキング形態」。ゴールドデジゾイドに宿るオーラはさらにその輝きを増し、頭と背中と足には聖なる光の翼が生え、ボディの周辺にスタンドマイクから溢れ出る2つのリング状の赤い光が渦巻いている。全ての希望を背負い、デジタルワールドの平和のために悪と戦うその姿として「バーニングロッカー」と称される。
2021年9月24日にデジモンウェブのデジモン図鑑に追加され、詳細設定が判明した。
アニメ（第2期『悪のデスジェネラルと七つの王国』では第24話（通算第54話、第2期最終話）でのみ登場）および漫画（第21話（最終話）でのみ登場）『デジモンクロスウォーズ』に登場。アニメ版では公式イラストに近いデザイン（無数のデジモンのデータがXの字に渦巻いている）になっていたが、漫画版では一部デザインが省略されている。

#### シャウトモンSH（スターホイール）
- 英名:Shoutmon Star Wheel / 世代: / タイプ(種族): / 属性:
- 必殺技: / 得意技:

漫画『デジモンクロスウォーズ』第5話に登場。
シャウトモンとスターモンとチビックモンたちがデジクロスした高機動形態。スターモンが円状になりチビックモンを付けた武器を装備する。攻撃力は低いが、素早い動きで敵を牽制する。
ホイールは正しくは「Wheel」だが、Hと表記されている。

#### シャウトモンX6（クロスシックス）
- 英名:Shoutmon X6 / 世代: / タイプ(種族): / 属性:
- 必殺技:クロスシューティングロッカー / 得意技:

漫画『デジモンクロスウォーズ』第15話に登場。
シャウトモンDXにさらにバリスタモン・ドルルモン・スターモンズがデジクロスした形態。X7では背中にクロスしているピックモンズがマイクの持ち手部分に通され錫杖のような武器となっている。
必殺技
クロスシューティングロッカー
巨大なスタンド型のマイクをエネルギーを纏わせてシャウトモン（またはクロスハートのエンブレム）のようなエネルギー弾を飛ばす。
X7（クロスセブン）の必殺技である「クロスバーニングロッカー」と酷似している。

#### シャウトモンEX6（イークロスシックス）
- 英名:Shoutmon EX6 / 世代:究極体（クロスウォーズ） / タイプ(種族):合成型 / 属性:データ
- 必殺技:ソル・キャリバー、デモリッションホーン、リュウセイロックダマシー / 得意技:

漫画『デジモンクロスウォーズ』での初登場を経てゲーム『デジモンコレクターズ』でも登場。
オメガシャウトモン・ジークグレイモン・アトラーバリスタモン・イェーガードルルモン・ラプタースパロウモンら進化したデジモンのみでデジクロスした「エヴォリューション形態」。スターモンズが欠けているためデジクロス体としてのパワーはX7より劣るが、進化しクロンデジゾイドの装甲をまとったことで得た金銀に輝く（漫画『デジモンクロスウォーズ』では金色に輝く）ボディと巨大な翼により防御力と飛翔能力はX7をも上回る。右腕にはラプタースパロウモンの尾が変形した剣「ソル・キャリバー」、左腕のイェーガードルルモンのスピアである「シュツルムスティンガー」が変形した「デモリッションホーン」を装備している。
2021年3月19日にデジモンウェブのデジモン図鑑に追加され、詳細設定が判明した。

#### シャウトモンX3SD（クロススリーエスディー）
ゲーム『デジモンストーリー 超クロスウォーズ レッド/ブルー』で初登場。
3体のデジモンの「フィジカル形態」にスカルナイトモンとデッドリーアックスモンの2体が加わって誕生したデジモン。鬼神のような姿になり、矛先がV字型になった巨大な槍「ビクトリースピア」を豪快にふるい、冷酷に敵をなぎ払う姿は、ハルバードの鬼神と恐れられている。ビクトリースピアを超高速で突きを浴びせて敵を穴だらけにしてしまう。

#### シャウトモンX3GM（クロススリージーエム）
- 英名:Shoutmon X3GM / 世代: / タイプ(種族):翼竜型 / 属性:
- 必殺技:ブレスオブペルーン、ワイルドバーニング、ブリリアンスダガー / 得意技:

ゲーム『デジモンストーリー 超クロスウォーズ レッド/ブルー』で初登場。
シャウトモンX3にグレイモンとメイルバードラモンの2体が加わって誕生したデジモン。燃え盛る炎の翼を持ち、炎の翼で全てを焼き尽す灼熱竜のような姿になった。炎を帯びた翼で飛び回り、超スピードの空中戦を得意としており、激しい炎が沸き立つ灼熱の姿は数キロ離れた場所からも感じられるという。
『デジモンジントリックス』では翼竜型デジモンと表記されている。

#### シャウトモンX5S（クロスファイブエス）
- 英名:Shoutmon X5S / 世代: / タイプ(種族):合成型 / 属性:
- 必殺技:コズモビクトリー、ヘリオスラッシャー、スペースチャクラム / 得意技:

ゲーム『デジモンストーリー 超クロスウォーズ レッド/ブルー』で初登場。
5体のデジモンが心を合わせて誕生させた「ファイナリスト形態」に、武器デジモンであるスパーダモンが加わりさらなる力を与えた「宇宙闘士形態」。スパーダモンが主と認めた相手を信頼して姿を変えた。「天使が持てば世界を救い、悪魔が持てば世界を滅ぼす」力を秘めた武装によりシャウトモンX5が超絶に強化されている。超速で宇宙を翔け巡る、宇宙エネルギーに満ちた宇宙闘士が誕生した。
『デジモンジントリックス』では合成型デジモンと表記されている。
必殺技
コズモビクトリー
超飛翔能力を最大限に活かした大技。地上からの超速飛翔で成層圏を突破して宇宙空間にまで達し、宇宙エネルギーを全身に集めて得た爆発力と、地上へ帰還するために大気圏を急降下突破して得た摩擦力・熱の全てを武器デジモンに集中させ敵への破壊力として一撃に込めて放つ。この技を受けた敵はただでは済まず、この技を受けた敵がいた周囲の場所もただでは済まないと言われている。
ヘリオスラッシャー
太陽エネルギーを注入してスターソードの炎の力を最大限にまで高め太陽の如き灼熱を纏わせたのち、敵に向かって超飛翔能力で天を翔けて凄まじい勢いを乗せた一閃で切り裂き焼き尽くす。ヘリオスラッシャーを仕掛ける時は、燃え上がるスターソードの輝きが飛翔の速さに尾を伸ばし宇宙を翔ける燃える彗星のように見える。
スペースチャクラム
また、円形の真空刃を発射し敵を切り裂く技。鋭利な切断能力だけではなくスパーダモンの有していた敵を麻痺し能力を中和する波動の力を帯びているために技を放つことで単なる飛び道具以上の有用性とアドバンテージを得られ戦術の幅が拡げられている。

### シャウジンモン
- 英名:Shawjamon / 世代:完全体 / タイプ(種族):魔人型 / 属性:ウィルス
- 必殺技:降妖杖・滝の陣、降妖杖・渦紋の陣 / 得意技:月牙斬

超重量級の杖「降妖杖（こうようじょう）」を軽々と扱い戦う魔人型デジモン。
モデルは沙悟浄で、デジコアを封印した9つの首飾りの1つでも欠けると恐ろしいデジモンに変貌すると云われている。
アニメ『デジモンセイバーズ』では湯島のパートナーデジモンであるカメモンの完全体として登場。
アニメ「デジモンゴーストゲーム」では52話で登場。とある町にある湖「千憧湖」に仲間のガワッパモンたちとひっそりと暮らしていたが、最近建造されたIT関係企業の工場から漏れ出した化学物質による水質汚染の影響で数珠が破損したことにより理性を失い凶暴化、湖に来た人間を引き摺り込んで捕食しようとし、後に実体化を果たして人間狩りを決行しようとした。そして、人間狩りを邪魔した瑠璃に「人間狩りを邪魔したのはきさまか！？許さねぇ...お前ら全員食いつくしてやらぁ！！」と叫び、宙達に襲い掛かる。数珠の破損の影響で解放されたパワーや得意の水中戦で宙たちを追い詰める他、仲間だったはずのガワッパモンにも襲うようなるも、ワープ進化が可能になった瑠璃のラモールモンの「豪怨毀永斬」を受け敗北。テティスモンの「ドクテアーゼ」で数珠を修復されたことで正気に戻り、宙や瑠璃達に「人間...俺のせいで迷惑をかけてすまなかった...」と迷惑をかけたことを謝罪し、このような事態を二度と起こさない様、仲間と共に人間の手の届かない山奥へと姿を消した。

### シャオモン
- 英名:Xiaomon / 世代:幼年期II / タイプ(種族):レッサー型 / 属性:
- 必殺技:ツゥーモ / 得意技:

ラブラモンの幼年期。人工デジモンであり、人になつきやすい分個体数が多いのが特徴。とても賢い。

### シャカモン
- 英名:Shakamon / 世代:究極体 / タイプ(種族):如来型 / 属性:ワクチン
- 必殺技:怠条真言 / 得意技:悟遍路掌、霊光蜘蛛之糸

デジタルワールドを東方から守護するホストコンピューターに最も近いデジモンと言われる存在。
非常に慈悲深い性格とされるが、デジタルワールドのさらなる飛躍のためにあえて過酷な試練を与えることもあり、それを乗り越えて来る者の到来を待ち望んでいる。
天上天下の理を知るこのデジモンに戦いを挑んだとしても、掌の上で幻影に翻弄されるだけでやがては力尽きるしかないという。

### ジャガモン
- 英名:Jagamon / 世代:完全体 / タイプ(種族):植物型 / 属性:ワクチン
- 必殺技:スマッシュポテト / 得意技:

『デジモンペンデュラム1』で初登場。
ジャガイモのような外見で擬態する植物型デジモン。別名ジャガロット。食べることと寝ることが大好きな一方、戦闘は嫌いで臆病な性格。突き出た芽はレーダーになっている。
アニメ『デジモンアドベンチャー』ではミニドラマCD1で登場。声は風間勇刀。
アニメ『デジモンテイマーズ』では第25話で登場。声は小栗雄介。
アニメ『デジモンフロンティア』ではモブデジモンとして度々登場し、第11話にて占い師の村の住民として登場（後ろ姿のみ）。
アニメ『デジモンクロスウォーズ～時を駆ける少年ハンターたち～』では第7話（通算第61話）で登場。声は菊池こころ。
アニメ『デジモンアドベンチャー:』では第39話で登場。

### シャコモン
- 英名:Syakomon / 世代:成長期（完全体） / タイプ(種族):甲殻類型 / 属性:ウィルス
- 必殺技:ブラックパール / 得意技:ウォータースクリュー

内部のやわらかい体を硬い殻で覆った二枚貝のようなデジモン。本体は幼年期並みの防御力しかないが、油断しているとぴったりと貝を閉じたまま突撃してくる。
『デジモンペンデュラム』シリーズでは成長期、『デジタルモンスターVer.S 〜デジモンテイマーズ〜』でのみ完全体。後者では、技こそ爆弾ではないが、Ver.シリーズでいうマメモン的存在である。

#### シャコモン（X抗体）
- 英名:Syakomon X / 世代:成長期（完全体） / タイプ(種族):ウィルス / 属性:甲殻類型
- 必殺技:ブラックパール / 得意技:ブラックデリンジャー

シャコモンが「X抗体」を取り込み、未知の力を引き出した姿。貝殻の裏には素早く逃げるためのジェット噴射口が備わり、その貝殻の両側に新たにネットの海底のジャンク部品を集めて作ったという“ブラックデリンジャー”という小型火器を装備し攻撃性を増している。

### ジャザモン
- 英名:Jazamon / 世代:成長期 / タイプ(種族):鳥竜型 / 属性:データ
- 必殺技:ココンピック / 得意技:

機械の鳥のような姿をした成長期のデジモン。飛行能力は低いため羽ばたいて飛び立つことはできず、高いところから滑空することしかできない。
警戒心も強く、昼夜問わず動く物体が周囲にいるとそれを気にしてしまう臆病な性格である。
2019年12月2日にデジモンウェブのデジモン図鑑に追加され、詳細設定が判明した。

### ジャザリッヒモン
- 英名:Jazarichmon / 世代:完全体 / タイプ(種族):機竜型 / 属性:データ
- 必殺技:メッサースパイラル、N・S・B・M / 得意技:

音速飛行と空中戦に特化した能力を持つデジモン。ドッグファイトを最も得意とし、空中戦の勝負ならデジタルワールド内でトップクラスで、敵の撃墜数は数知れず、こと空の戦いにおいてはあのウイングドラモンにも引けを取らないという。
脚部を持つことから地面スレスレの高度であろうと障害物の多い区域であろうと自身の音速飛行の妨げにはならない。
2019年12月2日にデジモンウェブのデジモン図鑑に追加され、詳細設定が判明した。

### ジャザードモン
- 英名:Jazardmon / 世代:成熟期 / タイプ(種族):機竜型 / 属性:データ
- 必殺技:レーザーアイ、ソニックバルカン / 得意技:

竜と戦闘機のデータが混ざりあったような姿のデジモン。小さい翼ながらも空を高速で飛行することができ、さらに足にはブースターが内蔵されておりそれを用いて垂直離着陸およびホバーリングも可能になっている。
索敵が趣味という変わった気質の持ち主で、常に周囲の状況把握を怠らず、自身も暗視、熱源感知、超音波ソナーなどの様々な情報収集機能を有しており、誰もこのジャザードモンに気付かれずに近寄ることは不可能とされる。
2019年12月2日にデジモンウェブのデジモン図鑑に追加され、詳細設定が判明した。

### ジャスティモン
- 英名:Justimon / 世代:究極体 / タイプ(種族):サイボーグ型 / 属性:ワクチン
- 必殺技:ジャスティスキック / 得意技:アクセルアーム、クリティカルアーム、トリニティーアーム、ブリッツアーム

モノドラモンの究極体。その名の通り正義の味方のような姿と性格をしており、幼年期デジモンに大人気だという。
カッタータイプのクリティカルアーム、巨大な掌アクセルアーム、電撃を発するブリッツアームへと変形するトリニティーアームを装備する。
トリニティーアームのそれぞれの形態はフウジンモン、スイジンモン、ライジンモンの腕になっている。
アニメ『デジモンテイマーズ』では秋山遼のパートナーデジモンであるサイバードラモンの究極体として登場。

#### ジャスティモン（X抗体）
- 英名:Justimon X / 世代:究極体 / タイプ(種族):サイボーグ型 / 属性:ワクチン
- 必殺技:ジャスティスXキック、ジャスティスXパンチ、ジャスティスXブレード / 得意技:

ジャスティモンが「X抗体」でX-進化を遂げた姿。身体が深紅に染まっているのが特徴だが、最大の変化は今まで右腕だけの換装式だった三種の武装のうち、右手に「ブリッツアーム」、左手に「クリティカルアーム」、左足に「アクセルレッグ」と全武器を装備できるようになっており、ベルトのバックルから各装備を呼び出して起動し、そして起動中にもう1度コマンドを入力することでそれぞれの必殺技が発動する。
全ての装備の機能を一斉に発動させる「ABC-sert」という超強力なモードもあるが、活動時間は限られるという。

### シャッコウモン
- 英名:Shakkoumon / 世代:完全体 / タイプ(種族):突然変異型 / 属性:フリー
- 必殺技:アラミタマ / 得意技:ニギミタマ

『D-3』に登場。
遮光器型土偶のような外見をしている。頭部をはじめ、各関節が360度回転できるようになっているため死角がない。
古代デジタルワールドに降臨した天使型デジモンだと言われている。
アニメ『デジモンアドベンチャー02』では高石タケルと火田伊織のパートナーデジモンであるエンジェモンとアンキロモンのジョグレス進化体として登場。

### シャニタモン
- 英名:Shounitamon / 世代:成熟期(クロスウォーズ) / タイプ(種族):強化型 / 属性:データ
- 必殺技:葉隠、霞隠 / 得意技:

シャウトモンとモニタモンがデジクロスした「強行偵察形態」。高い情報収集能力を持つが、好奇心が強すぎてしょっちゅう目的とは異なる場所へ侵入するため、その目的が果たされたためしがほとんどない。
特に温泉やプールといった場所での目撃例が多いらしいが、本人はあくまで「偵察」と主張している。

### ジャリモン
- 英名:Jyarimon / 世代:幼年期I / タイプ(種族):スライム型 / 属性:
- 必殺技:熱気をおびたアワ / 得意技:

ギルモンの幼年期。見た目に寄らず攻撃的な性格を持ち、外敵にも果敢に挑んでいく。そのため個体数が少ない貴重なデジモン。
アニメ『デジモンフロンティア』に登場。

### ジャンクモン
- 英名:Junkmon / 世代:成長期 / タイプ(種族):パペット型 / 属性:ウィルス
- 必殺技:パラボリックジャンク、スクラップティース / 得意技:

リスのぬいぐるみと車のような玩具が組み合わさったような姿のパペット型デジモン。ジャンクパーツを集めては背中の空き缶で作ったような大砲の中にしまい込む習性を持ち、周りの構造物を分解してその環境を自分たちが住みやすいように作り変えてしまう。
外敵に対しては集めたスクラップを収めた袋を尻尾で叩いて、背中の砲からそのスクラップを勢いよく飛ばして攻撃する。
2020年10月19日にデジモンウェブのデジモン図鑑に追加され、詳細設定が判明した。

### ジャングルモジャモン
- 英名:JungleMojyamon / 世代:成熟期 / タイプ(種族):珍獣型 / 属性:データ
- 必殺技:ジャングルパンチ / 得意技:ジャングルボーン

『デジモンワールド』で初登場。
茶色の毛が生えたモジャモンの亜種で、その名の通りジャングルに住んでいる。
非好戦的な性格ののんびり屋で普段はオレンジやバナナを食べて生活しているが、聖地である自分の縄張りに入ってくる者には攻撃を仕掛けてくる。

### シャンブルモン
- 英名:Chamblemon / 世代:成熟期 / タイプ(種族):植物型 / 属性:ウィルス
- 必殺技:スイーポア、シャンピオン・ボム / 得意技:

アニメ『デジモンゴーストゲーム』で初登場。
毒性がとても強いキノコの形をした植物型デジモン。マッシュモンから進化したのか、別の変種なのかは謎めいている。弱そうに見られがちだがかなりの曲者。油断して近づくと漂う胞子が付着し、吸い取った生気を含むキノコが育つ。もぎって食べれば力が漲り、なかでもデータ種のキノコは特に美味しいようである。
大小様々な大きさのキノコ型爆弾を一斉放出する技で爆煙と胞子で一帯を菌床化する。
2022年10月23日にデジモンウェブのデジモン図鑑に追加され、詳細設定が判明した。
アニメ『デジモンゴーストゲーム』では第48話で登場。声は佐藤せつじ、真殿光昭、半田裕典、宮原弘和。

### ジャンボガメモン
- 英名:JumboGamemon / 世代:究極体 / タイプ(種族):サイボーグ型 / 属性:データ
- 必殺技:メガトンハイドロレーザー、ジャンボクレーター / 得意技:ジャンボジェッター

メタルボディーの超重量級デジモン。全身にビーム発射口が装備されており、防御よりも攻撃に重点を置いている。
ゲーム『デジモンセイバーズ アナザーミッション』では湯島浩のパートナーデジモンであるカメモンの究極体として登場。

### シャンポンモン
- 英名:Xiangpengmon / 世代:究極体 / タイプ(種族):聖鳥型 / 属性:ワクチン
- 必殺技:雷煌鞭（らいこうべん）、神碎牙（しんさいが）、天星壊海（てんせいかいかい） / 得意技:

ゲーム『デジモン新世紀』で初登場。
山を覆いつくす程の巨体を持つ、幻と呼ばれる聖鳥型デジモン。普段はネットの海の奥底で静かに眠っている。眠っている最中、シャンポンモンのデータは周囲の環境を整える。他に環境が悪化した海域を感知すると目を覚まし、環境を改善させるために移動してまた眠りにつく。その巨大さゆえに、海面から飛び立ち羽ばたく度に、大気を揺るがし様々な異常気象を引き起こす。また、海にいるあいだは身体の隙間を多くの水棲デジモンが巣として利用している。そして、水棲デジモン達がエネルギーを少しずつシャンポンモンに与え、眠っている間の栄養を補給する共生関係が生まれている。
技は個体を対象にするようなものはなく、無差別に大量の敵を殲滅する広域特化の技ばかりであり、雷雲を発生させ敵のいる対象地域に無数の雷を降らせる技や、両翼の槍を遙か上空から射出し大地を砕く技や、大量の海水から生み出した巨大な球体を大地に投げつける技を使う。
2022年10月21日にデジモンウェブのデジモン図鑑に追加され、詳細設定が判明した。

### シャーマモン
- 英名:Shamanmon / 世代:成長期 / タイプ(種族):鬼人型 / 属性:ウィルス
- 必殺技:シャーマハンマー / 得意技:

アニメ『デジモンフロンティア』で初登場。
ゴブリモンの亜種で占いなどの神事を行う。
アニメ『デジモンセイバーズ』では第49話のラストシーンでゴブリモンと一緒に登場。

### ジュエルビーモン
- 英名:JewelBeemon / 世代:完全体 / タイプ(種族):昆虫型 / 属性:ワクチン
- 必殺技:スパイクバスター / 得意技:

玉虫をモデルにしたデジモンで、見る角度によって色が変わる綺麗な鎧を持つ昆虫型デジモン。その鎧はただその頑丈さで身を守るだけでなく、敵の目を晦ませることも可能。
格闘技を得意とし、美しい戦いを好む。
2020年6月5日にデジモンウェブのデジモン図鑑に追加され、詳細設定が判明した。

### シュラウドモン
- 英名:Shroudmon / 世代:究極体 / タイプ(種族):魔人型 / 属性:ウィルス
- 必殺技:鬼瞬轟拳（きしゅんごうけん）、獄炎破回蹴（ごくえんはかいしゅう）、喰雷炎砕破（がらいえんさいは） / 得意技:

『バイタルブレス デジタルモンスター』のDimカード「インパルスシティ」で初登場。
想像を絶するほど激しく苦しい修行を経たデジモンがその末に到達したという究極体の魔人型デジモン。筋肉質の赤い体に、鋼の装甲で覆われた腕と拳、そして青白い炎が燃え盛る長い角を生やした頭部というまさに鬼のような姿をしている。
戦いだけを繰り返したことで精神は既に破綻を来しており、もはや強さを求めた理由すら忘れ、負けて倒れた相手にも立ち上がるのを強制して戦いを続けようという真の戦闘狂と化してしまっている。
何より拳での殴り合いを好み、そして掌から撃つ黒い炎のエネルギー弾はデジモンが出せる中でも最高峰の単体火力を誇る。
『バイタルブレス デジタルモンスター』の専用アプリ『デジタルモンスター バイタルブレスラボ』にてデータおよび詳細設定が判明し、2021年4月20日にデジモンウェブのデジモン図鑑に追加された。

### シュリモン
- 英名:Shurimon / 世代:アーマー体（カードゲームでは成熟期、ゲーム『デジモンストーリー』では完全体） / タイプ(種族):突然変異型 / 属性:フリー（カードゲームではデータ種）
- 必殺技:紅葉おろし、草薙 / 得意技:

『D-3』で初登場。
ツタのような手足がバネになる突然変異型デジモン。草木の属性が100%顕現しており、自然に同化したり、木の葉とともに姿を消したりなど、敵の死角に入り攻撃する先方を得意とする。
紅葉おろし、草薙は必殺技の名であり、得物の手裏剣の名でもある。
アニメ『デジモンアドベンチャー02』では井ノ上京のパートナーデジモンであるホークモンが「純真のデジメンタル」でアーマー進化した姿として登場。

### シューツモン
- 英名:Zephyrmon / 世代:ハイブリッド体（完全体相当） / タイプ(種族):鳥人型 / 属性:ヴァリアブル
- 必殺技:ギルガメッシュスライサー、ウィンドオブペイン / 得意技:ギルガメッシュアッパー

『ディースキャナ』で初登場。
風のビーストスピリットで誕生した闘士。「烈風の翼獣戦士」の異名を持ち、メソポタミア秘伝の呪文で、風を自在に操って戦う。
一方で小悪魔のような気まぐれな性格なため仲間を助けることはほとんどないという。
アニメ『デジモンフロンティア』では織本泉がビーストスピリットを使って進化するデジモンとして登場。

### シューティングスターモン
- 英名:Shooting Starmon / 世代:成熟期（クロスウォーズ） / タイプ(種族):超メジャー型 / 属性:データ
- 必殺技:アストロボンバー、リュウセイロックダマシー / 得意技:

漫画『デジモンクロスウォーズ』で初登場。
スターモンとピックモンズがジョグレス進化した姿。多くのピックモンズがスターモンの周りに集い、想いをひとつにしてスターモンを超メジャー型へと押し上げた。
2018年5月23日にデジモンウェブのデジモン図鑑に追加され、詳細設定が判明し、さらに2020年10月2日に世代・属性が判明した。

### シュートモン
- 英名:Shootmon / 世代:完全体 / タイプ(種族):マシーン型 / 属性:ワクチン
- 必殺技:キャノンボールシューター、ワイルドピッチ、ラウンドジェイル / 得意技:

『バイタルブレス デジタルモンスター』のDimカード「インパルスシティ」で初登場。
世界中の球技のデータから誕生したデジモンで、自身もボールのような姿を持ち、あらゆる種類のボールを射出できるキャノン砲を携えている。
デジタルワールド中に球技を普及させようと目論んでおり、怒っていようが喜んでいようが常に変わらない笑顔で迫ってくることから彼を恐れるデジモンたちからは「笑う鬼コーチ」という異名で恐れられている。
キャノン砲からはサッカーボール、野球ボール、バスケットボールといった球を時速300km/hで発射可能で、さらに触れた相手もボールに変えてキャノン砲の弾にしてしまうことができる。
2021年2月5日にデジモンウェブのデジモン図鑑に追加され、詳細設定が判明した。

### ジョーカーモン
- 英名:Jokermon / 世代:完全体（クロスウォーズ） / タイプ(種族):魔人型 / 属性:ウィルス
- 必殺技:ルナティックスラッシュ、ガイアマジッカー / 得意技:

大鎌を携えたピエロとマジシャンの両方の要素を併せ持った姿をした魔人型デジモン。戦場に現れてはその戦いにおいてキーマンとされるデジモンを暗殺し、戦局を大きく変えてしまうと言われるデジモン。
いつ、どこで、誰に味方するかもわからないが、もしこのジョーカーモンが味方に付いた方は一気に有利になることから「通りすがりの切り札」とも称されている。
調査ではあのピエモンの同属ではないかという疑いが持たれている。
デジモンクロスウォーズ オリジナルデジモンコンテスト受賞作品。
アニメ『デジモンクロスウォーズ～時を駆ける少年ハンターたち～』で登場。声は高木渉。

### ショートモン
- 英名:Shortmon / 世代:成熟期 / タイプ(種族):食物型 / 属性:データ
- 必殺技:テイストーン、スウィートベリー / 得意技:

漫画『デジモンクロスウォーズ』で初登場。
ショートケーキの姿をした食物型デジモン。一流のパティシエを目指し、デジタルワールドに流れこんでくるケーキなどスイーツのデータを元に腕を磨いている。菓子作りだけでなく、丁寧な接客の作法も学んでおり、いつか自分のケーキ店を出し、そこでお客様に自分が作ったケーキをご馳走することを夢見ている。
しかし、その楽しい時間を邪魔するデジモンが現れた際には、大きなフォークを振り回したり、頭のイチゴをぶつけて排除しようとする。
2021年10月13日にデジモンウェブのデジモン図鑑に追加され、詳細設定が判明した。

### シリウスモン
- 英名:Siriusmon / 世代:究極体 / タイプ(種族):光竜型 / 属性:ワクチン
- 必殺技:フォトンブラスター、コスモブレード、ブレイクエーサー、プラネイトナックル / 得意技:

『VITAL BRACELET BE』のDimカード「BEMEMORY ガンマモンDim」で初登場。
ガンマモンの究極体で、カノーヴァイスモンが進化した姿。正義の集団「ウィルスバスターズ」に属する究極体の光竜型デジモン。遥か彼方からでも助けを求める声や悪意を感じ取ると彗星のごとく降り立ち、両腕に装着した複合砲剣「シルヴィア」で敵を打ち倒す。しかし戦いの中でも相手の改心を感じ取れば矛を収めて打ち解けるほど、心優しく周りを明るくする存在である。
シルヴィアから光条弾を撃つ技と、前方に展開した刀身で敵を両断する秩序の刃を放つ。そして撃ち放った光条弾を追撃するように、刀身に込めた星光の斬撃を飛ばし、合体した光弾と斬撃を敵に炸裂させる技は、遠く離れたエリアからは白き閃光が流星のように見えるという。またシルヴィアが破壊されたとしても拳に生命エネルギーを込める切り札を隠し持つ。
『バイタルブレス デジタルモンスター』の専用アプリ『デジタルモンスター バイタルブレスラボ』にてデータおよび詳細設定が判明し、2022年12月18日にデジモンウェブのデジモン図鑑に追加された。
アニメ『デジモンゴーストゲーム』では天ノ河宙のパートナーデジモンであるガンマモンの究極体として第56話から登場。声は沢城みゆき。

### シルフィーモン
- 英名:Silphymon / 世代:完全体 / タイプ(種族):獣人型 / 属性:フリー
- 必殺技:トップガン、デュアルソニック / 得意技:

『D-3』で初登場。
凄まじい脚力で跳躍し腕をグライダーのようにして滑空する獣人型デジモン。頭部についたヘッドマウントディスプレイで地上の敵を正確に捕捉できる。
アニメ『デジモンアドベンチャー02』では八神ヒカリと井ノ上京のパートナーデジモンであるテイルモンとアクィラモンのジョグレス進化体として登場。

### シンドゥーラモン
- 英名:Sinduramon / 世代:完全体 / タイプ(種族):聖鳥型 / 属性:データ
- 必殺技:プーヤヴァーハ / 得意技:宝杵（パオツゥ）

バイフーモンに仕える十二神将で酉にあたる。口喧嘩と噂話が大好きな騒々しい性格とされている、十二神将一の防御力を持っており、体を球状にして絶対防御形態になる。
アニメ『デジモンテイマーズ』に登場。

### ジンバーアンゴラモン
- 英名:SymbareAngoramon / 世代:成熟期[14] / タイプ(種族):獣人型 / 属性:ワクチン
- 必殺技:ジャイブ、レントライザー、ブレイキンストリーム / 得意技:

『バイタルブレス デジタルモンスター』のDimカード「アンゴラモン」で初登場。
体全体が細身になり、体を覆っていた長柔毛も解かれたアンゴラモンの成熟期。分厚いクッション性のある毛による防御力は失ったが、瞬発力は高まり、身のこなしも軽やかになるなど、運動能力は著しく向上した。戦いにおいてはまるで舞でも踊るかのような動きで敵の攻撃を受け流し、そこから自身の攻撃に繋げるといった巧みな戦法も使いこなす。動き方や振る舞い方にも美しさを求めており、技を放つ時でも美しさを追及している。片足立ちからの素早い蹴り、竜巻を生み出す腕、そして切れ味の鋭い刃のような耳などを利用した強力な格闘技を駆使する。
『バイタルブレス デジタルモンスター』の専用アプリ『デジタルモンスター バイタルブレスラボ』にてデータおよび詳細設定が判明し、2021年12月12日にデジモンウェブのデジモン図鑑に追加された。
アニメ『デジモンゴーストゲーム』では月夜野瑠璃のパートナーデジモンであるアンゴラモンの成熟期として第15話から登場。声は中井和哉。

### しんもんざえモン
- 英名:ShinMonzaemon / 世代:究極体 / タイプ(種族):パペット型 / 属性:ワクチン
- 必殺技:ナイトメアレイン、ファンシーファンタジスタ、スイートラブリーアタック / 得意技:

プレミアムバンダイ限定の『VITAL BRACELET BE デジタルモンスター 25th Anniversary set』に付属されているDimカード「BEMEMORY デジタルモンスター 25th Anniversary Dim」で初登場。
もんざえモンが悪夢に関する解析データを取り込むことで究極体に進化したパペット型デジモン。一見してテディベアのような形状をとってはいるが、実際にはスライムと雲を合わせたような不思議な性質を持つ、フワフワとした不定形のデジモンだ。幼稚な性格で理知的な行動を取らない気分屋。シンプルで可愛らしいものを好んで取り込む習性があり、未成熟な成長期以下のデジモンをターゲットに選ぶ。逆に、成長が進んだデジモンは「データに不純物が混ざっている穢らわしい存在」と考えているため、近付くことすら嫌っている。食事をするときはフワフワとした翼を膨張させ標的を包み込む。体全体が強力なエネルギーで出来ているため、ひ弱なデジモンは触れられただけで意識を失ってしまうという。
体の一部を無数に飛ばして敵の意識を奪い取る技や、右腕の形状をハンマーに変えて相手を叩きつぶす技の他、左目から放つレーザーで敵のデジコアを貫く技を使う。
2022年11月25日にデジモンウェブのデジモン図鑑に追加され、詳細設定が判明した。

### シーヴァモン
- 英名:Shivamon / 世代:究極体 / タイプ(種族):昆虫型 / 属性:データ
- 必殺技:クータスタ・キラナ、カマラ・カルマ、サマディ・シャンティ / 得意技:

『バイタルブレス デジタルモンスター』のDimカード「インパルスシティ」で初登場。
ヨガを極めたことにより悟りを開き、その果てに進化した昆虫型デジモン。蓮華座のようなものに鎮座し、青い華奢な体つきと四本の腕が特徴で、蛇に似た生物か何かをその腕に巻いている。
核燃料にも匹敵するほどの莫大なエネルギーを内に秘めた強大な存在だが、調和を求めて他者を導こうという穏やかな心を持っている。
一方で非常に厳しい面も持ち合わせており、礼節を欠く者、和を乱す者に対しては激しい気性を露わにして相手を容赦なく消滅させてしまう。
2021年3月5日にデジモンウェブのデジモン図鑑に追加され、詳細設定が判明した。

### ジークグレイモン
- 英名:Zeke Greymon / 世代:究極体（クロスウォーズ） / タイプ(種族):サイボーグ型 / 属性:ウィルス
- 必殺技:ジークフレイム、デストロイスマッシャー、ファイナルストライクス / 得意技:プラズマレールガン、トライデントファング、ハイパーランチャー

アニメ『デジモンクロスウォーズ～悪のデスジェネラルと七つの王国～』で初登場。
完全なる勝利を求めたメタルグレイモン（クロスウォーズ版）が伝説のデジモンたちによって「進化」を与えられ手に入れた新たな姿。全身の装甲は架空の超硬度金属のクロンデジゾイドがさらに高見を得た“ゴールドデジゾイド”で覆われており、絶大な防御力を誇っている。重武装かつ重装甲に見えて軽量であり、その身のこなしはかなり素早い。
2011年6月3日にデジモンウェブのデジモン図鑑に追加され、詳細設定が判明し、さらに2020年10月2日に世代・属性が判明した。
アニメ（第2期『悪のデスジェネラルと七つの王国』から登場し、第3期『時を駆ける少年ハンターたち』でも登場）および漫画『デジモンクロスウォーズ』に登場する蒼沼キリハのパートナーデジモンであるメタルグレイモンの純粋な進化形態（アニメ版では超進化）として登場。
得意技
トライデントファング
英語版での名称はDagger Strike（ダガーストライク）。
必殺技
デストロイスマッシャー
回転しながら尻尾にある砲身から周囲に射撃を行う技。
アニメ『デジモンクロスウォーズ～悪のデスジェネラルと七つの王国～』で使用。
漫画『デジモンクロスウォーズ』では未使用。
英語版での名称はTail Gun Fire（テイルガンファイア）。
ファイナルストライクス
アニメ『デジモンクロスウォーズ～悪のデスジェネラルと七つの王国～』で使用。
漫画『デジモンクロスウォーズ』では第10話、第15話で使用。
英語版での名称はFinal Strike Zone（ファイナルトストライクゾーン）。

### シーサモン
- 英名:Seasarmon / 世代:成熟期 / タイプ(種族):聖獣型 / 属性:ワクチン
- 必殺技:ティーダ・イヤ / 得意技:石敢当

ラブラモンの成熟期。沖縄のシーサーをモデルにしている。
邪悪な存在に対しては強大な力を発揮するとされる。
映画『デジモンテイマーズ』に登場。

#### シーサモン（X抗体）
- 英名:Seasarmon X / 世代:成熟期 / タイプ(種族):聖獣型 / 属性:ワクチン
- 必殺技:胡劉球、ティーダ・イヤ / 得意技:石敢当

シーサモンが「X抗体」によって未知なる力を引き出した姿。その身体には太陽の光を浴びるほどに光り輝く鎧を纏っており、それが邪悪なデジモンの攻撃を寄せ付けないバリアとなっている。
普段は悪しきデジモンとの戦いに備えてのんびり日光浴に励んでいるが、エネルギーの充填具合は赤い尻尾の色で分かるらしい。

### シーチューモン
- 英名:Xiquemon / 世代:成熟期 / タイプ(種族):鳥型 / 属性:ワクチン
- 必殺技:瀑閃（ばくせん）、魚流炮（ぎょりゅうほう）、冰凍爪（ひょうとうそう） / 得意技:

ゲーム『デジモン新世紀』で初登場。
空と水を自由に移動する異質な鳥型デジモン。デジコアに魚のデータを宿しており、飛行中の姿勢からそのまま水中へと飛び込み、飛ぶように泳いで狩りをする。ゴーグルを装着しているのは、泳いでいるときに視界を確保するためだと言われている。冷たい湖や河川に生息し、水温が上がると新たな住処を求めてデジタルワールド中を旅する渡り鳥だ。巣を求めて飛び回るシーチューモンを目撃することは幸運の証とされ、吉兆を運ぶデジモンとして親しまれている。一度に摂取する食事量が少ないことから、残したエサを技で氷漬けにして保存する習性がある。
水中を高速潜行し陸上の敵に奇襲を仕掛ける技に加え、口から小魚型ミサイルを射出する技がある。このミサイルは連射こそ効かないものの一発の威力が高く、シーチューモンが敵を仕留めるときのメインウェポンになっている。また、接近戦においては鉤爪に氷を纏わせる技を用いて戦う。掴んだ相手を凍らせながら砕く技であり、エサの保存にも使われている。
2022年10月21日にデジモンウェブのデジモン図鑑に追加され、詳細設定が判明した。

### シープモン
- 英名:Sheepmon / 世代:アーマー体（カードゲームでは成熟期） / タイプ(種族):哺乳類型 / 属性:フリー（カードゲームではワクチン種）
- 必殺技:ウールグレネード / 得意技:

『D-3』で初登場。
アルマジモンが希望のデジメンタルで進化したアーマー体の哺乳類型デジモン。非常に動きが遅く、集団で移動する姿を見ているだけでも眠くなってしまう。その体の表面は極上の毛で覆われている。

### シーホモン
- 英名:Seahomon / 世代:アーマー体（カードゲームではワクチン種） / タイプ(種族):水棲型 / 属性:フリー
- 必殺技:プリズムレインボー / 得意技:

『D-3』で初登場。
アルマジモンが光のデジメンタルで進化を遂げたアーマー体の水棲型デジモン。深海に生息するため小さなサイズに圧縮されているが、浅瀬に来ると巨大化する。古代種の生き残りであるとされる謎の多いデジモン。

### シーラモン
- 英名:Coelamon / 世代:成熟期 / タイプ(種族):古代魚型 / 属性:データ
- 必殺技:ヴァリアブルダーツ / 得意技:

『デジタルモンスターVer.4』に登場。
原始的な構造をしている古代魚型デジモン。ヒレは手足のように発達しているため、海生のデジモンが陸上に進出する時期の過渡期デジモンと言われている。
シーラカンスをモデルにしている。

### シールズドラモン
- 英名:Sealsdramon / 世代:成熟期 / タイプ(種族):サイボーグ型 / 属性:ウィルス
- 必殺技:デスビハインド / 得意技:

『デジモンアクセル』で初登場。
コマンドラモンの成熟期で機械化旅団「D-ブリガード」に所属するサイボーグ型デジモン。「セレクション-D」と呼ばれる特殊選抜試験に合格した100分の一のコマンドラモンだけが進化するとされる精鋭中の精鋭で、体術だけで敵を倒すことができる。
漫画『デジモンネクスト』に登場。
アニメ『デジモンクロスウォーズ』では第1話、第2期第8話（通算第38話）から第9話（通算第39話）、第24話（通算第54話、第2期最終話）で登場。
アニメ『デジモンゴーストゲーム』では第13話で登場。声は神奈延年。

## す

### スイジンモン
- 英名:Suijinmon / 世代:究極体 / タイプ(種族):マシーン型 / 属性:データ
- 必殺技:ムゲンキャノン / 得意技:アクセルアーム

『デジモンワールド3』で初登場。
ジャスティモンのアクセルアームとムゲンドラモンのムゲンキャノンを装備するマシーン型デジモン。「爆流将」と異名を持ち、海原を叩き割り岩山をも破壊するほどのパワーを発揮する。
水神と名が付くが、技の属性は水ではない。

### スイムモン
- 英名:Swimmon / 世代:成長期 / タイプ(種族):熱帯魚型 / 属性:ワクチン
- 必殺技:スラッシュフィン、ブラインピストル / 得意技:

『デジモンアクセル』で初登場。
熱帯魚型という珍しい種族のデジモン。群れを成して泳ぐ姿は非常に美しく“デジタルワールド三大景観”と賞されているほど。鱗は保護色にも使え、これで自身の姿を隠すこともできる。

### ズィードガルルモン
- 英名:ZeedGarurumon / 世代:究極体 / タイプ(種族):サイボーグ型 / 属性:データ
- 必殺技:ズィード砲、フルメタルブレイズ / 得意技:ブローバックブレス

「ズィード砲」を装備したメタルガルルモンの亜種デジモンにして最終形態。デジタルワールド上で自然発生したデジモンとは異なる進化コードを持っており、人為的なデータ介入によって生まれたデジタマから進化したデジモンとされる。
武装には全て実弾を使用しているため、自身のエネルギーの消費することはほとんど無く長時間の戦闘が可能となっている。
漫画『デジモンネクスト』ではユウのパートナーデジモンであるガオモンの究極体として登場。

### ズィードミレニアモン
- 英名:ZeedMillenniummon / 世代:究極体 / タイプ(種族):邪神型 / 属性:ウィルス
- 必殺技:タイムデストロイヤー / 得意技:クロノ・パラドックス

ワンダースワンカラー専用ソフト『ブレイブテイマー』でラスボスとして初登場。
ミレニアモンの最終形態。2つの頭を有し、それぞれムゲンドラモンとキメラモンを模した物となっている。この形態に至るまでに究極体から数えて都合3度の進化を遂げており、未来のデジタルワールドを手中に収めていた。
一説によると、ミレニアモンが激しい戦いで死んだときに、闇の魂を持って蘇生した姿らしい。
漢字圏での名称は最終千年獸。
漫画『デジモンクロスウォーズ』で登場。

### スカモン
- 英名:Sukamon / 世代:成熟期 / タイプ(種族):突然変異型 / 属性:ウィルス
- 必殺技:ウンチ / 得意技:

『デジタルモンスターVer.3』で初登場。
金色のウンチの姿をしている。コンピューター画面のゴミ箱に捨てられたデータのカスが集まって突然変異し誕生した経緯を持ち、共生するチューモンというデジモンを頭脳代わりに使っている。
アニメ『デジモンアドベンチャー』、『デジモンアドベンチャー02』に登場。いずれもミミをナンパする役。
アニメ『デジモンフロンティア』では第11話にて占い師の村の住民として登場（後ろ姿のみ）。

### スカモン大王
- 英名:KingSukamon / 世代:完全体 / タイプ(種族):突然変異型 / 属性:ウィルス
- 必殺技:ウンチ、キングスタンプ / 得意技:

ゲーム『デジモンワールド』で初登場。
スカモンの亜種でスカモンたちの住処とされる“ダストキングダム”の王。頭に機械をつけており、これで知能を補っているとされるが真偽は不明である。他のデジモンをスカモンに変えてしまう。
2021年4月23日にデジモンウェブのデジモン図鑑に追加され、詳細設定が判明した。

### スカルグレイモン
- 英名:SkullGreymon / 世代:完全体 / タイプ(種族):アンデッド型 / 属性:ウィルス
- 必殺技:オブリビオンバード、グラウンドゼロ改、グラウンドゼロ / 得意技:カースブレス

『デジタルモンスターVer.2』で初登場。
全身の肉が落ち、電脳核を剥き出しにした骨だけの体になっている。知性や意思は既になく闘争本能だけが残っており、緑色の瞳は戦闘で闘争本能が高まると紅色に染まる。
近年の研究では背中の生体弾頭の威力および効果範囲が格段に向上し、加えて追尾機能も備わったことが判明している。
アニメ『デジモンアドベンチャー』および『デジモンアドベンチャー02』に登場。声は坂本千夏。
アニメ『デジモンクロスウォーズ』では第20話から第21話で登場。声は草尾毅。
アニメ『デジモンゴーストゲーム』では第22話で登場。声は江川央生。
必殺技
オブリビオンバード
アニメ『デジモンゴーストゲーム』では第22話のデジモン紹介で表記されているが、使用されていない。

### スカルサタモン
- 英名:SkullSatamon / 世代:完全体 / タイプ(種族):アンデッド型 / 属性:ウィルス
- 必殺技:ネイルボーン / 得意技:

墮天使型デジモンがアンデッド化したデジモン。胸部に剥き出しになった黒い電脳核はダークコアと呼ばれる。
アニメ『デジモンアドベンチャー02』ではデーモンの一味として登場。太一たち初代メンバーの完全体8体を圧倒し、インペリアルドラモンさえ戦闘不能に追い込んだが、ファイターモードにモードチェンジしたインペリアルドラモンに敗れた。
アニメ『デジモンフロンティア』ではロードナイトモンの部下として登場。
漫画『デジモンアドベンチャー Vテイマー01』ではデビモンとオーガモンのジョグレス進化体として登場。
アニメ『デジモンクロスウォーズ』では第20話から第21話で登場。

### スカルナイトモン
- 英名:Skull Knightmon / 世代:成熟期（クロスウォーズ） / タイプ(種族):アンデッド型 / 属性:ウィルス
- 必殺技:スピアニードル、ブレストアイ・ウィンク / 得意技:

アニメ『デジモンクロスウォーズ』で初登場。
デッドリーアックスモンと義兄弟の杯を交わした兄貴分で、本来は誇り高いはずの騎士でありながら悪知恵に長けているとされている。
「騎士たる者は闘わなければならず、闘う以上は勝利しなければならない」というポリシーの元に行動しており、勝つためならばいかなる手段も選ばず、とにかく勝利という結果を重要視している。それに至る過程ではどんな汚いことも平気で行う。身体のサイズを活かした戦いを得意としている。
アニメおよび漫画『デジモンクロスウォーズ』にて天野ネネ率いる「トワイライト」軍の主力戦士として登場。デッドリーアックスモンとデジクロスすることでダークナイトモンとなる。アニメ版の声は小杉十郎太（日本語版）、マシュー・マーサー（英語版）。
アニメ『デジモンアドベンチャー:』でも登場。声は園崎未恵。本作品では『クロスウォーズ』とは違い、デッドリーアックスモンが登場しないため（ただし、武器としては登場している）、ダークナイトモンに超進化できるという設定になっている。また、『クロスウォーズ』放送時に発売された玩具「デジモンクロスフィギュアシリーズ」で披露した「ナギナタモード」（デッドリーアックスモンの背びれが分離した小型の薙刀を装備した姿）と「アローモード」（デッドリーアックスモンの後脚が分離した小型の弓を装備した姿）が披露されており（どちらもダークナイトモン時でも使用可能）、手元で変化している。

#### スカルナイトモン：騎馬モード
- 英名:Skull Knightmon Cavalier Mode / 世代:成熟期（クロスウォーズ） / タイプ(種族):強化型 / 属性:ウィルス
- 必殺技:キバブレイバー / 得意技:

アニメ『デジモンクロスウォーズ』で初登場。
スカルナイトモンがデッドリーアックスモンに騎乗した「突撃形態」。障害を物ともせず弾丸のような走りで敵に接近するのが主目的である。無限の体力を持つデッドリーアクスモンは疲れることなく、これを繰り返すことができ、しばし戦場ではスカルナイトモンよりデッドリーアックスモンの方が恐れられている。
アニメおよび漫画『デジモンクロスウォーズ』で登場。

#### スカルナイトモン：ビッグアックスモード
- 英名:Skull Knightmon Mighty Axe Mode / 世代:成熟期（クロスウォーズ） / タイプ(種族):強化型 / 属性:ウィルス
- 必殺技:アックスライダー、ストームアックス / 得意技:

アニメ『デジモンクロスウォーズ』で初登場。
頑丈な身体を活かして武器に変形させたデッドリーアックスモンの「粉砕戦橆形態」。並のデジモンの身体より大きい戦斧はその重量と堅さを十二分に発揮して、あらゆる物を粉砕する。スカルナイトモンに扱われるだけでなく、生きた武器として自律して攻撃することもでき、スカルナイトモンと息のあったコンビネーションを見せる。
アニメ『デジモンクロスウォーズ』で登場。
漫画『デジモンクロスウォーズ』では未登場。

### スカルバルキモン
- 英名:SkullBaluchimon / 世代:完全体 / タイプ(種族):アンデッド型 / 属性:データ
- 必殺技:グレイブボーン、デッドリーフィアー / 得意技:

『デジモンペンデュラムエックス』で初登場。
陸上最大生物の化石データにその他の数種類の化石のデータを組み込んで体を再構成したアンデッド型デジモン。既に感情や知性は無く、残された神経のデータだけで体を動かしているため、容赦の無い攻撃を自らが動けなくなるまで繰り返す。
無理矢理蘇生させられた呪いの念に満ち溢れており、そのデジコアより溢れ出す黒い冷気はどんなデジモンも死の恐怖に陥れる。

### スカルマンモン
- 英名:SkullMammothmon / 世代:究極体 / タイプ(種族):アンデッド型 / 属性:ワクチン
- 必殺技:スパイラルボーン / 得意技:グランチャージ

『デジモンペンデュラム3』で初登場。
ウイルスに全身を蝕まれコアと骨だけになってしまったマンモン。死してなお自分を死に至らしめたウイルスと戦い続けている。アンデッドなのでデジコアを破壊されない限り滅びることは無い。

#### スカルマンモン（X抗体）
- 英名:SkullMammothmon X / 世代:究極体 / タイプ(種族):アンデッド型 / 属性:ワクチン
- 必殺技:スパイラルボーン、ジャイアントクラッシュボーン / 得意技:

スカルマンモンが「X抗体」を得てX-進化した姿。取り込んだX抗体の影響で骨格自体が成長するようになっており、体勢も四足から二足歩行の変化しているのが大きな特徴。
腕になった前脚には鋭利な爪が備わり、発達した頭蓋骨には巨大な牛の角のようなスパイクが生えたことで突進の攻撃力が増している。

### スコピオモン
- 英名:SkullScorpionmon / 世代:完全体 / タイプ(種族):昆虫型 / 属性:データ
- 必殺技:ポイズンピアス / 得意技:

『ディーアーク』で初登場。
サソリをモデルにしたデジモン。砂漠の暗殺者の異名を持ち、背後から近づいた敵に毒針を突き立てて仕留める。その毒は神経データの伝達スピードよりも早く体を回るとされる。
アニメ『デジモンクロスウォーズ』で登場。

### スサノオモン
- 英名:Susanoomon / 世代:究極体 / タイプ(種族):神人型 / 属性:ワクチン
- 必殺技:八雷神、天羽々斬 / 得意技:

カイゼルグレイモンとマグナガルルモンが融合した神人型デジモンで、神器「ZEROアームズ・オロチ」を装備する。
デジタルワールドのバランスが崩れた時に現れて全てを破壊した後システムを再構築する“破壊と再生を司る者”とされる。
モデルはスサノオノミコト。
アニメ『デジモンフロンティア』に登場。

### スターモン
- 英名:Starmon / 世代:成熟期 / タイプ(種族):突然変異型 / 属性:データ
- 必殺技:メテオスコール / 得意技:

『デジモンペンデュラム1』で初登場。
宇宙開発センターが使うソフトから発見されたというミュータントデジモン。勇者レオモンに憧れており、数々のバトルに参加したため、マフラーがボロボロになっている。
アニメ『デジモンアドベンチャー02』、『デジモンフロンティア』に登場。『デジモンクロスウォーズ』（漫画版も含む）にも登場するが、デザインが大幅に異なっている。
アニメ『デジモンフロンティア』では第11話にて占い師の村の住民として登場（後ろ姿のみで、顔は見せていない）。

#### スターモン（X抗体）
- 英名:Starmon X / 世代:成熟期 / タイプ(種族):突然変異型 / 属性:データ
- 必殺技:メテオスコール、メテオチャンピオン / 得意技:

スターモンが「X抗体」を得てX-進化した姿。星型のアーマースーツがさらにパワーアップし、星を操る力も倍増している。
体の中央の顔を覆うように付いている半透明の星はスターモン特注の“色眼鏡”で、宇宙の戦士としての自覚とスター性を意識して登場する時には必ず装着しているが、戦う時は外すことが多い。
2021年6月30日にデジモンウェブのデジモン図鑑に追加され、詳細設定が判明した。

### スターモンズ
- 英名:Starmons / 世代:成長期（クロスウォーズ） / タイプ(種族):メジャー型 / 属性:データ
- 必殺技:メテオスコール、ウィッシュアポオアスター / 得意技:

アニメ『デジモンクロスウォーズ』で初登場。
リーダーとするスターモンと、その部下であるピックモンたちの総称名で、スターモンの厳格な指揮のもと一糸乱れぬ集団行動を取ることが可能になっている。全員が非常にポジティブシンキングで、落ち込んでいても内心ではそれを格好良いと捉えているらしい。
アニメおよび漫画『デジモンクロスウォーズ』に登場。アニメ版では全員が合体してスターソードやスターアックスにもなる。

### スティフィルモン
- 英名:Stiffilmon / 世代:完全体 / タイプ(種族):獣人型 / 属性:データ
- 必殺技:ギガクリムゾンダイブ、ヴァーミリオンボルテックス / 得意技:

ゲーム『デジモンリアライズ』で初登場。
フィルモンの中でも針毛を極限にまで鍛えた者だけが進化できる獣人型デジモン。全身の棘はレッドデジゾイド鋼に匹敵する硬度にまで達しており、自身の身を守る盾であると同時に敵を攻撃する最大の武器でもある。両手には格闘用の武器として身体から抜け落ちた毛を超高密度に圧縮加工して作ったメリケンサック「ハリケンナックル」を装着している。ワーガルルモンをライバル視しており、いつか手合わせしたいと願って修行に明け暮れている。
ゲーム『デジモンリアライズ』では主人公のパートナーデジモンであるエリスモンの完全体として登場。声は種田梨沙。

### ステゴモン
- 英名:Stegomon / 世代:アーマー体（カードゲームでは成熟期） / タイプ(種族):剣竜型 / 属性:フリー（カードゲームではデータ種）
- 必殺技:シェルニードルレイン / 得意技:

パタモンが友情のデジメンタルで進化したアーマー体。ステゴサウルスがモチーフで、背中の刃は自由に角度を調節でき、攻撃にも防御にも使えるようになっている。
アニメ『デジモンセイバーズ』ではイワンが融合したバイオデジモンとして登場。

### ズドモン
- 英名:Zudomon / 世代:完全体 / タイプ(種族):海獣型 / 属性:ワクチン
- 必殺技:ハンマースパーク / 得意技:ホーン&タスク、ハンマーブーメラン、グレイシャースピア

『デジモンペンデュラム2』で初登場。
イッカクモンの進化形態。2足歩行になり毛皮と亀の甲羅を身にまとうようになった。
角の再生能力は失ったがノコギリのように硬く鋭くなって攻撃力が増し、さらに太古の氷の中から掘り出したクロンデジゾイド製の鎚、トールハンマーを装備する。
アニメ『デジモンアドベンチャー』および『デジモンアドベンチャー tri.』および『デジモンアドベンチャー:』では城戸丈のパートナーデジモンであるゴマモンの完全体として登場。声は竹内順子。
アニメ『デジモンセイバーズ』では第23話で敵として登場。

### ストライクドラモン
- 英名:Strikedramon / 世代:成熟期 / タイプ(種族):竜人型 / 属性:ワクチン
- 必殺技:ストライククロー、ストライクファング / 得意技:

モノドラモンの成熟期。コマンダーモードになっており、メタルプレートを装着している。心正しき正義のデジモンを目指すが、ウィルス種には容赦しない。

### ストラビモン
- 英名:Strabimon / 世代:ハイブリッド体（成長期相当） / タイプ(種族):獣人型（カードゲームでは魔人型） / 属性:ヴァリアブル
- 必殺技:リヒト・ナーゲル / 得意技:リヒト・バイン

ヴォルフモンの力が半減し、半獣半人の姿になったデジモン。同じ半獣半人のフレイモンとは違い“闘争本能”は失われてはいないため、少し凶暴な面がある。そのため見た目は成長期のデジモンだが、十闘士の力を受け継いでいるため、成熟期のデジモンでも歯が立たないほどの力を持ち、手が付けられないほど暴れることもある。
アニメ『デジモンアドベンチャー:』で登場。声は神谷浩史。

### スナイモン
- 英名:Snimon / 世代:成熟期 / タイプ(種族):昆虫型 / 属性:ワクチン
- 必殺技:シャドウ・シックル / 得意技:

『Ver.WS』で初登場。
カマキリをモデルにした昆虫型のウィルスハンターと呼ばれるデジモン。しかし、性格は残忍であるため正義の集団とされる“ウイルスバスターズ”には長らく入ることができなかったと言われている。
アニメでの登場回数は多く『デジモンアドベンチャー』ではヴァンデモンの手下の一体として登場。完全体であるガルダモンを苦しめる活躍をしたが、最終的には倒されヴァンデモンの糧となった。
アニメ『デジモンアドベンチャー02』ではロシアの選ばれし子供であるローラのパートナーデジモンとして登場。またそれ以前にも、ダークタワーで出来たものや、アルケニモンの笛で操られたスナイモンが複数存在する。
アニメ『デジモンフロンティア』では第5話にて風のファクトリーの工場の工場長でゴブリモンを手下に従えていた。アグニモンを圧倒していたが、ブリッツモンに倒された。
ワクチン種だが、外見からアニメでは悪役が多い。

### スナッチモン
- 英名:Snatchmon / 世代:成熟期 / タイプ(種族):不明 / 属性:不明
- 必殺技:ルインレーザー、トゥースピア、フュージョナイズ / 得意技:

ゲーム『デジモンワールド3』で初登場。
強く成長した複数のベムモンが共食いを始め、最後まで勝ち残り進化した人工デジモン。スナッチモンには指示コードを待って活動するものの他に、自我が芽生えさらなる強さを求め、敵を捕食し続けて最強になることを目論む個体が現れるという。
腕の甲から放つ技や尻尾の先で切り裂く技を使用し、そして打ち負かした相手を自らの糧とする。
2022年9月9日にデジモンウェブのデジモン図鑑に追加され、詳細設定が判明した。

### スナモン
- 英名:Sunamon / 世代:幼年期I / タイプ(種族):スライム型 / 属性:
- 必殺技:砂かけ / 得意技:

『バイタルブレス デジタルモンスター』のDimカード「タイタンオブダスト」で初登場。
身体が砂で出来ているスライム型デジモンで、口にはおしゃぶりを咥えている。
幼年期であるにもかかわらず攻撃的な性格をしており、縄張り意識も強く、敵が近づくと大量の砂を浴びせて威嚇する。
その体は変幻自在であり、粒子のように分解できたり、逆に粘土のように硬くすることもできるが、おしゃぶりだけはどうしても形状変化させられない。
2021年6月11日にデジモンウェブのデジモン図鑑に追加され、詳細設定が判明した。

### スナリザモン
- 英名:Sunarizamon / 世代:成長期 / タイプ(種族):爬虫類型 / 属性:ウィルス
- 必殺技:グリットネイル、サンドブラスト / 得意技:

砂漠地帯に生息している爬虫類型デジモン。体の大部分が砂で構成されており、それの体積を調節することで四肢や尻尾を自在に伸縮および変形させることが出来る。
常に群れで行動し、さらにその体で砂漠に溶け込んでいるため判別は難しく、流砂かと思ったら移動しているスナリザモンの大群だったこともあるという。
2020年6月8日にデジモンウェブのデジモン図鑑に追加され、詳細設定が判明した。

### スノーゴブリモン
- 英名:SnowGoblimon / 世代:成長期 / タイプ(種族):鬼人型 / 属性:ウィルス
- 必殺技:スノーゴブボルト / 得意技:

寒冷地帯で育った氷の属性を持つゴブリモンの亜種。あったかそうな帽子と洋服をつけているので寒さにも耐えられる。

### ズバモン
- 英名:Zubamon / 世代:成長期 / タイプ(種族):武器型 / 属性:ワクチン
- 必殺技:トゥエンティダイブ / 得意技:

全身を鎧のようなもので覆った小さな竜人のような武器型デジモンで、頭部に20というナンバーが施されたブレードが伸びている。
「天使が持てば世界を救い、悪魔が持てば世界を滅ぼす」と言い伝えられている「Legend-Arms」の一体で、自身を武器に変えることができる。
曲がったことを嫌う性格をしているが、それと同時に何事にも常にキレを重視しており、戦いのみならずギャグのキレも良い時はご機嫌らしい。
「トゥエニスト」なるデータを有しており、本人もそれを自称しているが、この「トゥエニスト」とは何なのかは判明していない。
アニメ『デジモンゴーストゲーム』では第31話で登場。声は津田美波。

### ズバイガーモン
- 英名:ZubaEagermon / 世代:成熟期 / タイプ(種族):武器型 / 属性:ワクチン
- 必殺技:Road T(w)o Decade / 得意技:ヴァンシオン

ズバモンがさらに進化し、4足歩行の竜のような姿となった武器型デジモン。猪突振りに磨きがかかり、トゥエニストとしてのポリシーを胸にいかなる道も曲がることなく爆走し、時にはたとえ這ってでも前へと突き進んでいく。剣形態に変形すれば100%の力でいかなる敵も一刀両断してしまう。

### スパロウモン
- 英名:Sparrowmon / 世代:成長期（クロスウォーズ） / タイプ(種族):鳥型 / 属性:データ
- 必殺技:クラッシュブーム / 得意技:ウィングエッジ、ランダムレーザー

アニメおよび漫画『デジモンクロスウォーズ』で初登場。
空を高速で飛翔する空中戦に特化した戦闘機のような鳥型デジモン。空中においては極めて優れた機動性能を誇るが、その時の気分で飛び方が変わるので、動きを見ればスパロウモンの調子が一目で分かる。
手に持った二丁のレーザーガンは「サナオリア」と呼ばれ、あのベルゼブモンのベレンヘーナSDXを作った名工の作品であるとされる。
アニメおよび漫画『デジモンクロスウォーズ』では天野ネネの実質的なパートナーデジモンとして登場。アニメ版の声は菊池こころ（日本語版）、ミシェル・ラフ（英語版）。

#### スパロウモンAB（アフターバーナー）
- 英名:Sparrowmon After Burner / 世代: / タイプ(種族): / 属性:
- 必殺技: / 得意技:

漫画『デジモンクロスウォーズ』第7話および第8話で登場。
スパロウモンとバリスタモンがデジクロスした形態。後部ブースターに変形したバリスタモンが体に食い込んだ姿になり、彼の馬力が加わることで通常のスパロウモン以上の高速飛行が可能となっている。

### スパーダモン
- 英名:Spadamon / 世代:成長期 / タイプ(種族):武器型 / 属性:フリー
- 必殺技:シュガーパウンド、ブルーブレイブ、オーロラブレイザー / 得意技:

ゲーム『デジモンストーリー 超クロスウォーズ レッド/ブルー』で初登場。
青いアーマーを纏い、手にはナイフ型の武器を持った白い獣人に似たデジモン。ズバモンと同様「天使が持てば世界を救い、悪魔が持てば世界を滅ぼす」との言い伝えがある「Legend-Arms」の1体。戦闘能力は低いが、武器に変形できる能力を持っており、彼の真価はこの時に発揮されるという。
真面目で何事にも一生懸命な性格だが、プレッシャーに弱いという一面がある。
2020年3月27日にデジモンウェブのデジモン図鑑に追加され、詳細設定が判明した。
アニメおよび漫画『デジモンクロスウォーズ』にて登場。アニメ版の声は真田アサミ（日本語版）、マイケル・ラフ（英語版）。
アニメ『デジモンアドベンチャー:』では第19話、第21話、第25話、第26話、第48話、第61話にて登場（『クロスウォーズ』の個体とは別個体）。声は『クロスウォーズ』と同じく真田アサミ。

### スピノモン
- 英名:Spinomon / 世代:究極体 / タイプ(種族):恐竜型 / 属性:ウィルス
- 必殺技:ソニックスラッシュレイン、ブループロミネンス / 得意技:

『デジモンアクセル』で初登場。
背中に刃を無数に生やした恐竜型としては最大級の戦闘力を誇るデジモンで、その力はディノレクスモンと同等とも言われる。
背中のブレードは無尽蔵に生えてくるため、折れても戦力は下がらない。凶暴無比だが、同時に高い知能も秘めている。
アニメ『デジモンセイバーズ』ではイワンが融合したバイオデジモンとして登場。

### スプラッシュモン
- 英名:Splashmon / 世代:完全体（クロスウォーズ） / タイプ(種族):水棲獣人型 / 属性:ウィルス
- 必殺技:タイガータイフーン（真の姿） / 得意技:ポイゾナスフォース、ハイドロプレッシャー、ビードラウン

アニメ『デジモンクロスウォーズ～悪のデスジェネラルと七つの王国～』で初登場。
ビッグデスターズの水虎軍団将軍（モチーフは水曜日）。麗しき美青年のような姿を持つ水棲獣人型デジモン。自分の体を液体に変えることで液体から液体への移動によりどんな場所にも侵入できたり、人やデジモンに自在になることが可能で、これらの能力を用いたスパイ活動で得た情報を配下のサイボーグ型デジモンに与えて作戦を実行する。
非常にナルシストな性格で、常に自分が美しくいることしか考えておらず、その美貌が汚れるような作戦は断固拒否し、また、己の美貌しか信用していないため部下に対する信頼関係は一切無い。
また、自身の体から構成し形成された「ドリッピン」（色とりどりで可愛らしい見た目とは裏腹に色によって格闘・状態異常・大爆発と恐ろしいほどの攻撃能力を保有している。アニメ『デジモンクロスウォーズ～悪のデスジェネラルと七つの王国～』ではスライムのような姿になっている）という水の精霊を生み出し、これを諜報や戦闘などに用いるが、噂によるとこの中には肌がツヤツヤになる「奇跡の美容液」が詰まったドリッピンも存在するという。
また、追い詰められると全身のファスナーを開放して巨大な虎のような獣の姿をした真の姿（ソーシャルゲーム『デジモン生活』ではダークネスモード（アニメ『クロスウォーズ』にて披露した全てのドリッピンを吸収・巨大化した姿と前述の姿も含まれる）と呼ばれており、アニメ『クロスウォーズ』の海外版である『Digimon Fusion』ではSplashmon DarknessMode Two（スプラッシュモン ダークネスモード2）という名称になっている）となり、大洪水を巻き起こし、逃げ場なく敵全体を圧死・溺死してしまう圧倒的な戦闘能力を発揮できるが、本人はこの姿をとても醜いと感じているため、晒すことを嫌っている（アニメ『デジモンクロスウォーズ～悪のデスジェネラルと七つの王国～』では巨大化した際に「この姿は窮屈で、脱いでいた方が動きやすい」という理由で真の姿になった）。
戦闘ではドリッピン軍団を放ち、敵軍団の指揮系統を麻痺させる。そして、指先から高圧・高速の水圧を撃つ技や、微量の元素を集め一瞬にして敵の頭部周辺に液体化し、状態異常を起こさせる技を駆使する。
2011年10月14日にデジモンウェブのデジモン図鑑に追加され、詳細設定が判明し、さらに2020年10月2日に世代・属性が判明した。
アニメ『デジモンクロスウォーズ～悪のデスジェネラルと七つの王国～』ではバグラ軍の新幹部であるデスジェネラルの一人として登場。声は緑川光（日本語版。真の姿時は声は加工されている）、クリストファー・コーリー・スミス（英語版）。
漫画『デジモンクロスウォーズ』本編では登場しなかったが、単行本第2巻のカバー裏に収録されているオマケ漫画「ばぐら家の横顔 第0回」ではドルビックモン、ネオヴァンデモン、オレーグモンと共に登場し本編で登場しなかったことを怒っていた。続く第3巻のカバー裏では「洗濯将軍・漂白のスプラッシュモン」になった。
アニメ『デジモンアドベンチャー:』では第21話で登場。本作品では終始真の姿で行動していたが、人型の姿になることはなく、言葉を発する場面もなかった（ただし、虎の咆哮や唸り声はある）。
アニメ『デジモンゴーストゲーム』では第27話で登場。声は三浦祥朗。本作品では終始人型の姿で行動していたが、公式設定や『クロスウォーズ』とは違い、変身能力の披露やドリッピンを召喚せず、真の姿になることはなかった。
また、アニメでは『クロスウォーズ』と『ゴーストゲーム』で登場した際の声優が異なっている。
アニメ『クロスウォーズ』と『アドベンチャー:』では最後は倒されたが、『ゴーストゲーム』では最終的には敗北し氷漬けになったものの、デジタルワールドに送り返される形で生存した。
得意技
全て人型時に発動。
ポイゾナスフォース
設定のみで、登場作品内では未使用（アニメ『デジモンゴーストゲーム』では第27話のデジモン紹介で表記されている）。
ハイドロプレッシャー
アニメ『デジモンクロスウォーズ～悪のデスジェネラルと七つの王国～』では第9話（通算第39話）、第21話（通算第51話）で使用。
アニメ『デジモンゴーストゲーム』では第27話で使用。その時は水圧を撃たなかった。
ビードラウン
アニメ『デジモンクロスウォーズ～悪のデスジェネラルと七つの王国～』では第8話（通算第38話）、第9話（通算第39話）で使用（第9話（通算第39話）では技の表記は無い）。
アニメ『デジモンゴーストゲーム』では第27話で使用。
英語版での名称はBubble Head（バブルヘッド）。
必殺技
タイガータイフーン
真の姿で発動。
アニメ『デジモンクロスウォーズ～悪のデスジェネラルと七つの王国～』では第9話（通算第39話）で使用。
アニメ『デジモンゴーストゲーム』では第27話のデジモン紹介で表記されている（この時は（真の姿）という表記が無い）。

### スラッシュエンジェモン
- 英名:SlashAngemon / 世代:究極体 / タイプ(種族):能天使型 / 属性:ワクチン
- 必殺技:ヘブンズリッパー、ホーリーエスパーダ / 得意技:

コテモンの究極体。“天使軍団（パワーズ）”を率いる能天使型デジモン。
全身を刃の武装で身を包んで邪悪な者たちとの戦いの先陣をきる。

### ズルモン
- 英名:Zurumon / 世代:幼年期I / タイプ(種族):スライム型 / 属性:
- 必殺技:毒性の泡 / 得意技:

『デジタルモンスターVer.5』で初登場。
悪質なコンピュータウイルスとコンピュータを悪用する人間の心が融合して誕生したデジモン。身体組織は毒性が強く、大型デジモンを寄せ付けない。

### スレイヤードラモン
- 英名:Slayerdramon / 世代:究極体 / タイプ(種族):竜人型 / 属性:ワクチン
- 必殺技:天竜斬破、昇竜斬破 / 得意技:咬竜斬刃

四大竜の試練を乗り越えた竜型デジモンのみ進化できるとされる竜人型デジモン。体を包む鎧はクロンデジゾイドで覆われている。フラガラッハという剣を持ち、竜斬剣なる剣技を駆使する。

### スワンモン
- 英名:Swanmon / 世代:アーマー体（カードゲームでは成熟期） / タイプ(種族):鳥型 / 属性:フリー（カードゲームではワクチン種）
- 必殺技:ダウントーネード / 得意技:ホワイト・マリエ

『D-3』で初登場。
テイルモンが愛情のデジメンタルで進化したアーマー体。白鳥をモデルにした鳥型デジモン。活動範囲は非常に広いが時にコンピュータをフリーズさせる原因になるという。
アニメ『デジモンフロンティア』に登場。

### スーツェーモン
- 英名:Zhuqiaomon / 世代:究極体 / タイプ(種族):聖鳥型 / 属性:ウィルス
- 必殺技:紅焔 / 得意技:煉獄爪、残火

南方を守護し朱雀をモデルにする四聖獣。四枚の翼と紅い体、そして4つの眼と12の電脳核を持つ。性格は極めて荒々しく、意味なく近づくものは焼き尽くしてしまうと言われる。
アニメ『デジモンテイマーズ』に登場。

### スーパースターモン
- 英名:SuperStarmon / 世代:完全体 / タイプ(種族):突然変異型 / 属性:データ
- 必殺技:ハレースコール / 得意技:

スターモンの亜種。全身が金色になりサングラスをかけている。
アニメ『デジモンクロスウォーズ～時を駆けるハンターたち～』で登場。声は三ツ矢雄二。

## せ

### セイバーハックモン
- 英名:SaviorHackmon / 世代:完全体 / タイプ(種族):竜人型 / 属性:データ
- 必殺技:レッジストレイド、メテオフレイム、トライデントセイバー / 得意技:

『デジヴァイス Ver.15th』で初登場。
ハックモンが長い旅の中で数多のデジモンとの出会いと別れ、そして修羅場を経たことで成長を遂げた姿。以降はデジタルワールド内で巻き起こる他のデジモンたちの対立に介入して争い事を止めたり、それによって被害を被った弱いデジモンたちの救済に当たっていた。時に悲惨な結果になることも少なくなかったが、それにも屈することなくそんな経験さえも糧にして弱者を救うための戦いに邁進している。
ゲーム『デジモンストーリー サイバースルゥース』で登場。声は江森浩子。
ゲーム『デジモンリアライズ』ではもん（声 - 石川由依）のパートナーデジモンであるハックモンの完全体として登場。声は梅原裕一郎。

### セイレーンモン
- 英名:Sirenmon / 世代:完全体 / タイプ(種族):神人型 / 属性:データ
- 必殺技:第三曲≪カノン≫ / 得意技:第一曲≪ポリフォニー≫、第二曲≪アリア≫

聖歌隊のような格好をした小さな鳥人の姿の神人型デジモン。陽気な性格で、いつもは海の上でも空の上でも楽しげな歌を歌って過ごしている。
放つ声は超低音から超高音まで8オクターブの歌声を使い分けてその歌を聞く者に安らぎを与え、セイレーンモン自身も聞く者を癒す善行を積むことでより輝かしい存在へ進化することができるようになるという。
使う技は全て歌にちなんだものだが、どの技もセイレーンモンと一緒に歌う者が居た場合、その威力や効果が向上するという特徴がある。
アニメ『デジモンゴーストゲーム』では第6話で登場。声は水樹奈々。

### ゼニモン
- 英名:Zenimon / 世代:成長期(クロスウォーズ) / タイプ(種族):突然変異型 / 属性:ワクチン
- 必殺技:こめっとランチャー、ゼニナゲ / 得意技:

アニメ『デジモンクロスウォーズ』で初登場。
ガネモンに仕える五円玉のような形をした小型デジモン。
ガネモンの金銭収集のため普段は各地に散って小銭を集めており、さらに自身もお金を惹き付ける波動を発して効率よくお金を手に入れている。
このゼニモンの金運を高める波動を求めてゼニモンそのものを欲しがるデジモンもいるとされている。

### セトモン
- 英名:Sethmon / 世代:アーマー体（カードゲームでは成熟期） / タイプ(種族):魔獣型 / 属性:フリー（カードゲームではワクチン種）
- 必殺技:ヒートストーム、タスクドライバー / 得意技:

『D-3』で初登場。
ブイモンが愛情のデジメンタルで進化した姿。愛情のデジメンタルのパワーが強すぎるため制御できず、憎悪のパワーに変換されてしまった。その体は不吉な赤に彩られており、災いをもたらす嵐を巻き起こす力を持っている。
アニメ『デジモンクロスウォーズ～悪のデスジェネラルと七つの王国～』ではアポロモンの配下デジモンとして登場。声は大友龍三郎（日本語版）。

### セピックモン
- 英名:Sepikmon / 世代:アーマー体（カードゲームでは成熟期） / タイプ(種族):魔人型 / 属性:フリー（カードゲームではワクチン種）
- 必殺技:スピリットブーメラン / 得意技:チャーミン・ダンシン

『D-3』で初登場。
アルマジモンが友情のデジメンタルで進化を遂げたアーマー体。怪しげな仮面をつけた魔人型デジモン。その仮面には死者の魂との会話を可能にする不思議な力があると言われている。
アニメ『デジモンフロンティア』では第11話、第23話、第45話にて登場。声は滝知史。
アニメ『デジモンセイバーズ』では聖なる都に住むデジモンの一体として登場。
アニメ『デジモンゴーストゲーム』では第33話で登場。声は齋藤彩夏。

### セフィロトモン
- 英名:Sakkakumon / 世代:ハイブリッド体（完全体相当） / タイプ(種族):突然変異型 / 属性:ヴァリアブル
- 必殺技:ランブルブレンドナンバー3 / 得意技:

『ディースキャナ』で初登場。
鋼のビーストスピリットから誕生した闘士。セフィロトの木をモデルにしており、10個の球体から構成され、自由自在に形態を変える。
怪機の鋼獣戦士の異名を持ち、敵の弱点を徹底的に調べ戦うが、計算外の行動をされると焦り非常にもろい面がある。球体には全闘士の属性に対応しており、それぞれの属性を吸収してしまう。
頭部にはアルファモンやクルモンにあるケティルマークなる紋章が刻まれているが、関係は不明となっている。
アニメ『デジモンフロンティア』ではメルキューレモンがビーストスピリットを使って進化するデジモンとして登場。声は増谷康紀。
漫画『デジモンクロスウォーズ』では第16話でバグラ軍のデジモンとして4体が登場。
アニメ『デジモンアドベンチャー:』では第46話、第49話で登場。

### ゼリモン
- 英名:Zerimon / 世代:幼年期I / タイプ(種族):スライム型 / 属性:
- 必殺技:酸の泡 / 得意技:

稀に同じデジタマからココモンと一緒に生まれることがある。
アニメ『デジモンフロンティア』で登場。

### セントガルゴモン
- 英名:MegaGargomon / 世代:究極体 / タイプ(種族):マシーン型 / 属性:ワクチン
- 必殺技:ジャイアントミサイル、バーストショット / 得意技:セントパンチ、セントジェット

『ディーアーク』で初登場。超巨大なマシーン型デジモンでメタルガルルモン並の兵器を搭載している。
テリアモンの進化系統であるがスピードは低く、その代わり攻撃力に特化している。なお、肩のジャイアントミサイルは命中する瞬間微笑む。
アニメ『デジモンテイマーズ』では李健良のパートナーデジモンであるテリアモンの究極体として登場。

### セーバードラモン
- 英名:Saberdramon / 世代:成熟期 / タイプ(種族):巨鳥型 / 属性:ワクチン・ウィルス
- 必殺技:ブラックセーバー / 得意技:ナイトロアー、マッハシャドウ

ゲーム『デジモンワールド』シリーズで初登場。
燃えさかる黒い大きな翼を持ったバードラモンの亜種で巨鳥型デジモン。バードラモンとは対照的に凶暴で攻撃的な性格である。

## そ

### ソウルモン
- 英名:Soulmon / 世代:成熟期 / タイプ(種族):ゴースト型 / 属性:ウィルス
- 必殺技:ネクロマジック / 得意技:

黒い帽子をかぶるバケモンの亜種。その帽子はファンタジーなどに出てくる魔法使いのデータからの流用とされ、これで自身の魔力を引き上げている。自身が透明になることもできる。
アニメ『デジモンセイバーズ』では第9話で登場し、得意の透明化で大たちを手こずらせた。

### ソーサリモン
- 英名:Sorcermon / 世代:成熟期 / タイプ(種族):魔人型 / 属性:ワクチン
- 必殺技:クリスタルクラウド / 得意技:アクエリアスフィル

氷の属性を持つウィザーモンの亜種。別次元のデジタルワールド「ウィッチェルニー」よりやって来たと言われ、傷ついた体を回復させる力を持つ。
アニメ『デジモンフロンティア』では第11話で登場。

### ソーラーモン
- 英名:Solarmon / 世代:成長期 / タイプ(種族):マシーン型 / 属性:ワクチン
- 必殺技:シャイニーリング / 得意技:

コアから高温を発しているハグルモンの亜種。